# Видфест
«Видфест» — всероссийский национальный фестиваль видеоблогеров. Проводился с 2015 по 2018 год в Москве и Санкт-Петербурге.
Первый фестиваль прошёл 8 июня 2015 года в павильоне ВДНХ. Организаторы фестиваля — консалтинговая группа «Полилог» и Руслан Усачев. За два дня фестиваль посетили 10 тыс. человек. Второй по счёту фестиваль состоялся в 2016 году 28 мая в Музее стрит-арта в Санкт-Петербурге и 24—25 сентября в «Экспоцентре» в Москве.
В рамках фестиваля при поддержке YouTube проводится первая российская премия в области видеоблогинга «Лайк».
В 2015 году фестиваль посетили Катя Клэп, Макс +100500, LizzzTV, Maria Way, группа Little Big, Андрей Нифёдов, Олег Брейн и другие.
В 2016 году в фестивале приняли участие Ивангай, Стас Давыдов, Катя Клэп, BadComedian, Марьяна Ро, Frost, Rakamakafo, Эльдар Джарахов, LizzzTV, Анастасия Шпагина, Wylsacom, Данила Поперечный, Михаил Кшиштовский, Агния Огонёк, Ресторатор, группа Little Big и другие.
В 2017 году в фестивале приняли участие Стас Давыдов, Сергей Дружко, ЯнГо, Марьяна Ро, Rakamakafo, Дмитрий Куплинов, Big Russian Boss, Wylsacom, Ян Топлес, Фёдор Комикс, Приятный Ильдар, Эльдар Джарахов, Данила Поперечный, Дмитрий Масленников, Михаил Кшиштовский, EugeneSagaz, ND Production, Козырный Уголок, Лиззка и другие.
В 2018 году в фестивале приняли участие Николай Соболев, Эльдар Джарахов, Данила Поперечный, Михаил Кшиштовский, Лиззка, Гнойный, Илья Варламов, Моргенштерн, Ян Топлес, Макс +100500, Стас Давыдов, ND Production, Никита Козырев, EugeneSagaz, Романус, Utopia Show, TheWarpath, группа The Hatters, Никита Златоуст и другие.
С 2019 года фестиваль не проводится из-за финансовых проблем.

## «Лайк»

### «Лайк 2015»
| Номинация                                         | Победитель                                                          | Номинанты |
| ------------------------------------------------- | ------------------------------------------------------------------- | --- |
| Лайк года                                         | Стас Давыдов (This is Хорошо)                                       | EeOneGuy Максим Голополосов (+100500) Lee Kei (ДайПятьТоп) Фрост                                                |
| Лайк за игры                                      | Олег Брейн (TheBrainDit)                                            | Дмитрий Куплинов (Kuplinov ► Play) Джов Фрост LeTSPLaySHiK MiSTiK и Lagger                                      |
| Лайк за бьюти                                     | Мария Вэй (Maria Way)                                               | RobinaHoodina Elena864 Елена Крыгина Виктория Моисеева (Koffkathecat)                                           |
| Лайк за социальный проект                         | Николай Соболев и Гурам Нармания (Rakamakafo)                       | Агния Огонёк СтопХам B.JOB.ыватели ChebuRussiaTV                                                                |
| Лайк за музыку                                    | Эльдар Джарахов и Александр Смирнов (Саша Тилэкс) (Успешная Группа) | Enjoykin Руслан Тушенцов (CrazyMegaHell) Little Big Никита Черников                                             |
| Лайк за киноблог                                  | Руслан Усачев (Вредное Кино)                                        | Евгений Баженов (BadComedian) Александр Соколов (SokoL[off] TV) Уголок Акра Chuck                               |
| Лайк за техноблог                                 | Wylsacom                                                            | Китай Рулит ЗВЕРЬЁ Борис Веденский и Валерий Истишев (Дройдер) MobileReview                                     |
| Лайк за юмор                                      | Дмитрий Карпов (Сыендук)                                            | Эльдар Бродвей Стас Оксаний (Типичный Стас) Алекс Гуфовский Михаил Тивиков (Мистер Тивиков)                     |
| Лайк за шоу                                       | Стас Давыдов (This is Хорошо)                                       | Максим Голополосов (+100500) Lee Kei (ДайПятьТоп) Костя Павлов и Макс Брандт (Вызов) Ресторатор (Versus Battle) |
| Лайк новичку                                      | Марьяна Ро                                                          | Гуфовский Лайф Михаил Тивиков (Мистер Тивиков) ChebuRussiaTV Карина Каспарянц                                   |
| Лайк за лайфстайл                                 | EeOneGuy                                                            | Максим Голополосов (MoranDays) Катя Клэп Андрей Нифёдов Соня Есьман                                             |
| Спецпремия ВДНХ: Видео-дарование народной хроники | Катя Клэп                                                           | Павел Микус Мария Вэй                                                                                           |
| Радио NRJ                                         | Катя Клэп                                                           | Евгений Баженов (BadComedian) Руслан Усачев Костя Павлов и Макс Брандт (LizzzTv)                                |

### «Лайк 2016»
| Номинация          | Победитель                                            | Номинанты                                                                                                  |
| ------------------ | ----------------------------------------------------- | --- |
| Лайк года          | Катя Клэп                                             | SlivkiShow Ресторатор (Versus Battle) EeOneGuy Олег Брейн (TheBrainDit)                                    |
| Лайк за лайфстайл  | Эльдар Джарахов                                       | Амиран Сардаров (Дневник Хача) Катя Клэп EeOneGuy Марьяна Ро                                               |
| Лайк за бьюти      | Анастасия Шпагина                                     | Елена Крыгина Swasti Ji Алёна Венум Екатерина Ткаченко                                                     |
| Лайк за киноблог   | BadComedian                                           | SokoL[off] TV Кинокритика Cutthecrap Уголок Акра                                                           |
| Лайк за шоу        | Трэш Лото                                             | Блогеры Реагируют Лайфхаки SlivkiShow Versus Battle Видеообзор#2                                           |
| Лайк за игры       | Eugene Sagaz                                          | Frost Олег Брейн (TheBrainDit) Ярик Лапа Дмитрий Куплинов (Kuplinov ► Play)                                |
| Лайк за техноблог  | Wylsacom                                              | Kitai Rulit Rozetked Droider.ru ЗВЕРЬЁ                                                                     |
| Лайк за юмор       | Сыендук                                               | Red21 Брайн Мапс Юрий Хованский Room Factory                                                               |
| Лайк за прорыв     | Мамикс                                                | Red21 Dipt Алёна Венум Swasti Ji                                                                           |
| Лайк за паблик     | ВПШ                                                   | Селфи ЮТУБЕР Подслушано Видеоблогеры Жизнь Ютуб                                                            |
| Лайк за скандал    | Дмитрий Ларин                                         | Андрей Афонин Юрий Хованский Фирамир Николай Соболев                                                       |
| Лайк за песню      | Ларин — «#коляхейтер»                                 | EeOneGuy — Хаю-Хай Enjoykin — «Ламповая няша» Little Big — «Big Dick» Успешная группа — «Покебол»          |
| Лайк за спецпроект | Сериал «Великое противостояние» — для «Звёздных войн» | Запуск новых шоу для Samsung YouTube TV Сериал Axe «Белые ночи» Песня EeOneGuy — #ДЕЛАЙПОСВОЕМУ для Lenovo |

### «Лайк 2017»
| Номинация          | Победитель                         | Номинанты |
| ------------------ | ---------------------------------- | --- |
| Лайк за добро      | Валерия Любарская                  | — |
| Лайк за знания     | Ян Топлес                          | Kreosan Utopia Show Знакомьтесь, Боб Артур Шарифов TrashSmash |
| Лайк за шоу        | КликКлак (Кажется, нащупал)        | Сергей Дружко (Druzhko Show) Дима Масленников (GhostBuster) Versus Battle Big Russian Boss Show Room Factory (Короче говоря)                                                 |
| Лайк за игры       | Дмитрий Куплинов (Kuplinov ► Play) | Олег Брейн (TheBrainDit) Марин Мокану (Mr. Marmok) Frost EugeneSagaz MrLololoshka                                                                                            |
| Лайк за лайфстайл  | Катя Клэп                          | Амиран Сардаров Ивангай ЯнГо Anny May Elli Di |
| Лайк за обзор      | BadComedian                        | itpedia Wylsacom Nemagia Приятный Ильдар Oblomoff |
| Лайк за юмор       | Данила Поперечный                  | Сыендук TheBrainMaps Юрий Хованский Юлик Room Factory |
| Лайк за хайп       | Лиззка                             | Николай Соболев Versus Battle Сергей Дружко КликКлак Юрий Дудь |
| Лайк за песню      | Эльдар Джарахов — «Блокеры»        | Дмитрий Маликов и Юрий Хованский — «Спроси у своей Мамы» 55x55 — «Необъяснимо, но хайп» Elli Di — «Лимон» Tatarka — «U Can Take» (feat. Little Big) Лиззка — «Дисс на Атеву» |
| Лайк за спецпроект | Рэп-клипы для Клинского            | Шоу на Samsung YouTube TV Реалити-шоу «Можно Всё» для Билайн Марьяна Ро — песня «Вжух» для Veet Проект «Бабуля не против Google» Тэг «Хочу вернуть» для сервиса Копикот      |

### «Лайк 2018»
Лайк за 10 миллионов подписчиков

## Галерея

### 2016 год

#### Санкт-Петербург

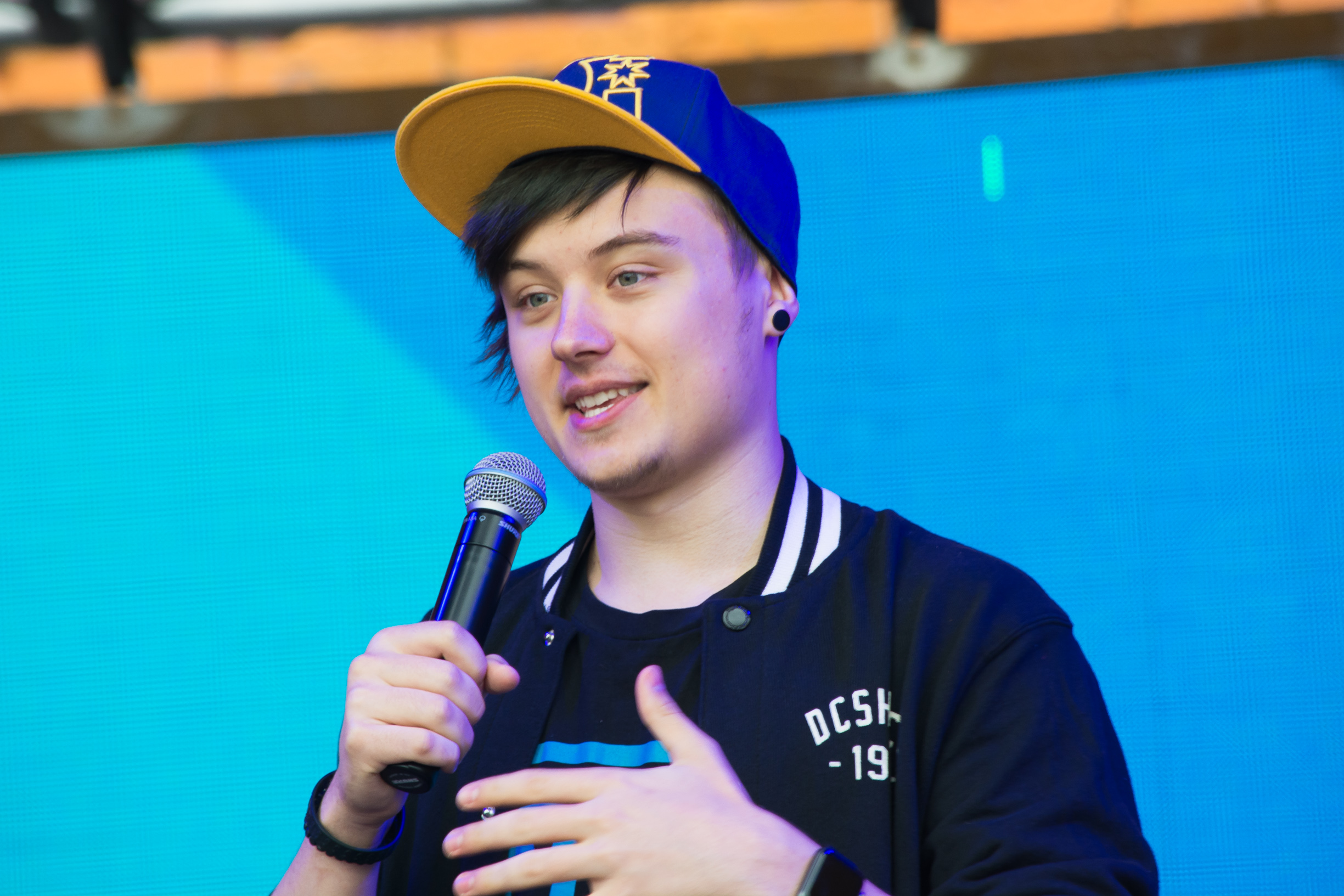
EeOneGuy
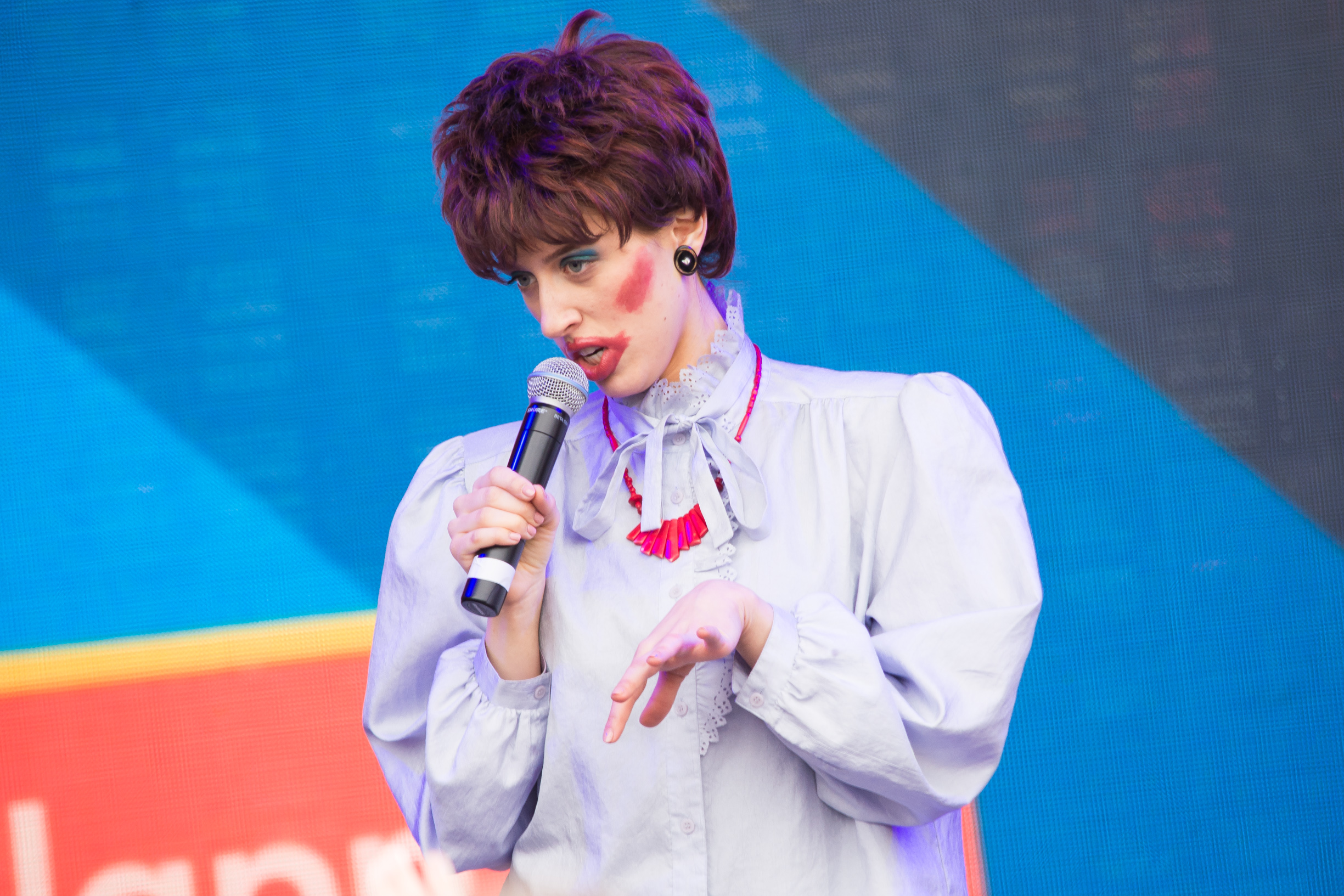
Kate Clapp
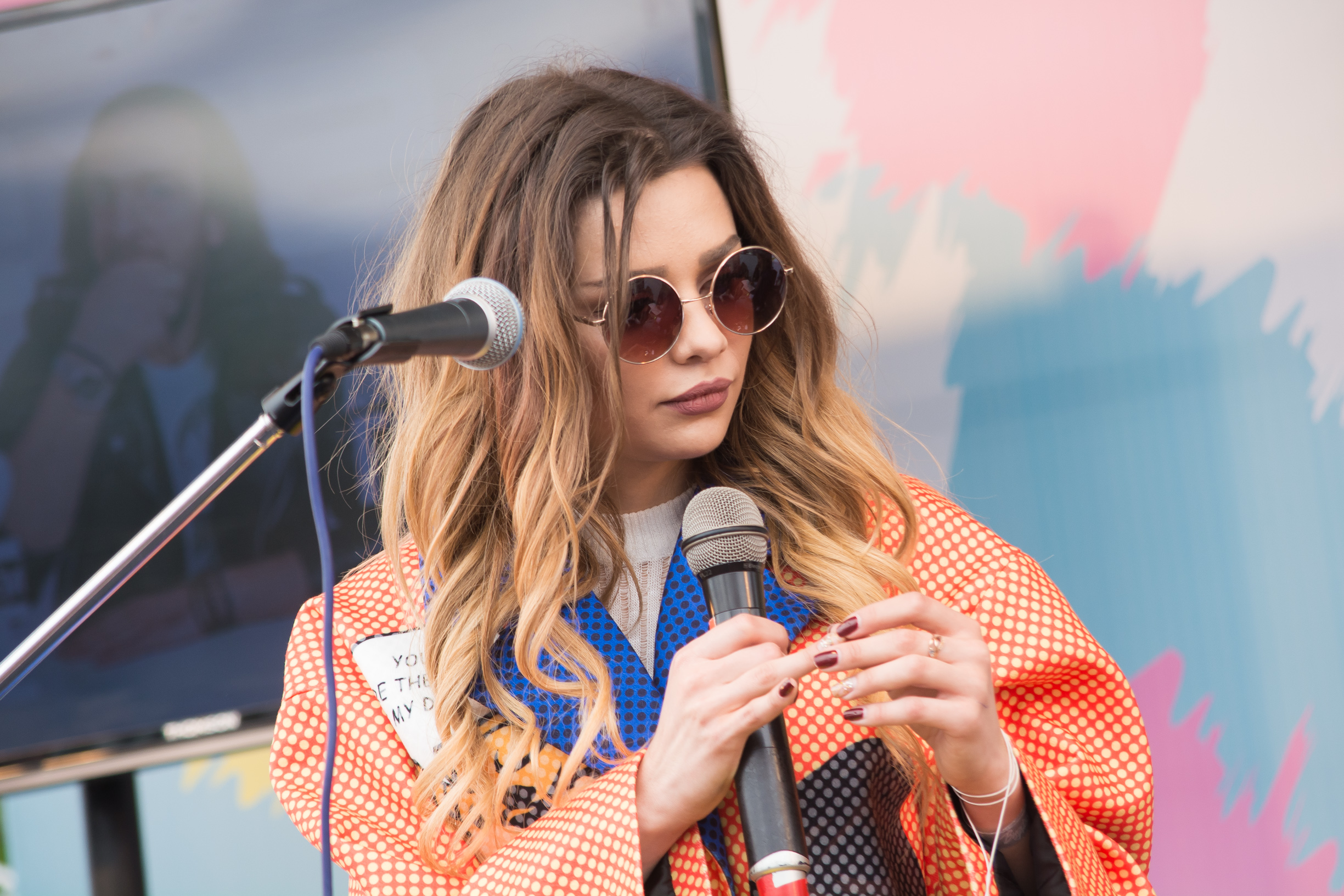
Maria Way
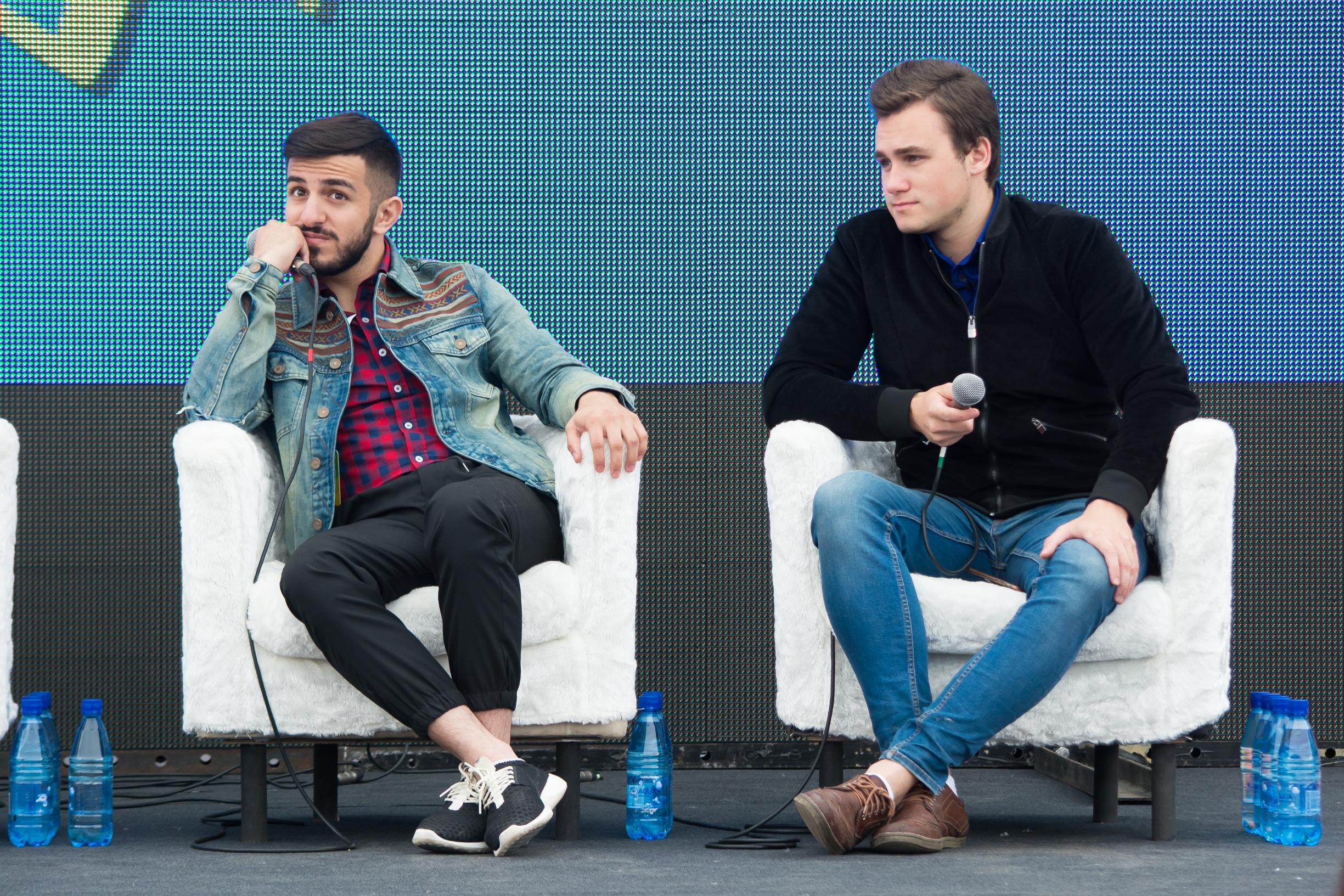
Гурам Нармания и Николай Соболев (Rakamakafo)
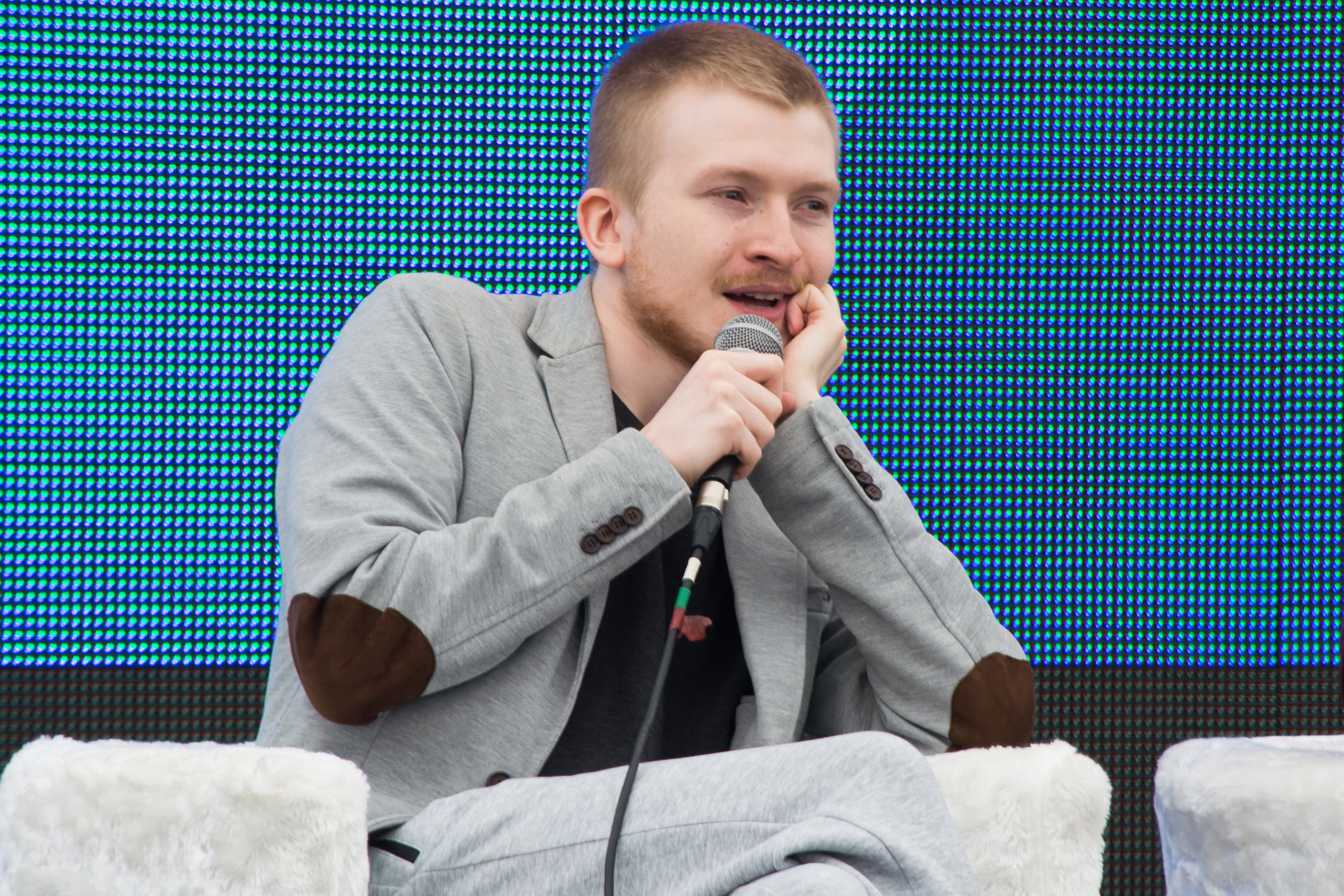
Данила Поперечный
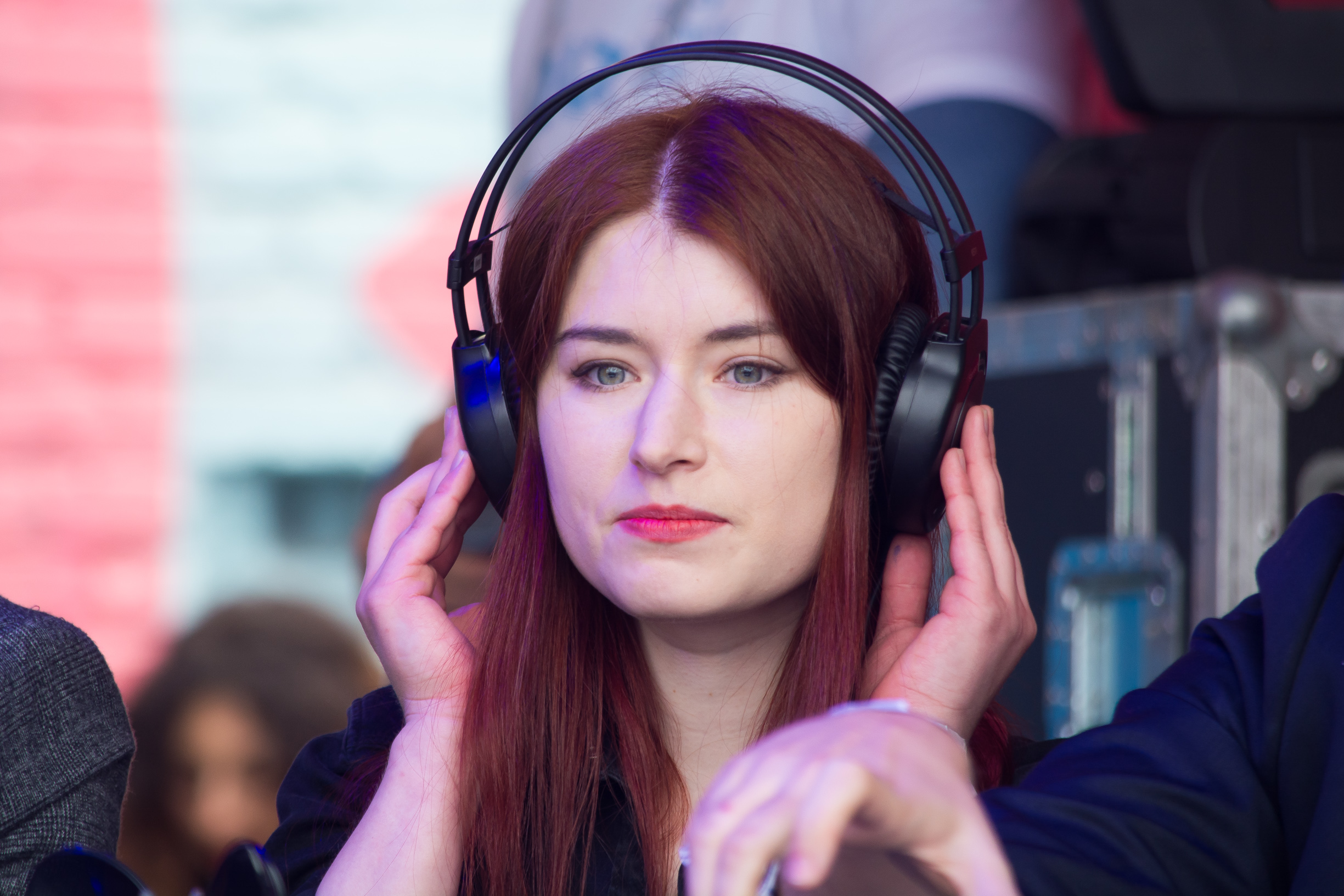
Елена Рассохина
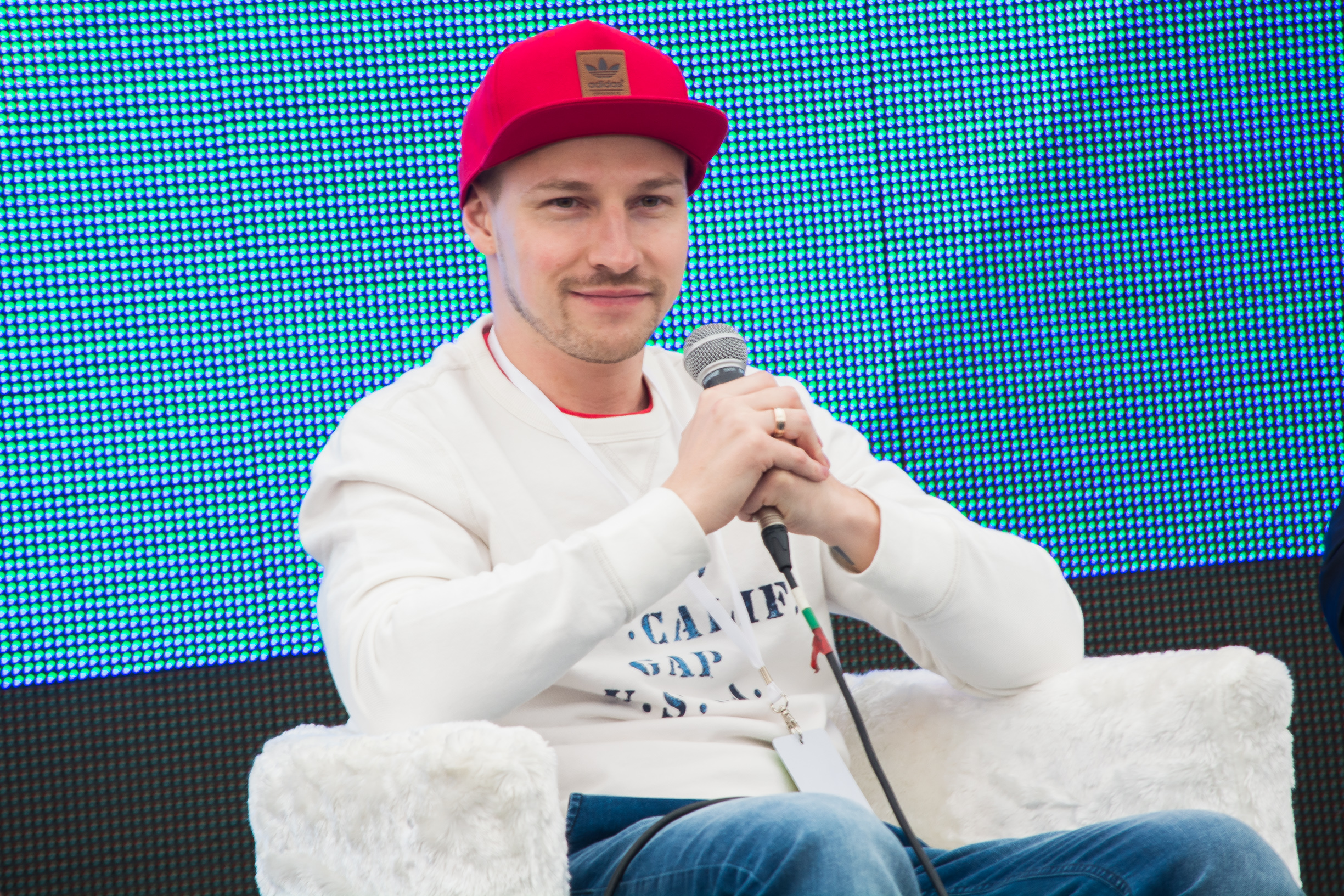
Костя Павлов (LizzzTV)
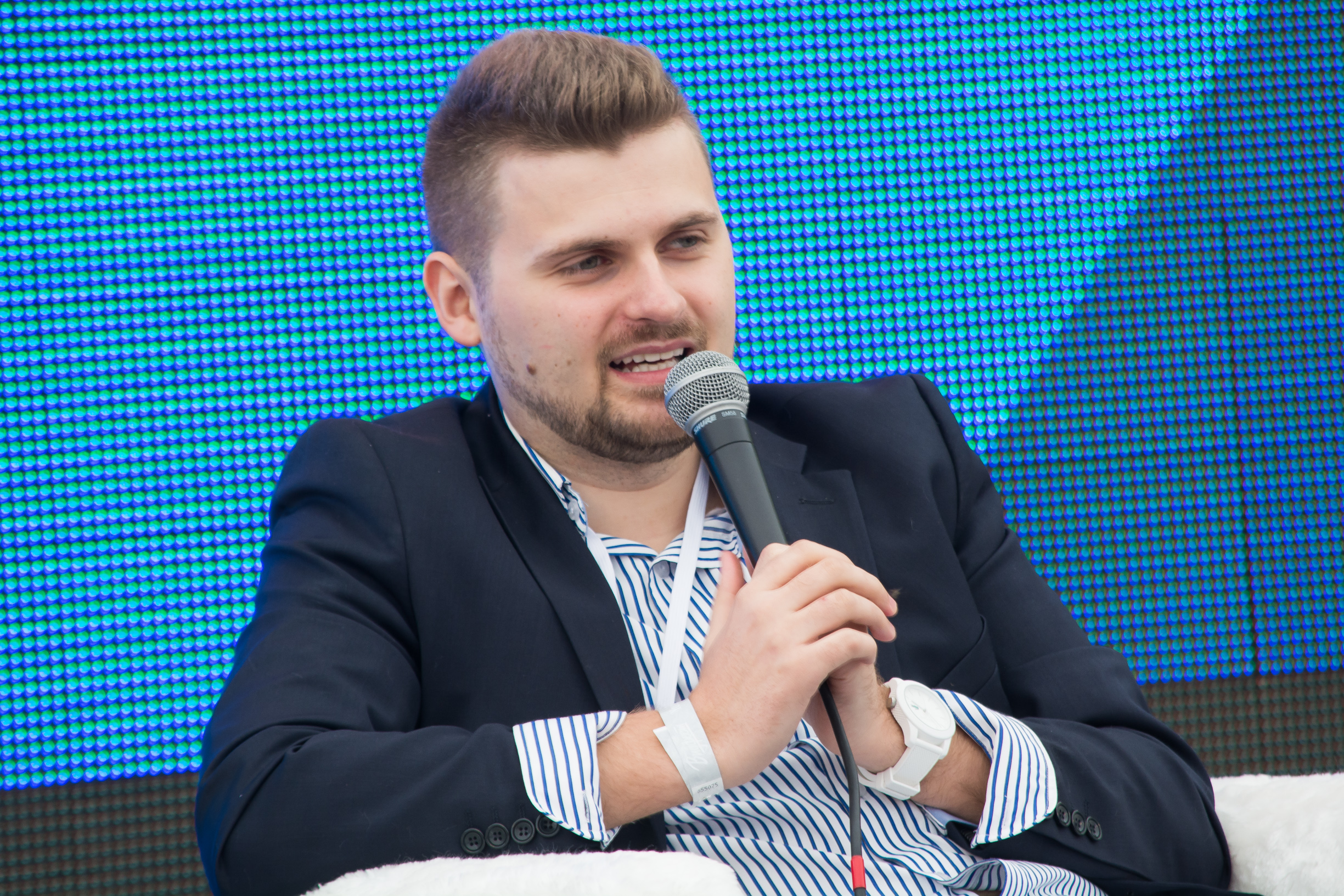
Макс Брандт (LizzzTV)
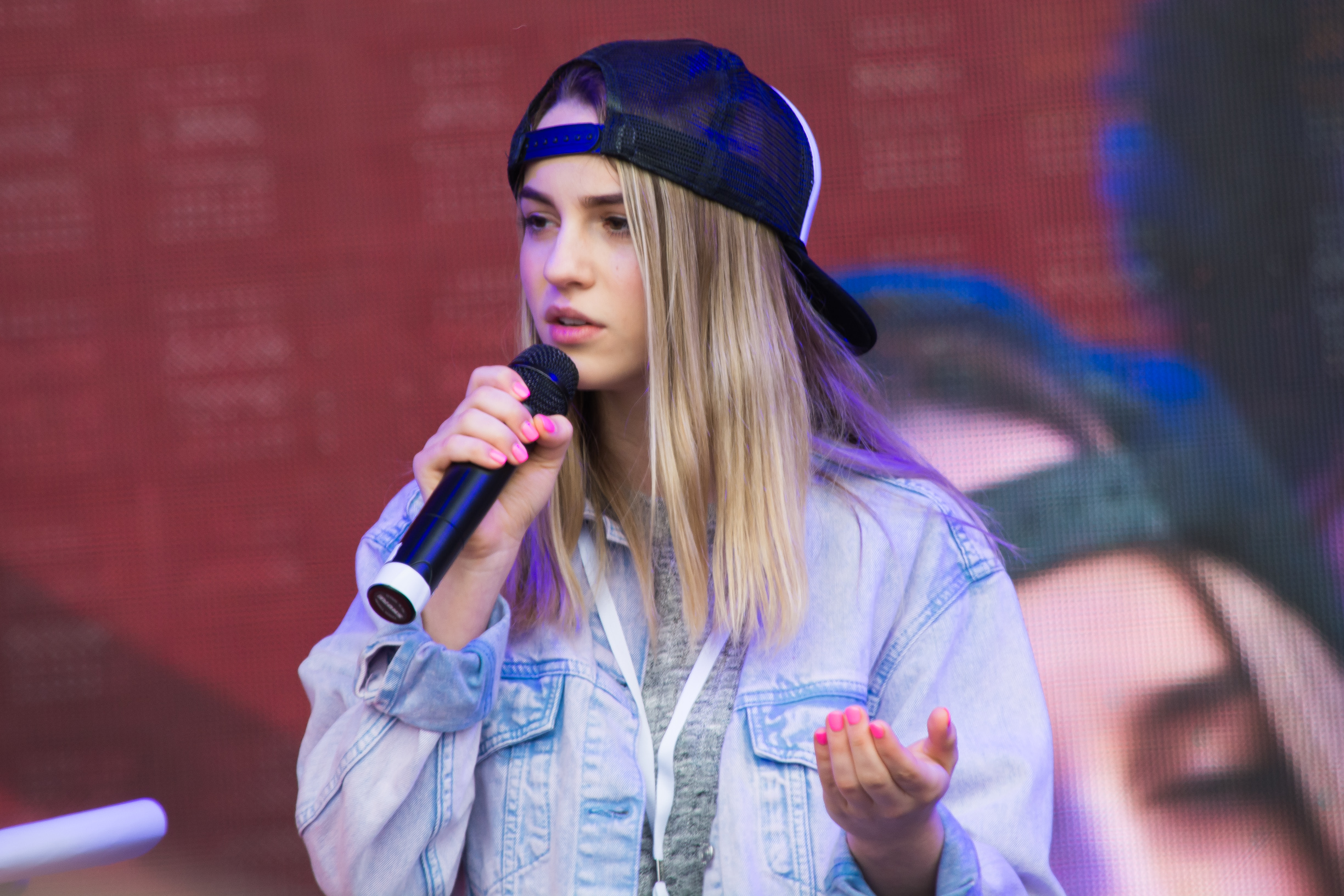
Марьяна Ро
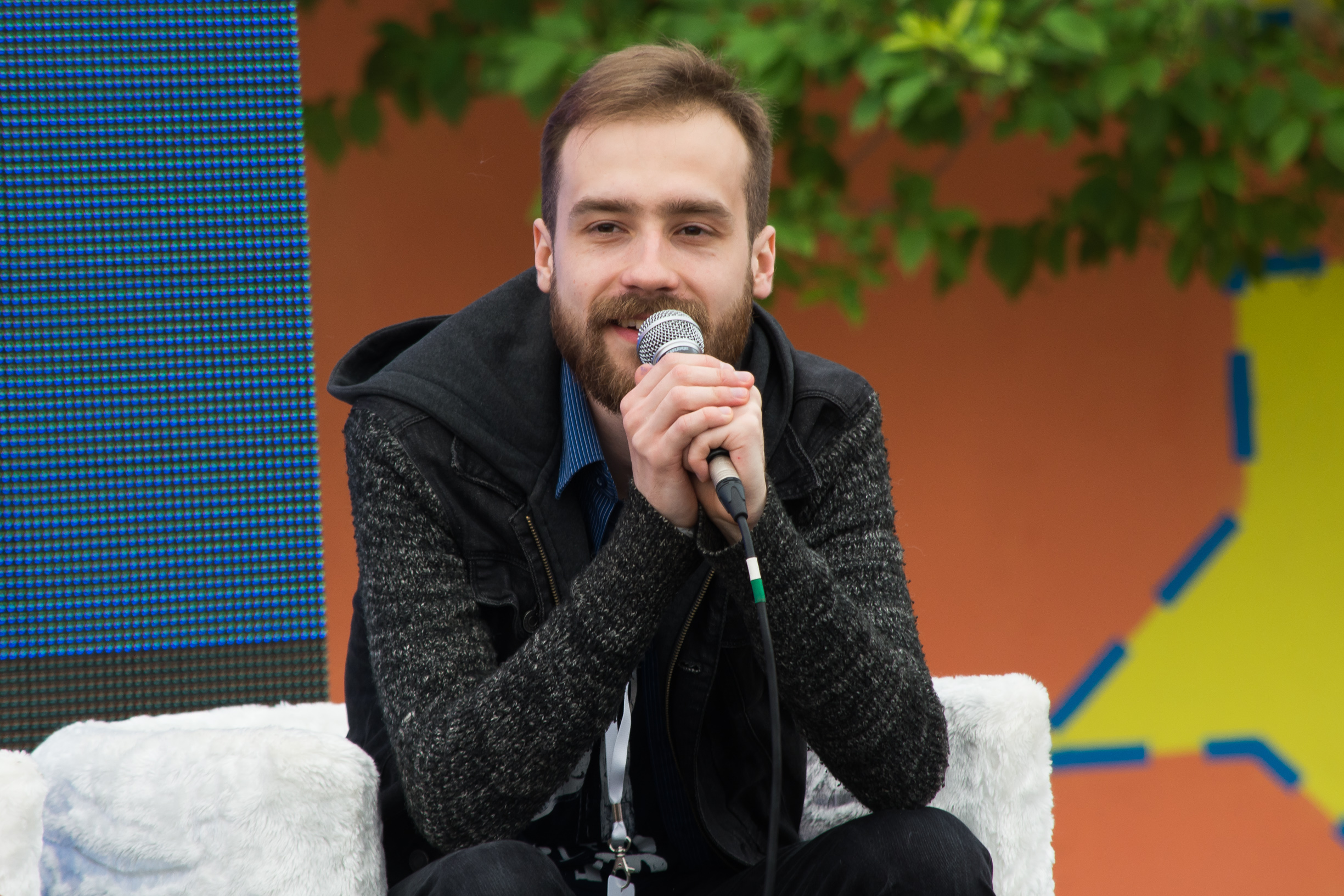
Михаил Кшиштовский
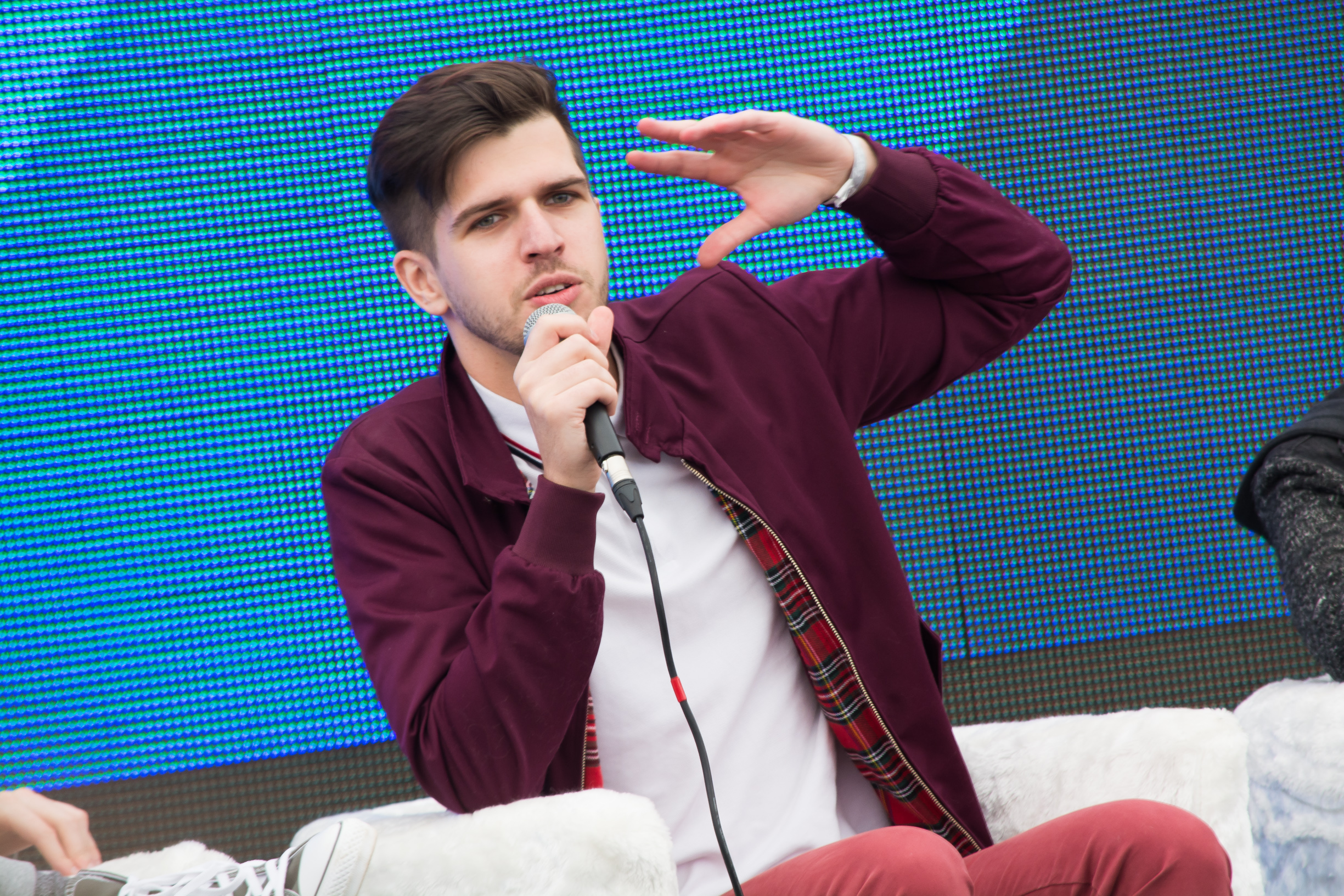
Руслан Усачев
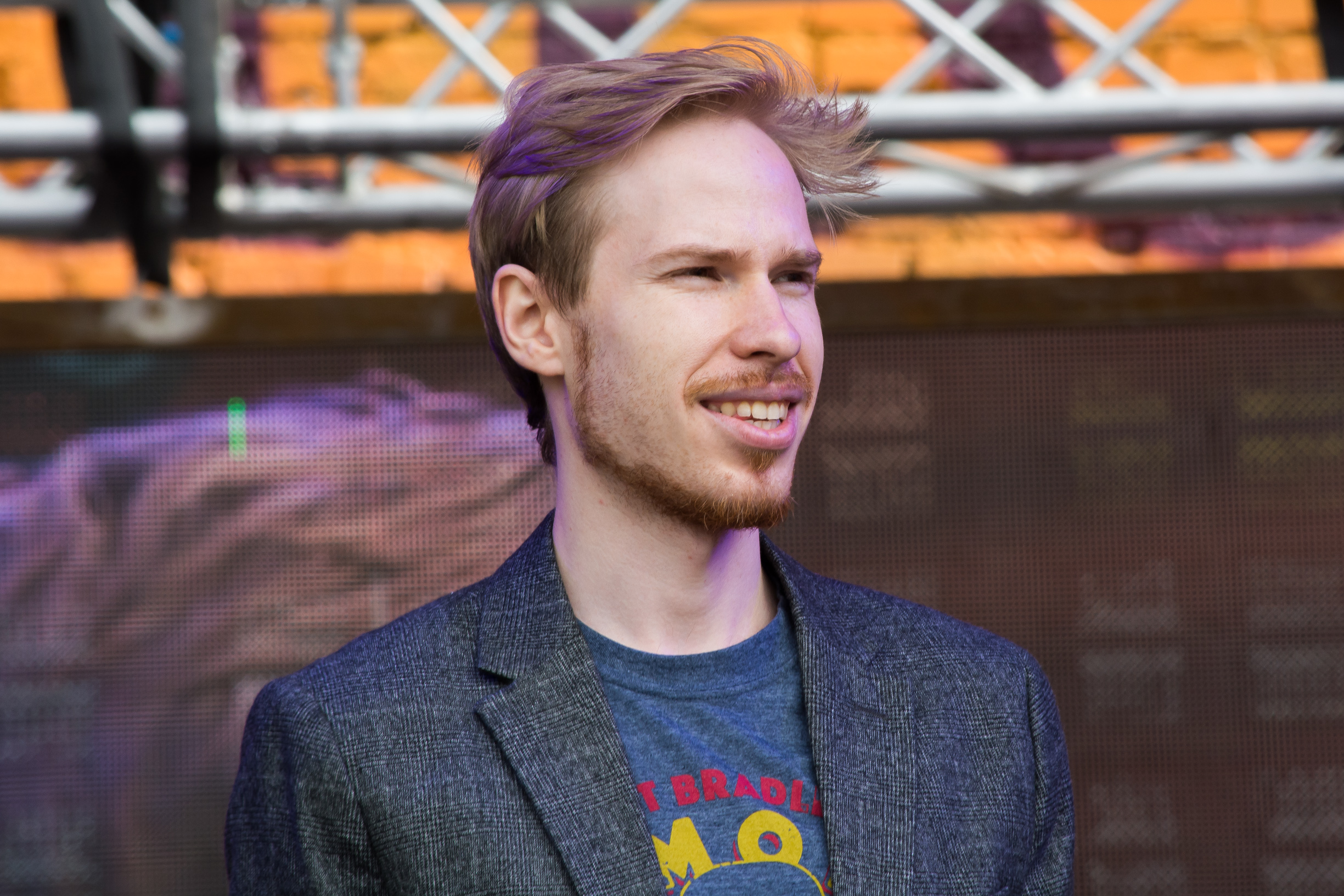
Стас Давыдов (This is Хорошо)
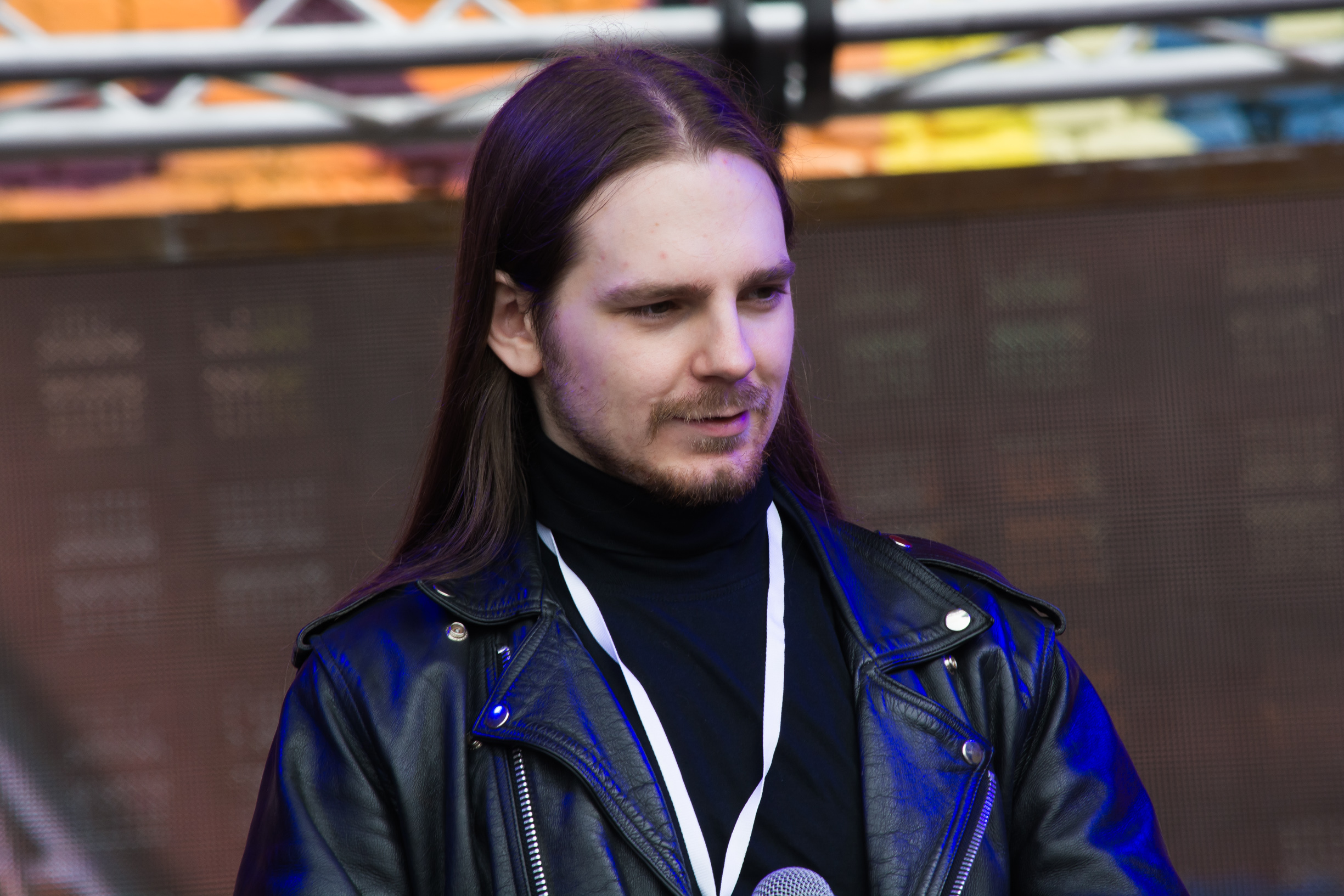
Виталий Голованов (This is Хорошо)
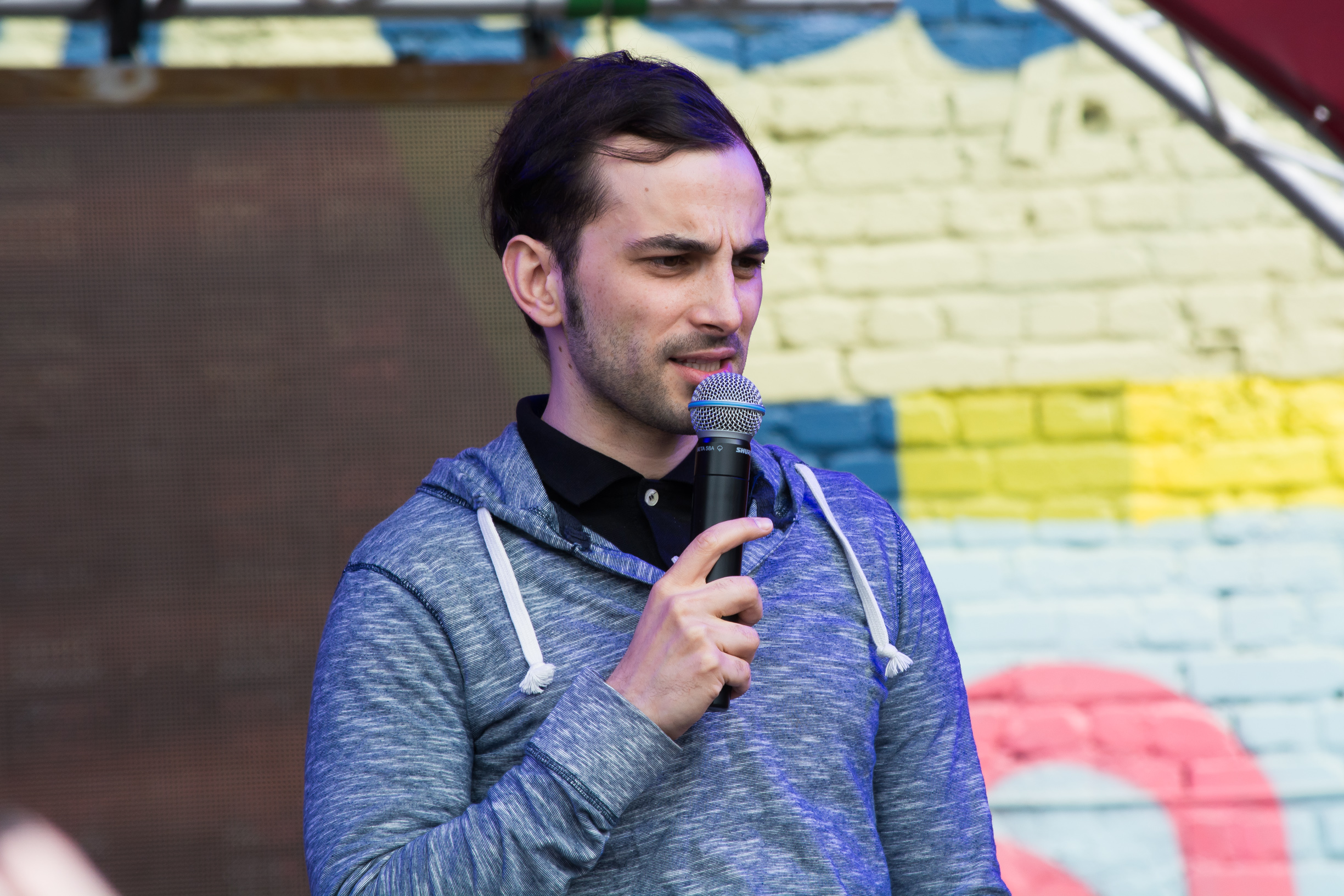
Сергей Федоренко (This is Хорошо)
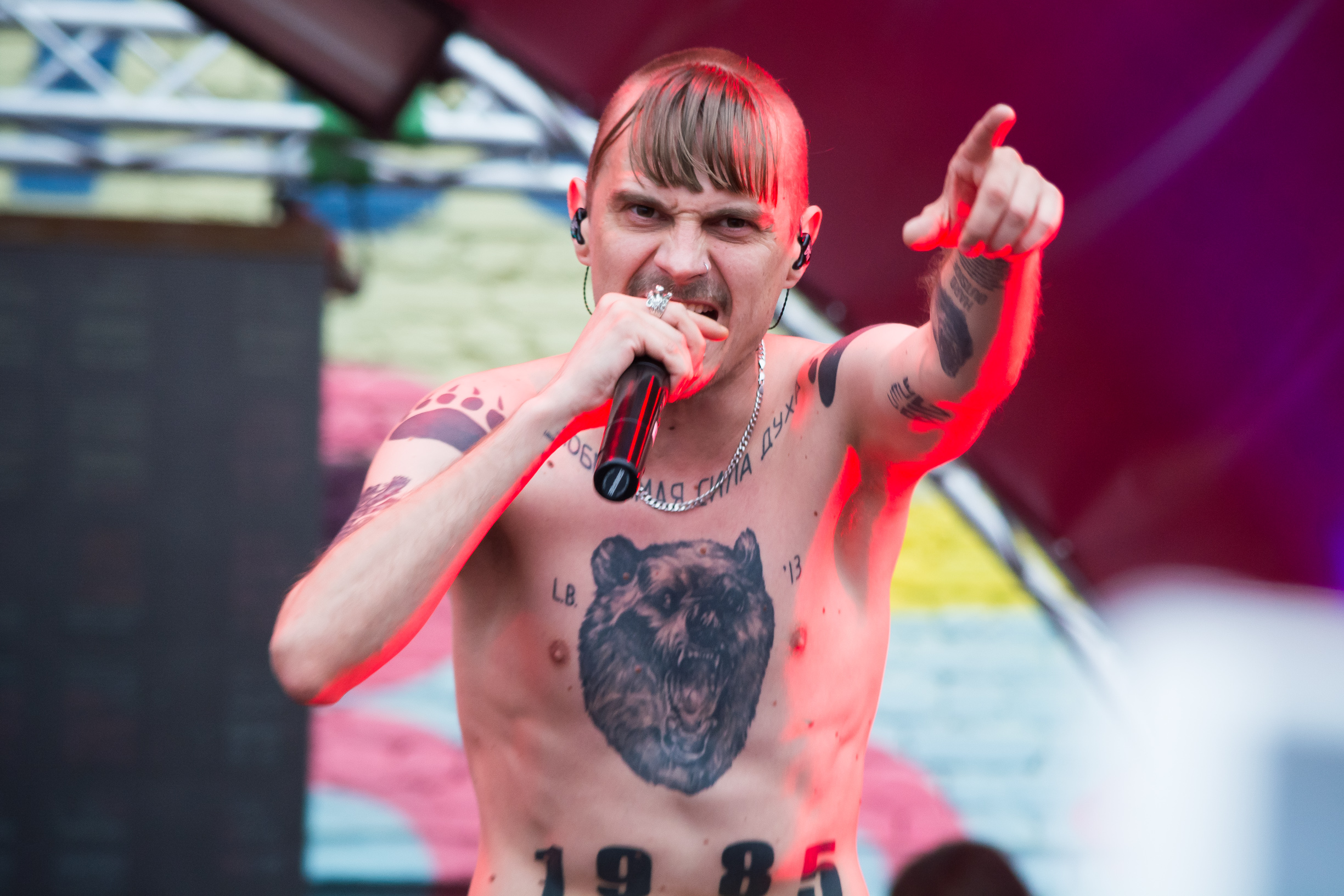
Илья Прусикин (Little Big)
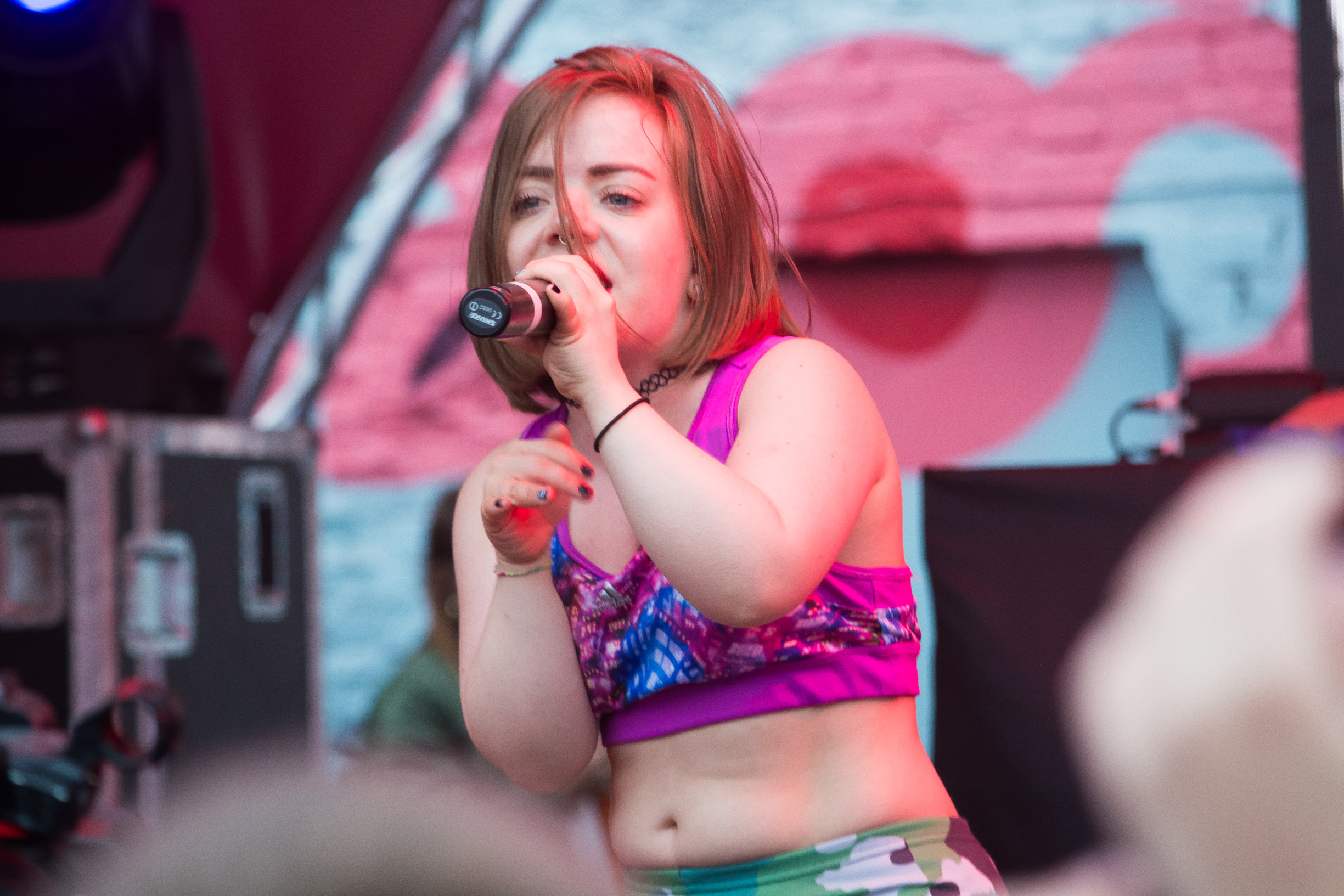
Олимпия Ивлева (Little Big)
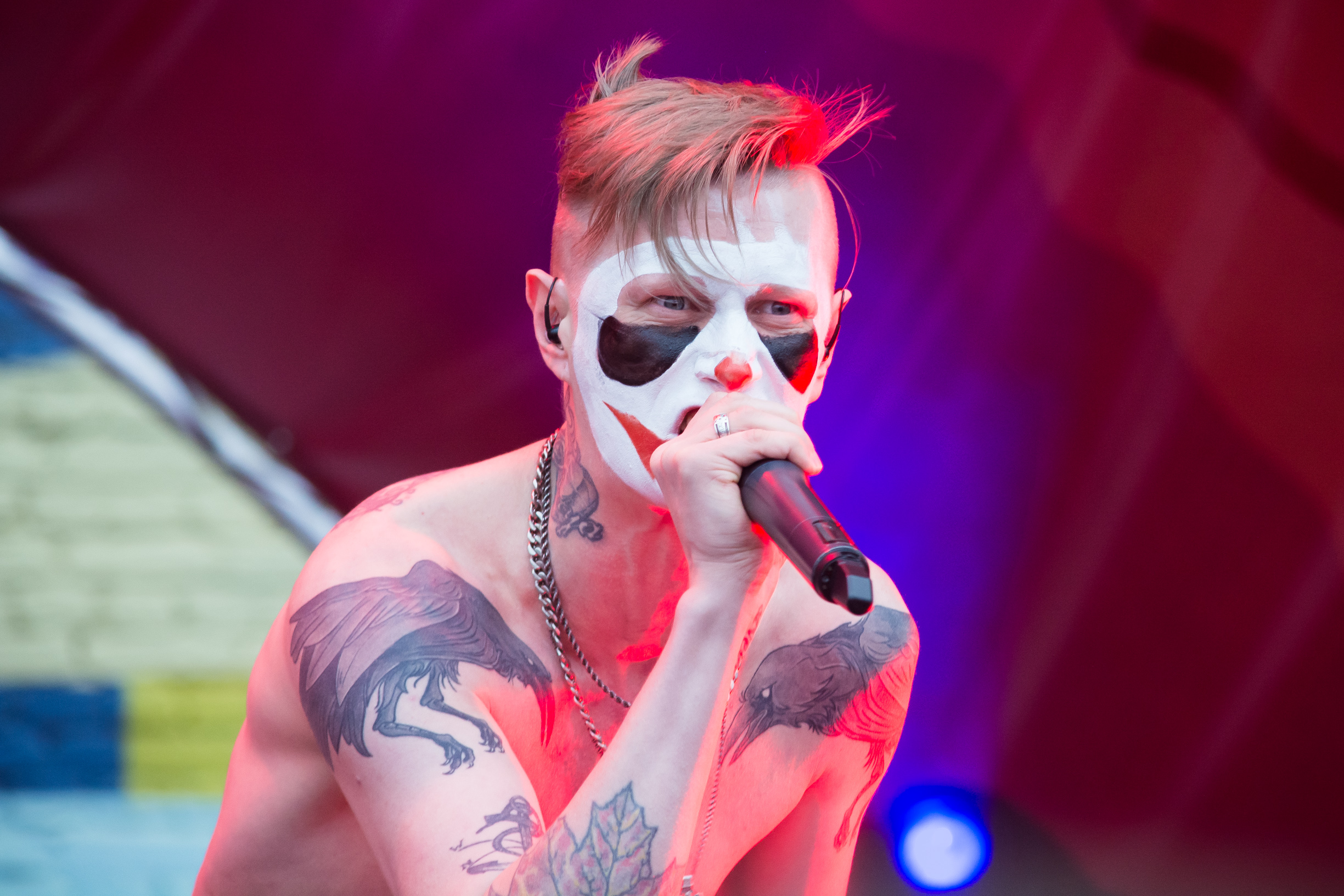
Антон Лиссов (Little Big)

#### Москва

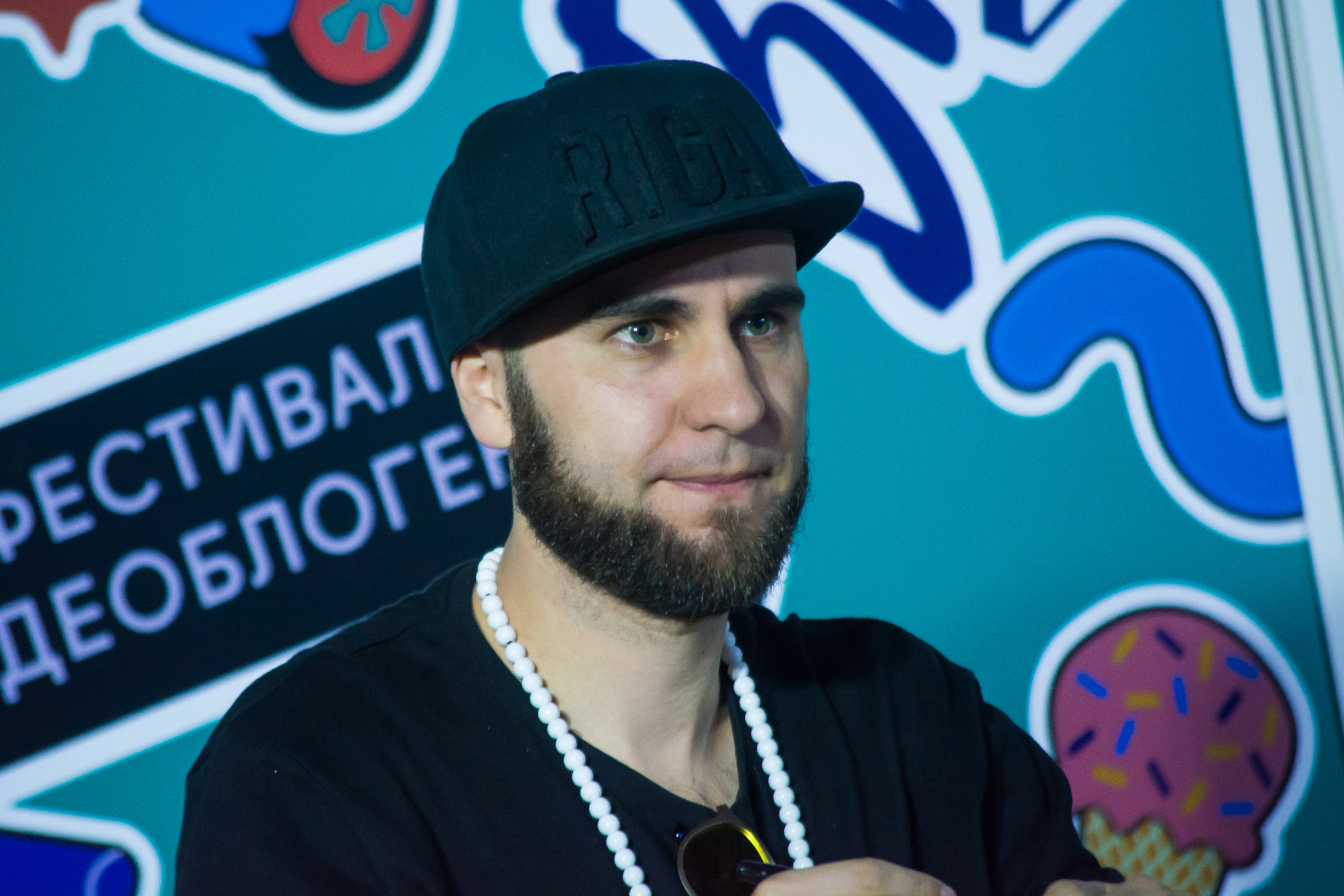
Lee Kei (DaiFiveTop)
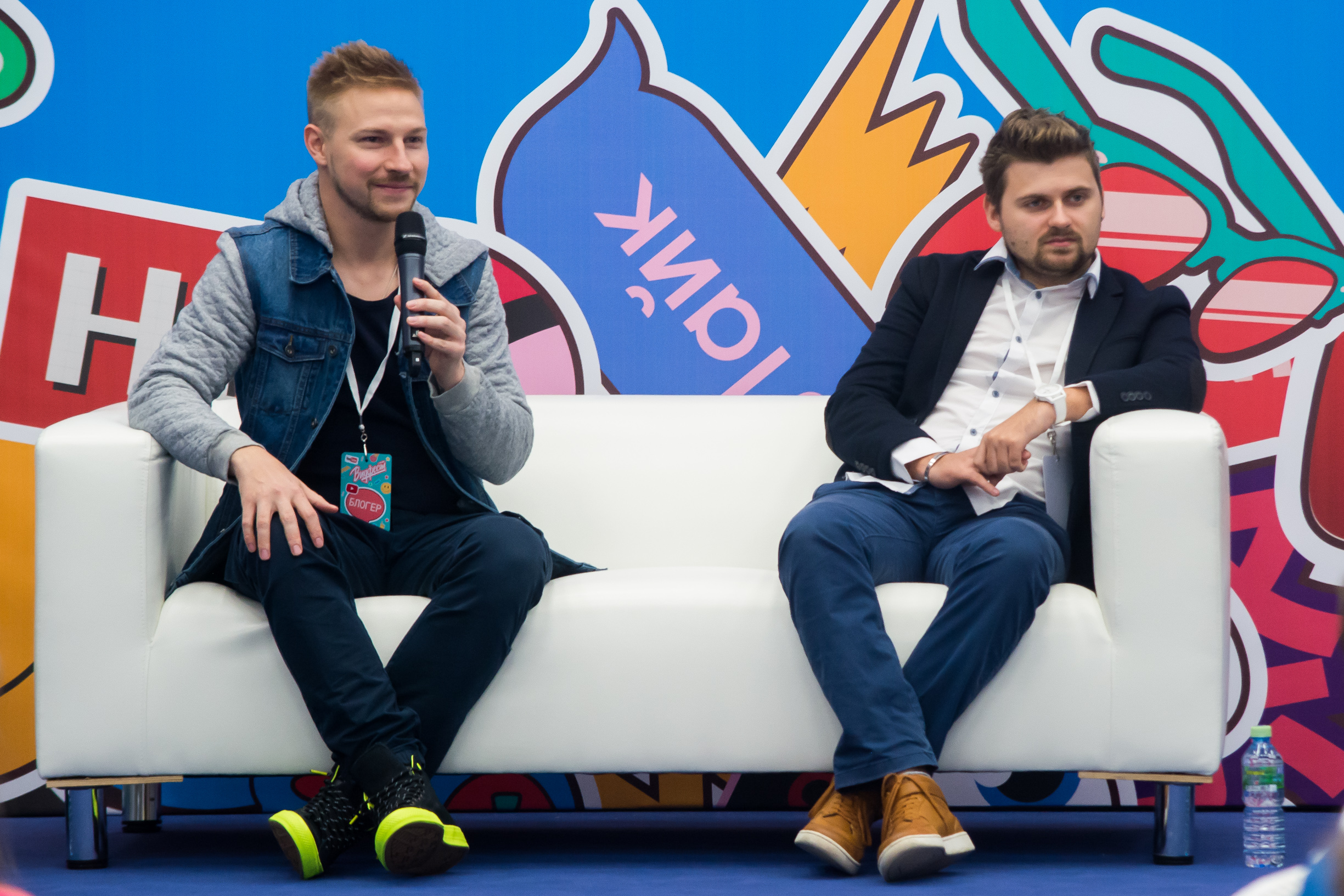
Костя Павлов и Макс Брандт (LizzzTV)
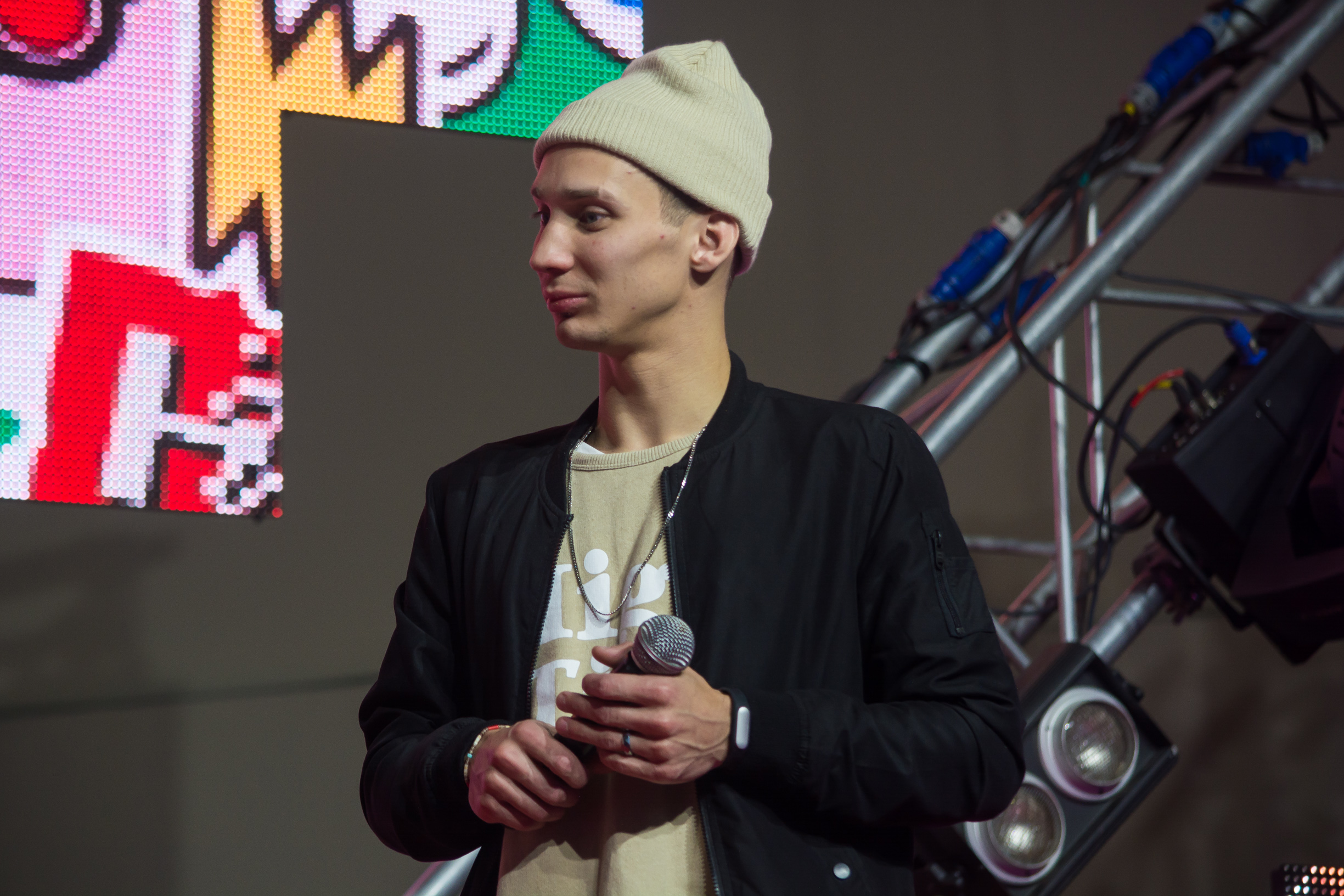
MaxFresh
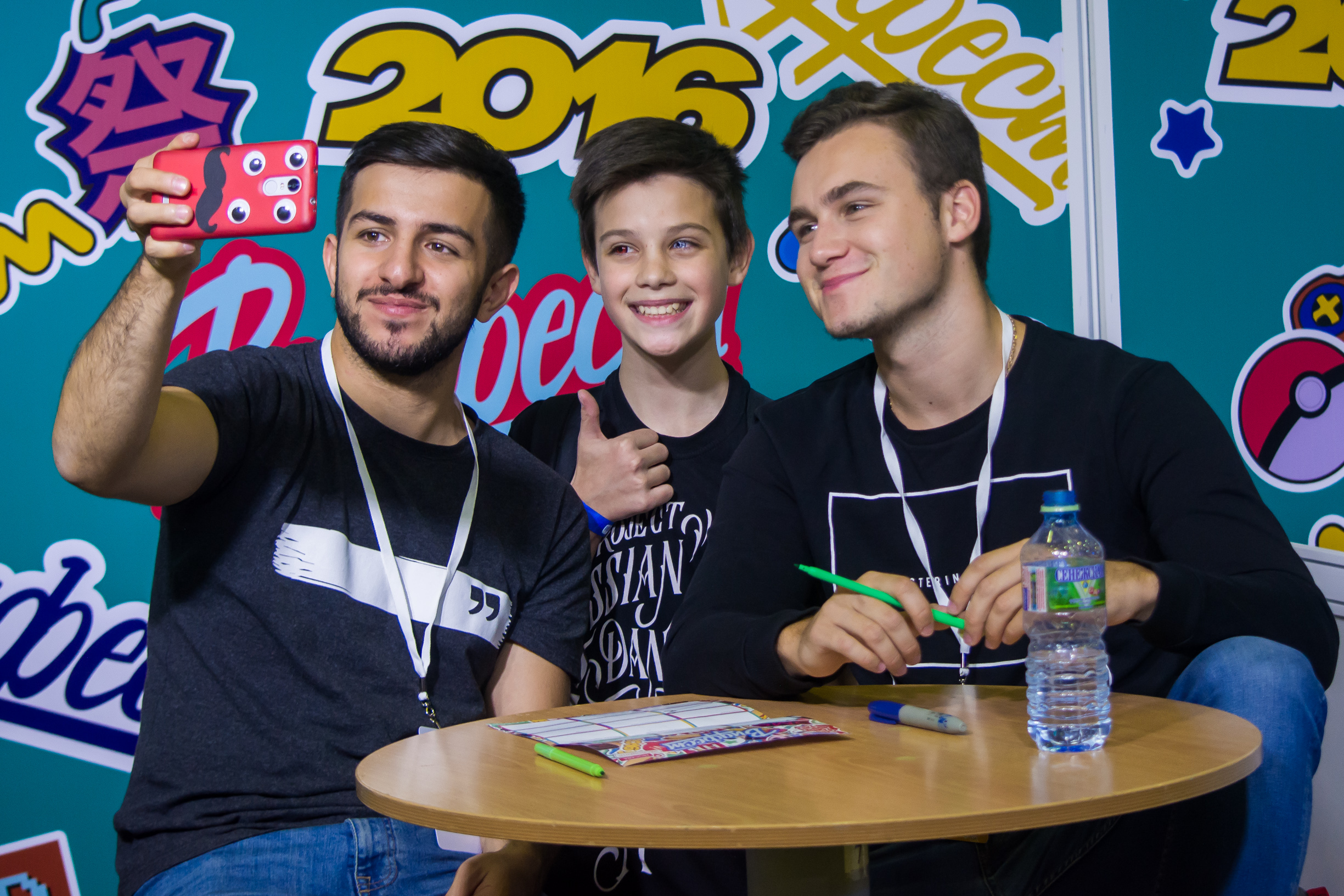
Гурам Нармания и Николай Соболев (Rakamakafo)
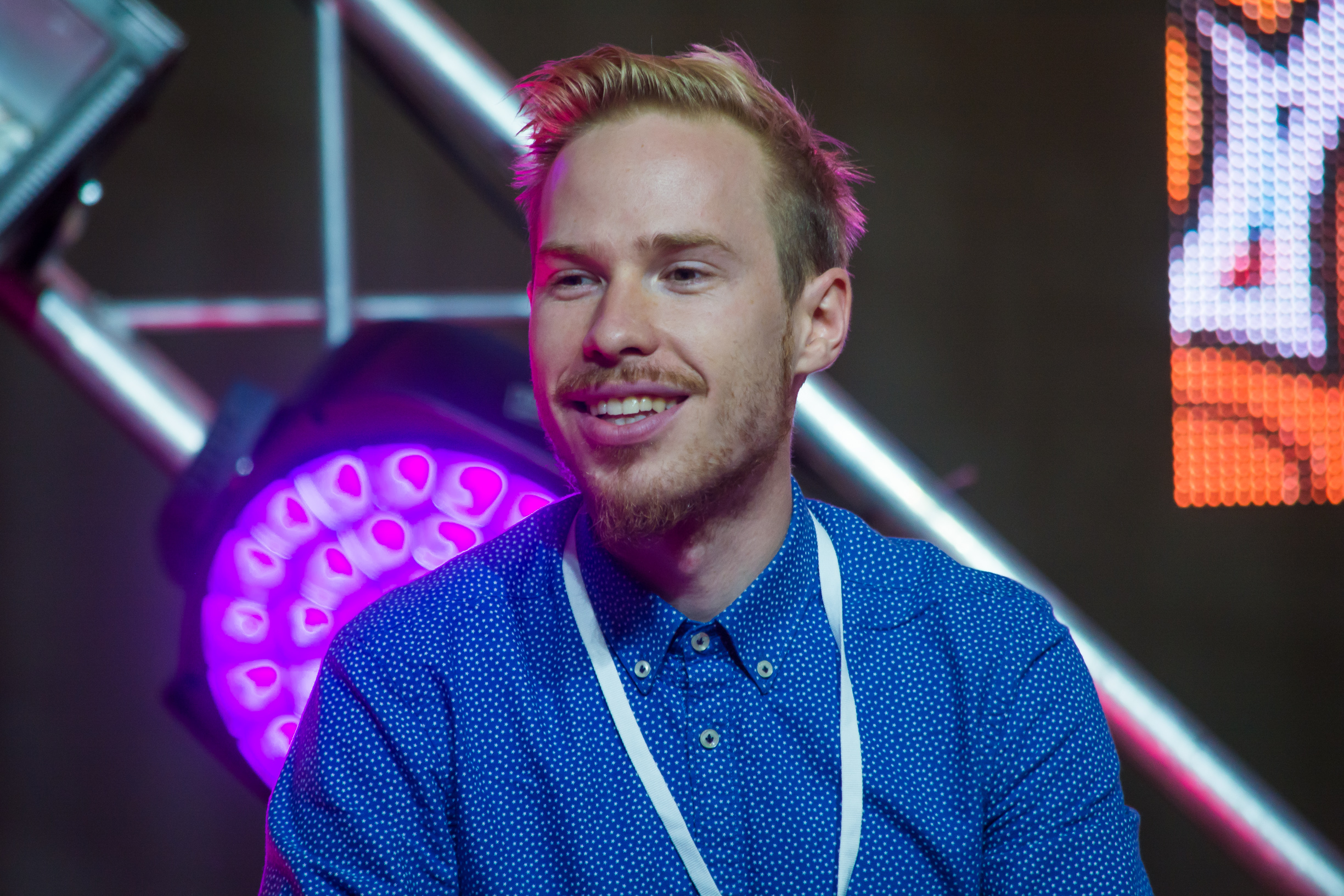
Стас Давыдов (This is Хорошо)
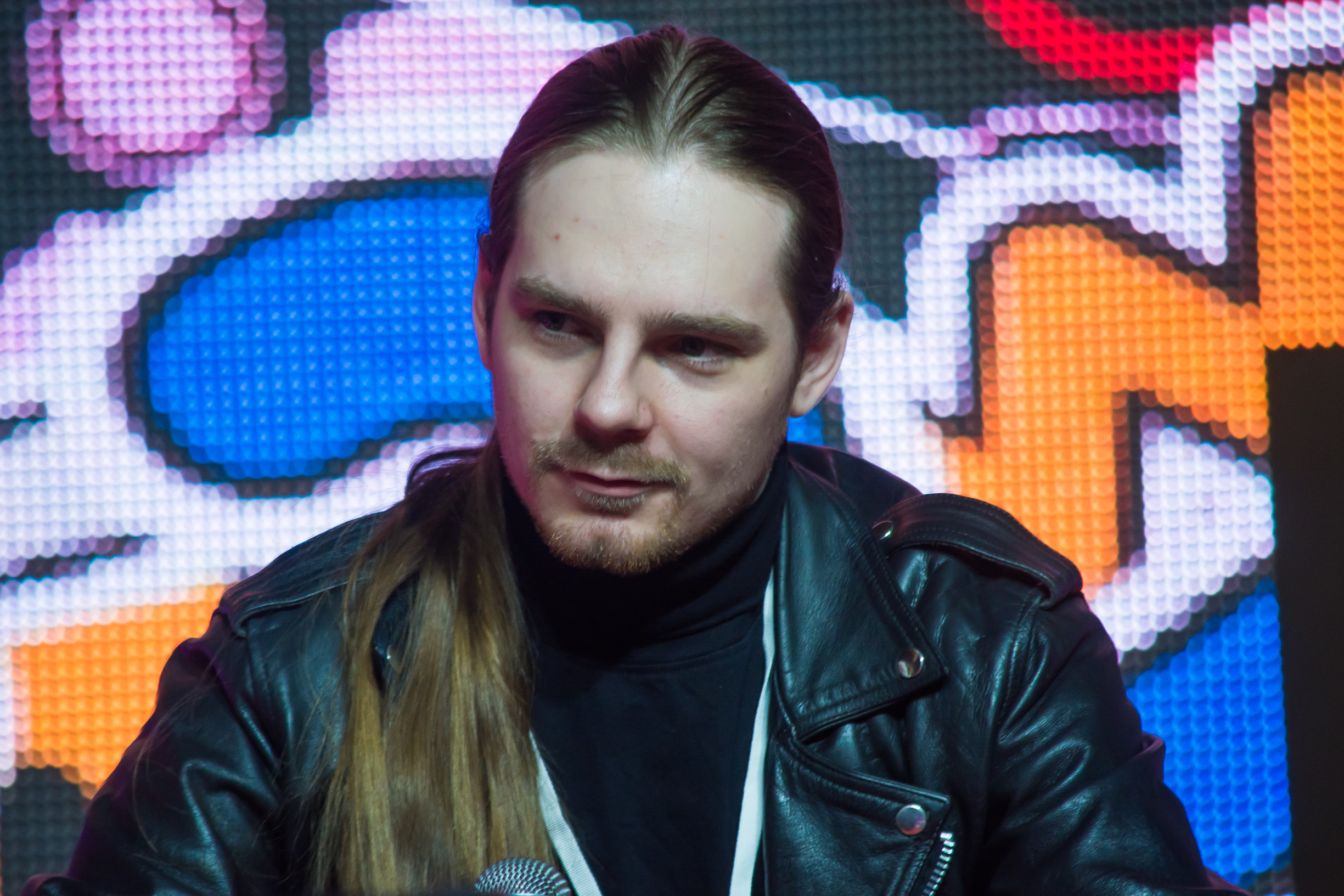
Виталий Голованов (This is Хорошо)
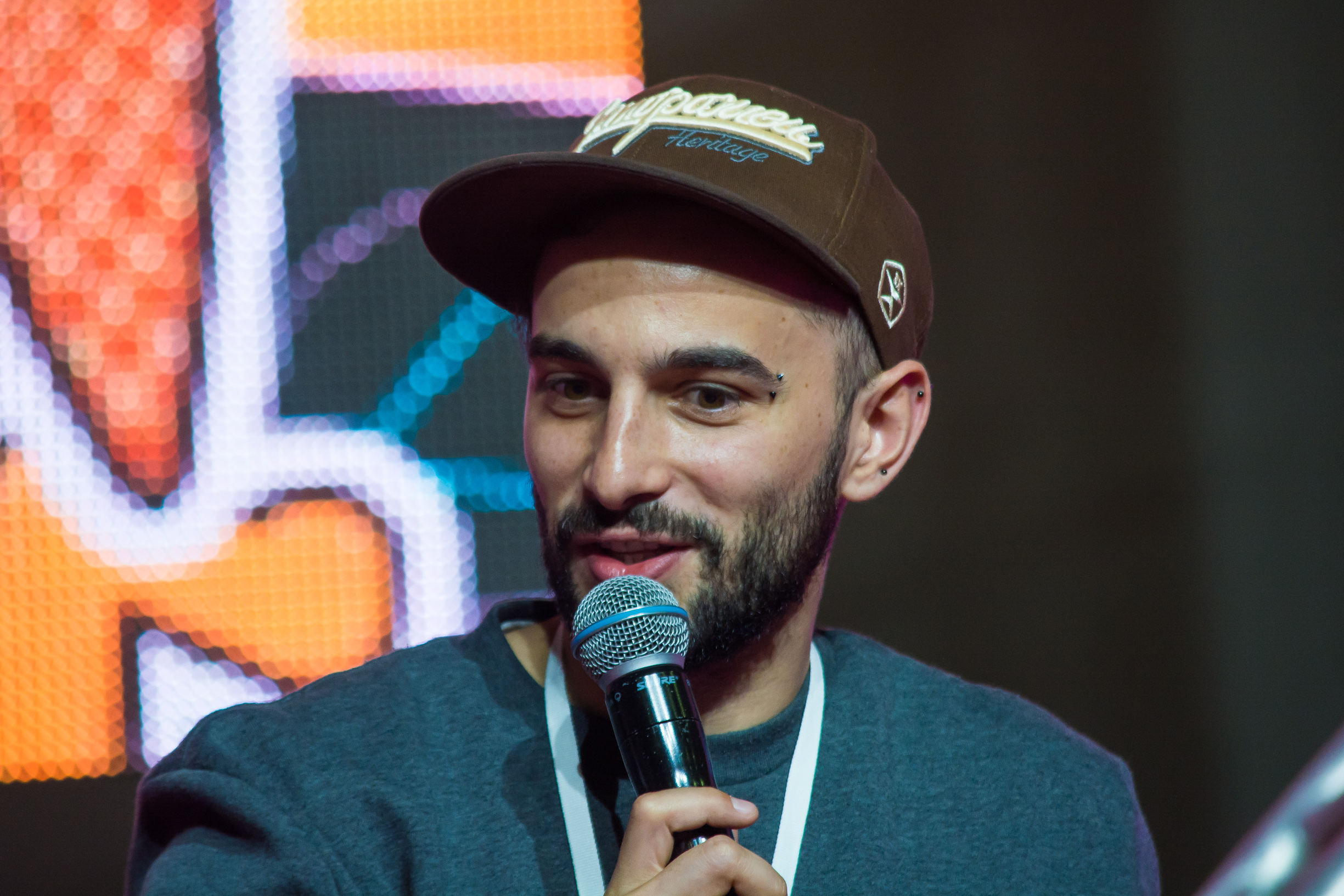
Сергей Федоренко (This is Хорошо)
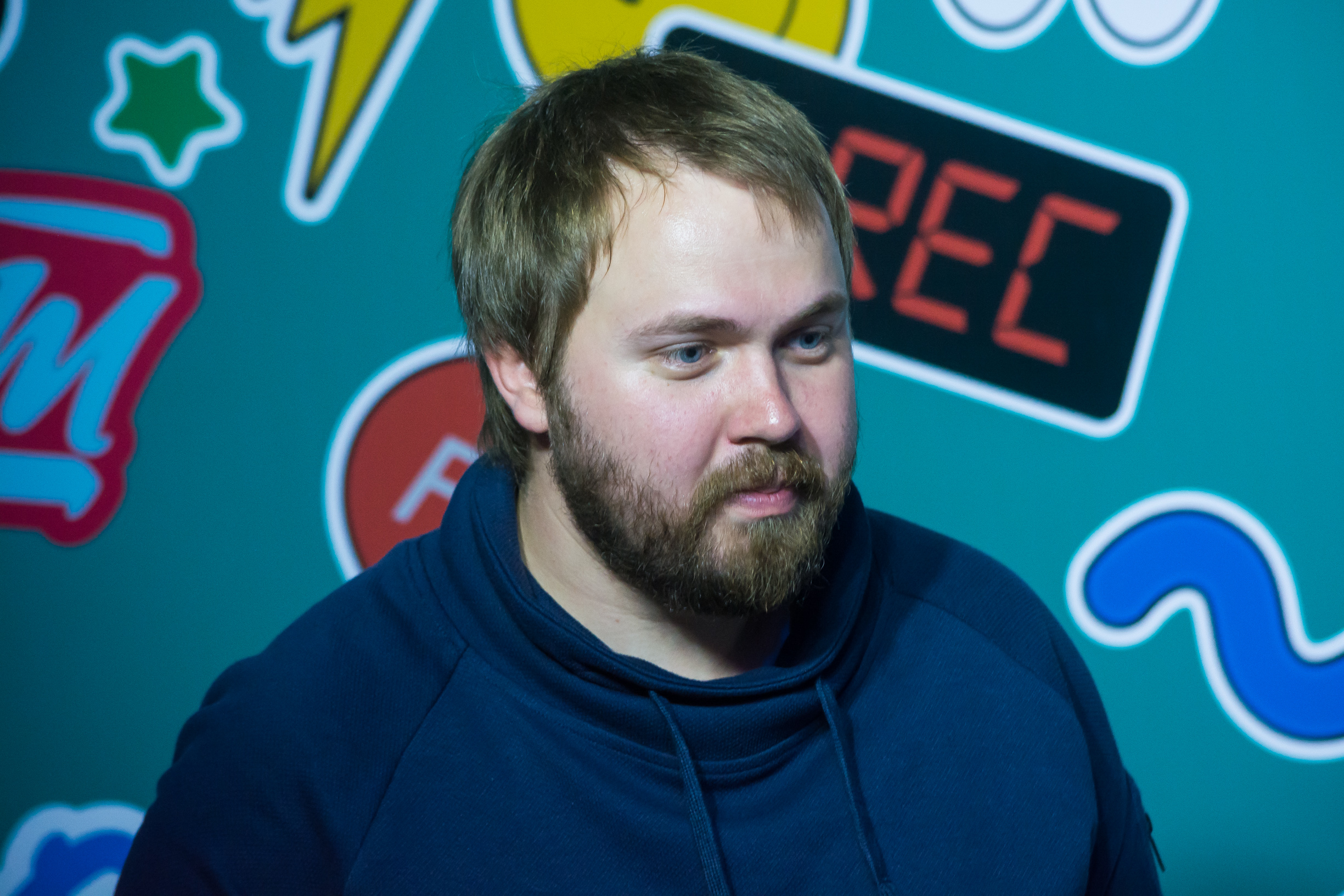
Wylsacom
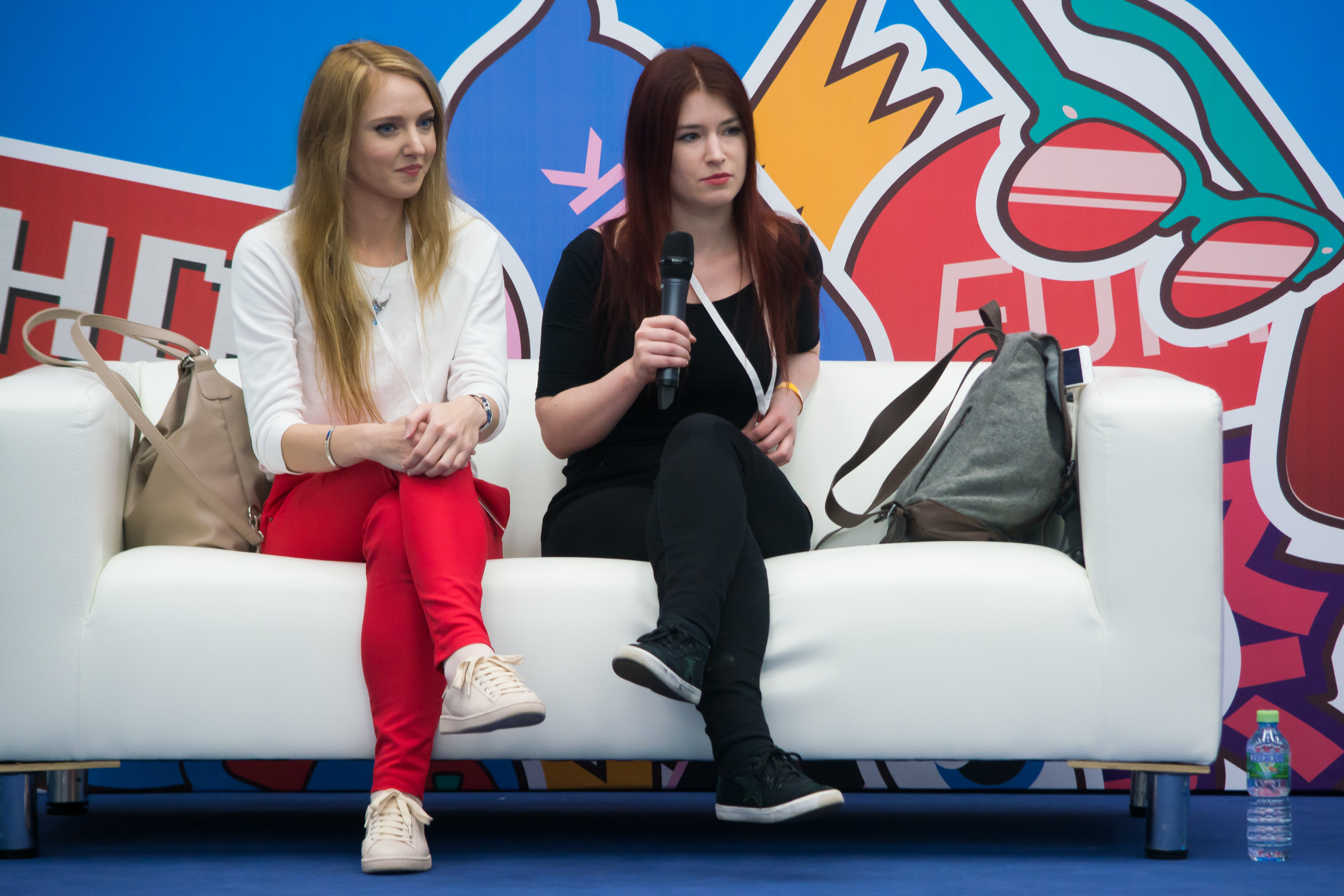
Агния Огонёк и Елена Рассохина
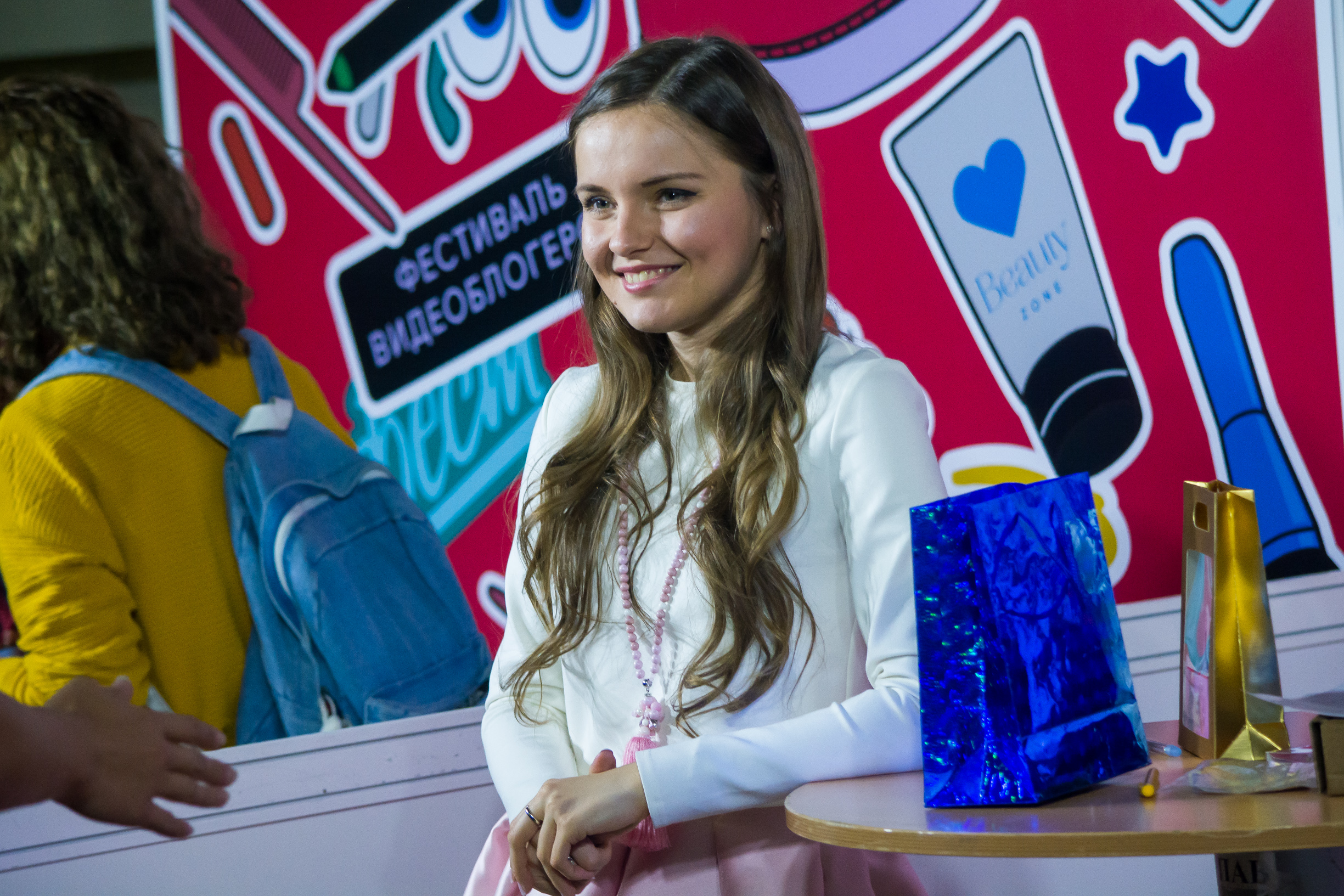
Берсик
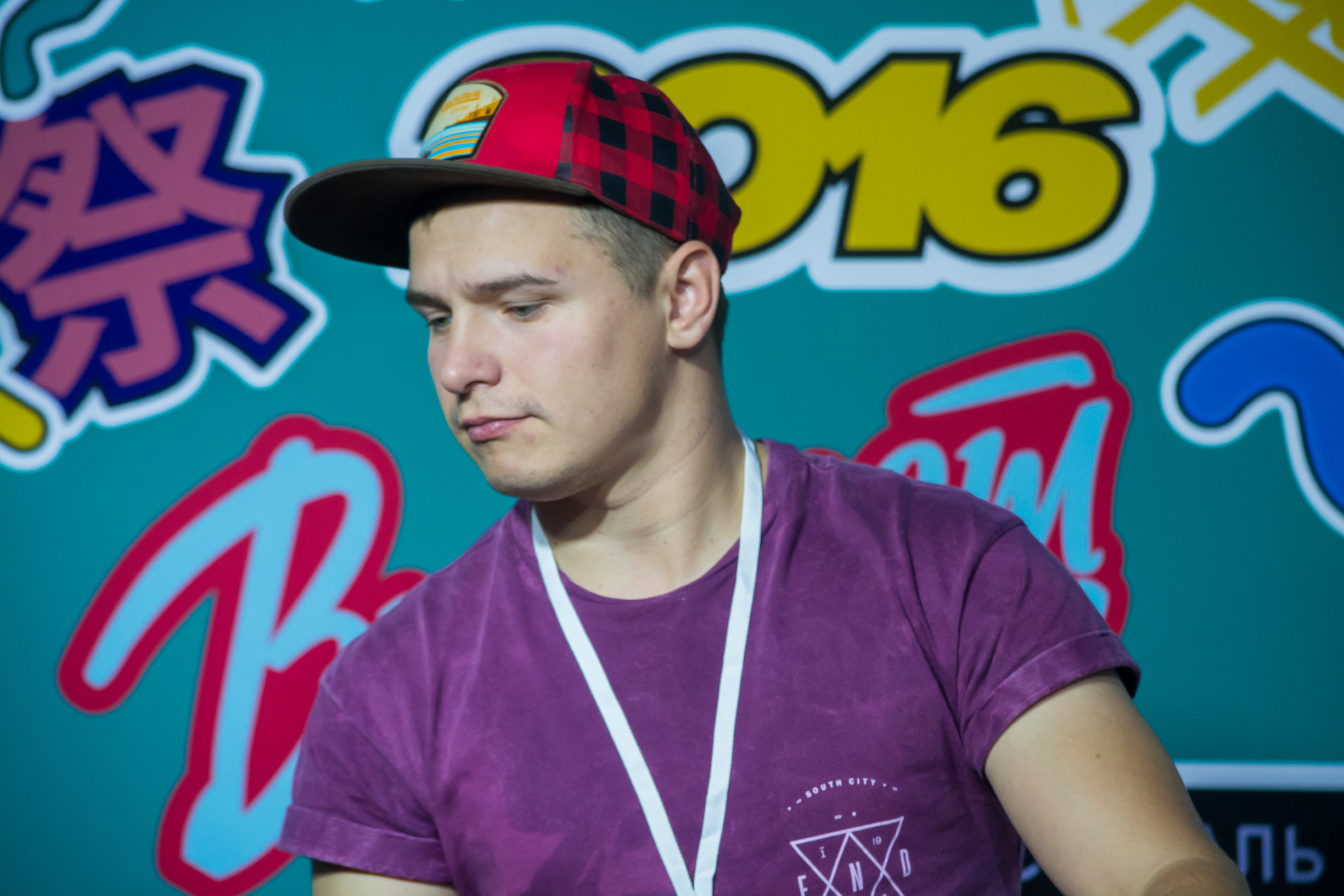
Валентин Фокин (В.JOB.ыватели)
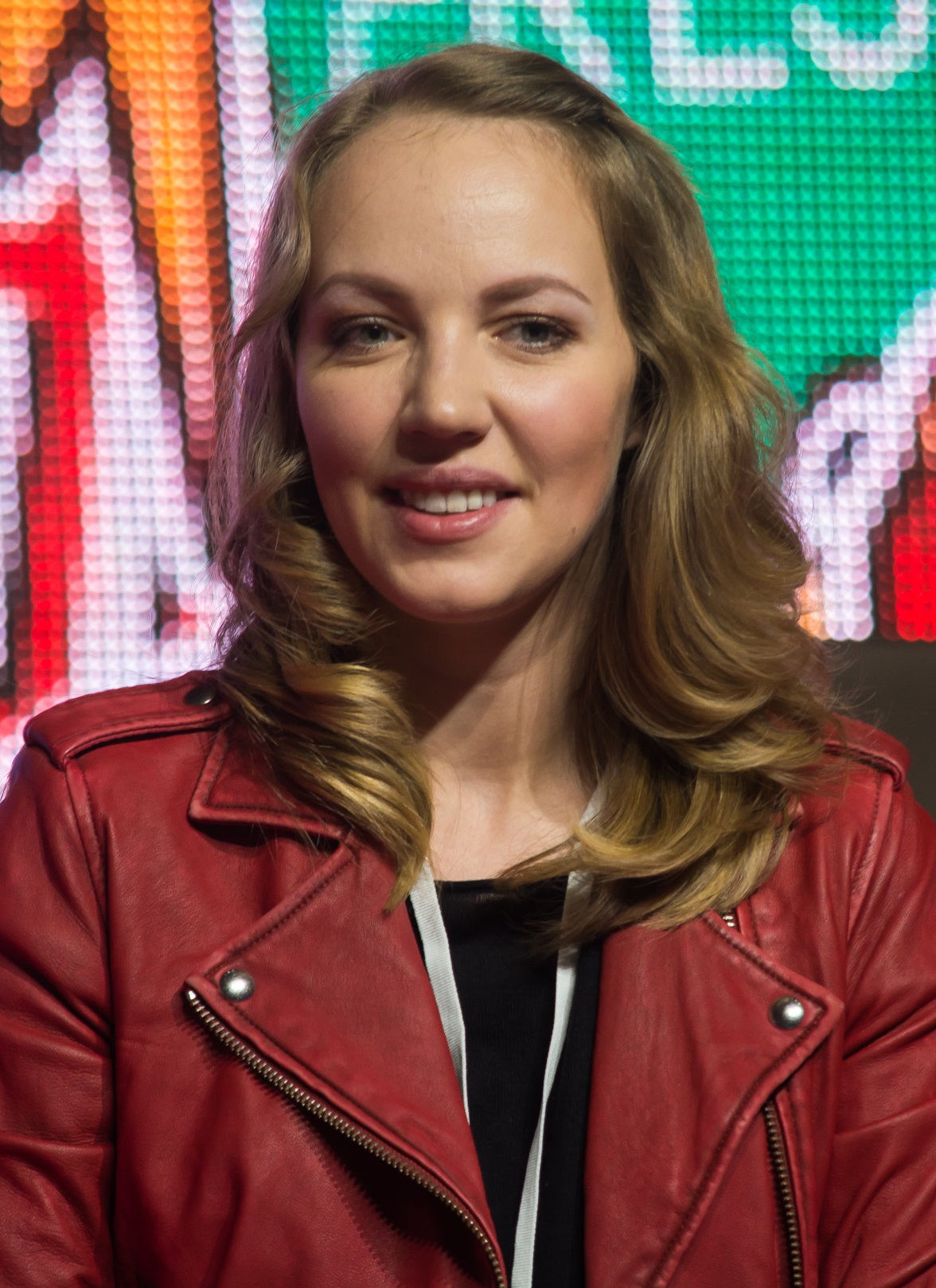
Галина Боб
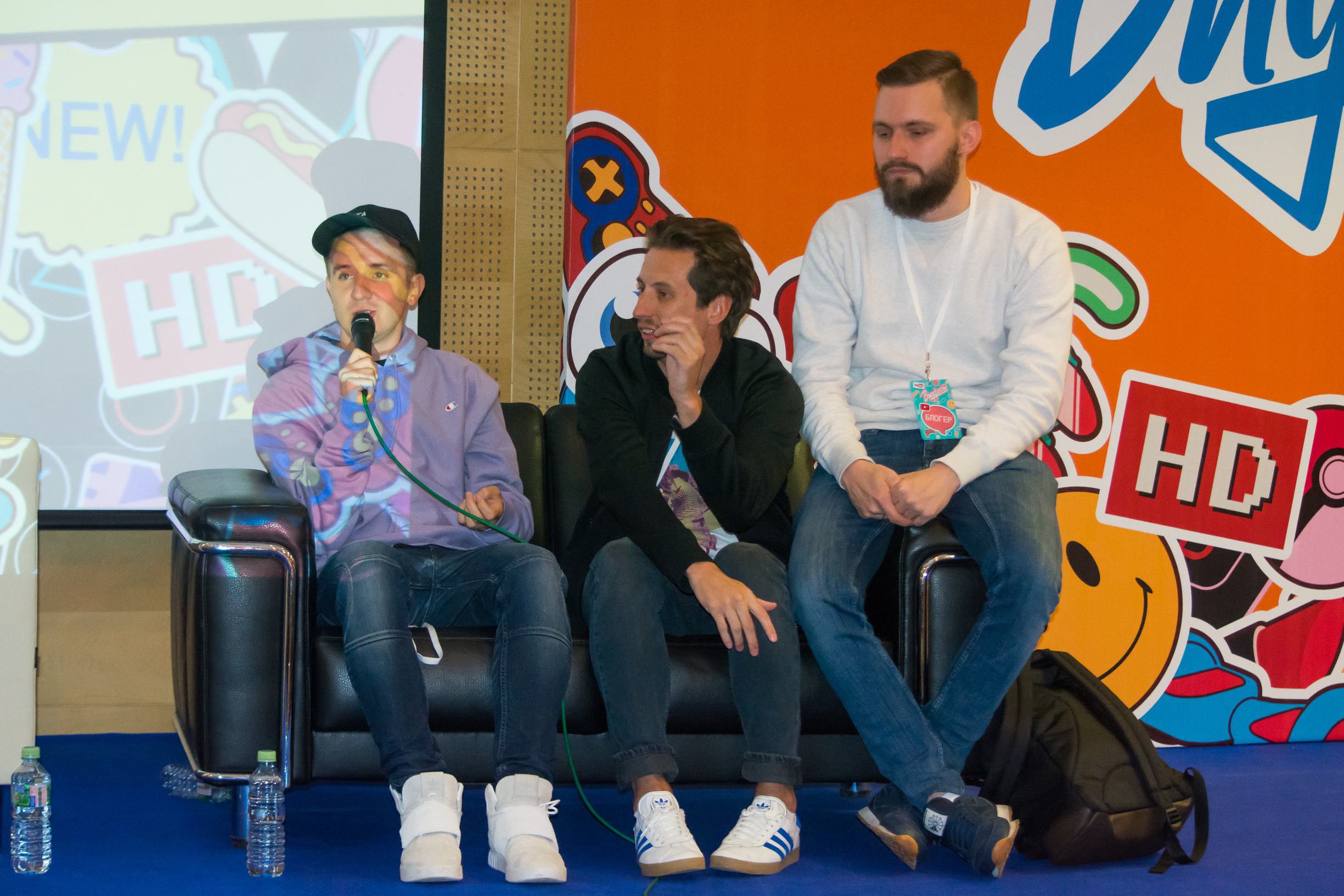
Группа «Хлеб»
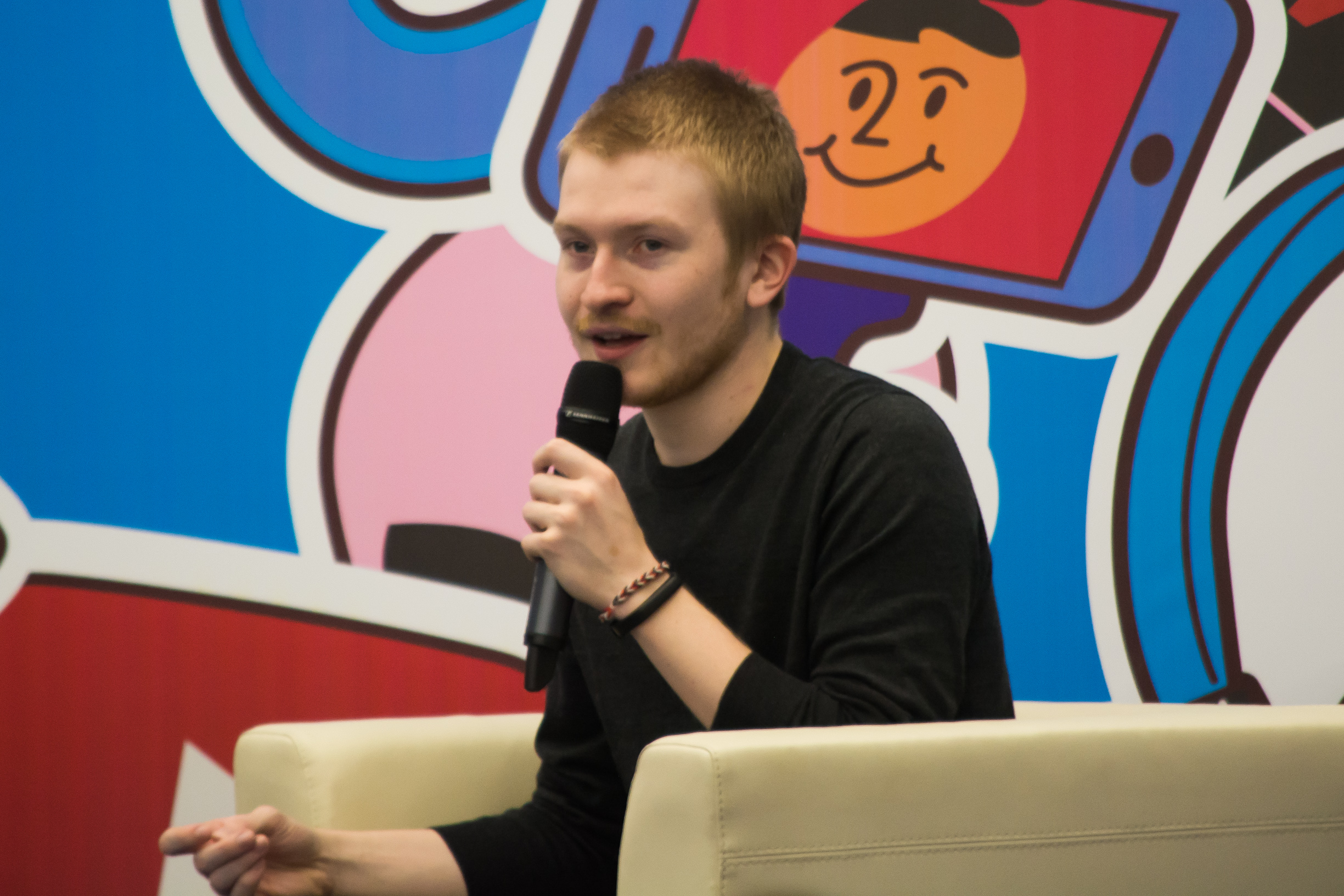
Данила Поперечный
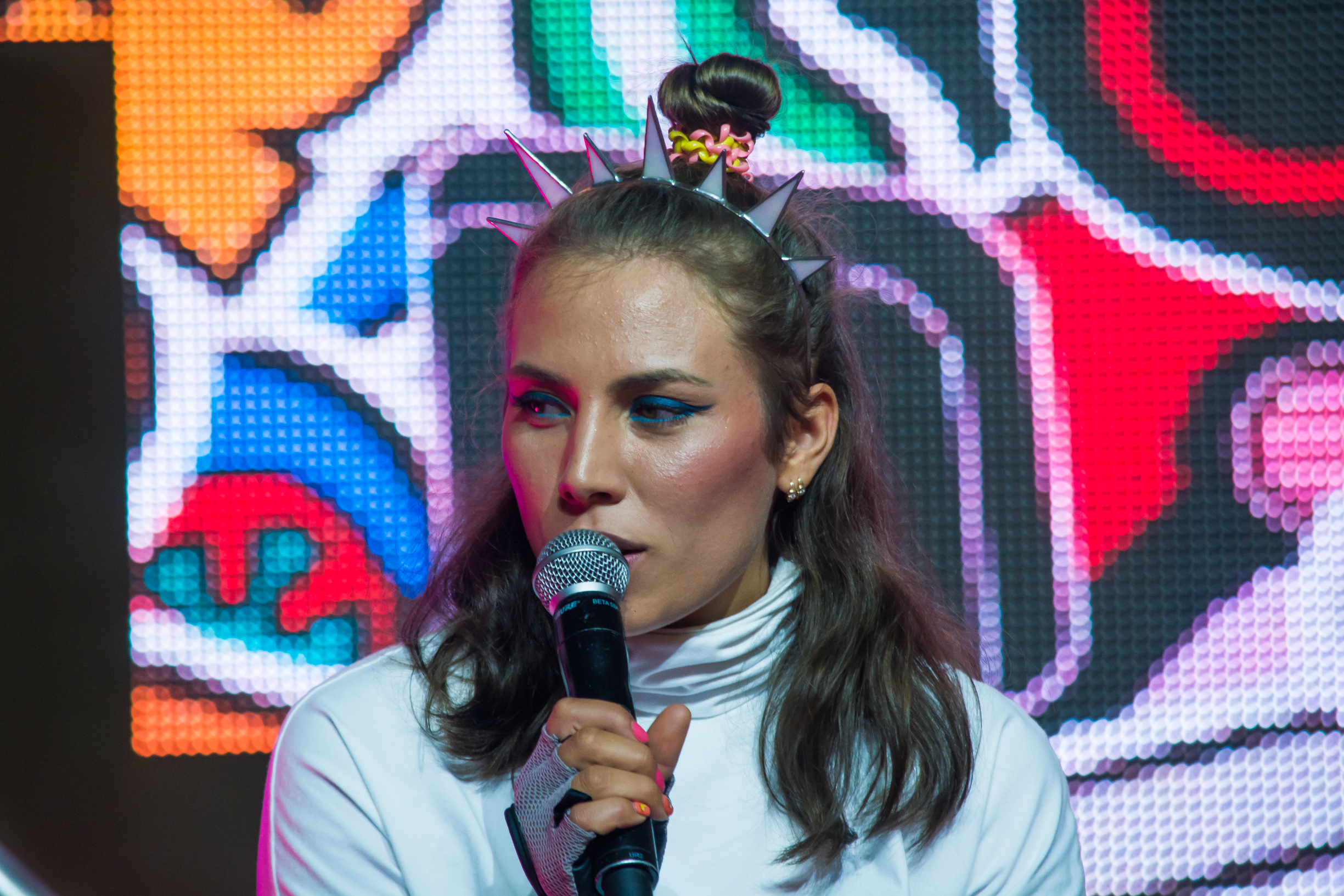
Диана Напирелли
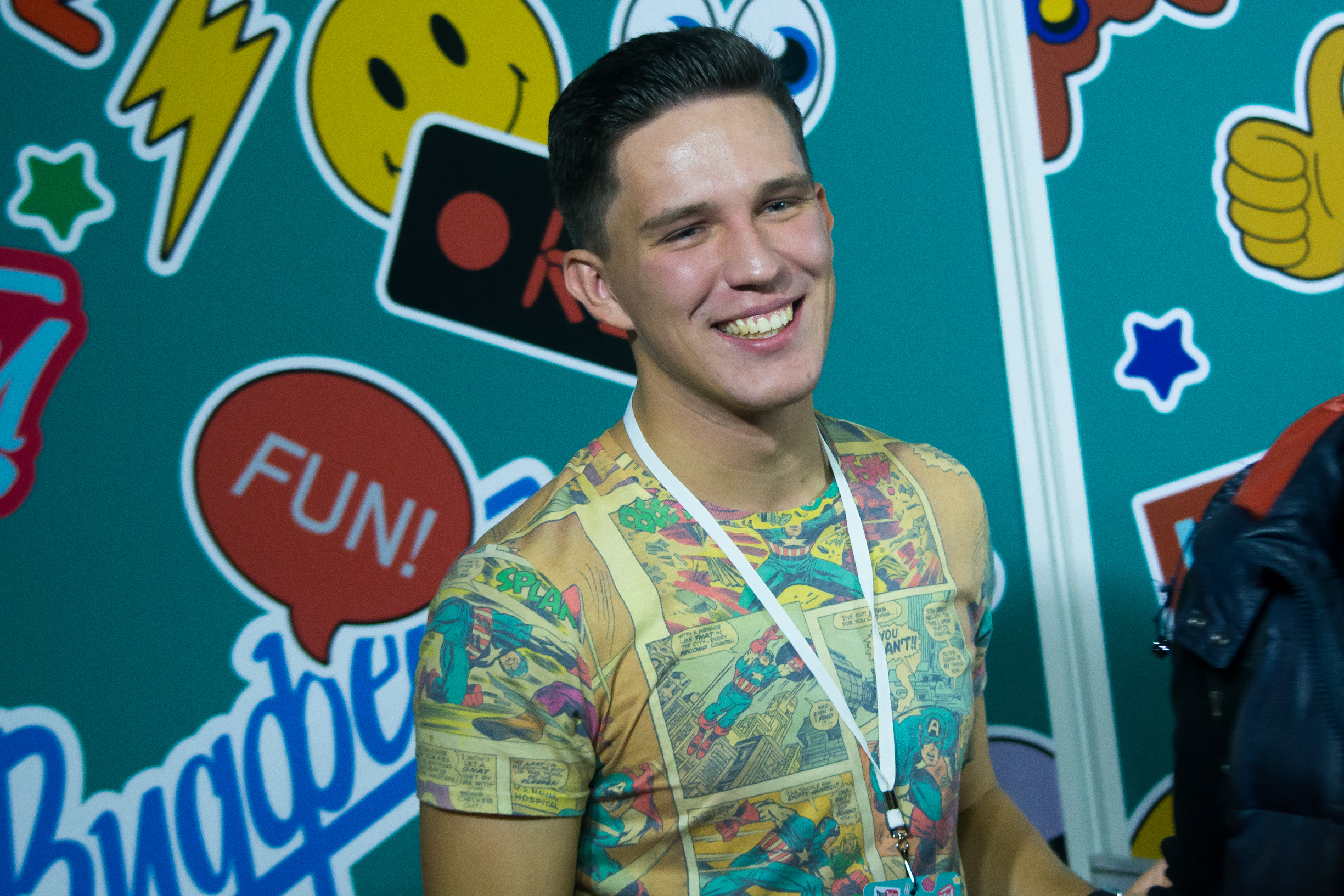
Дима Масленников
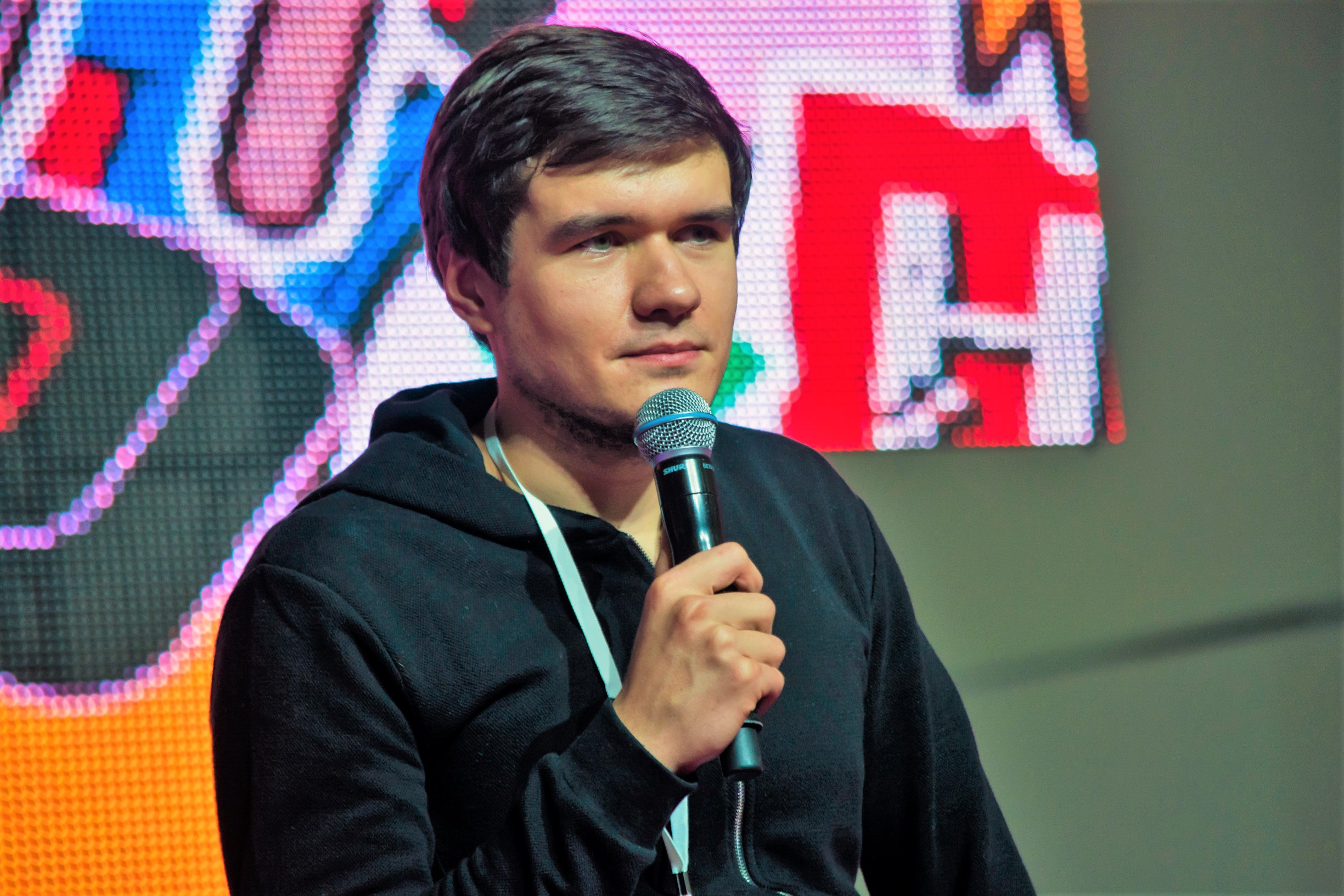
BadComedian
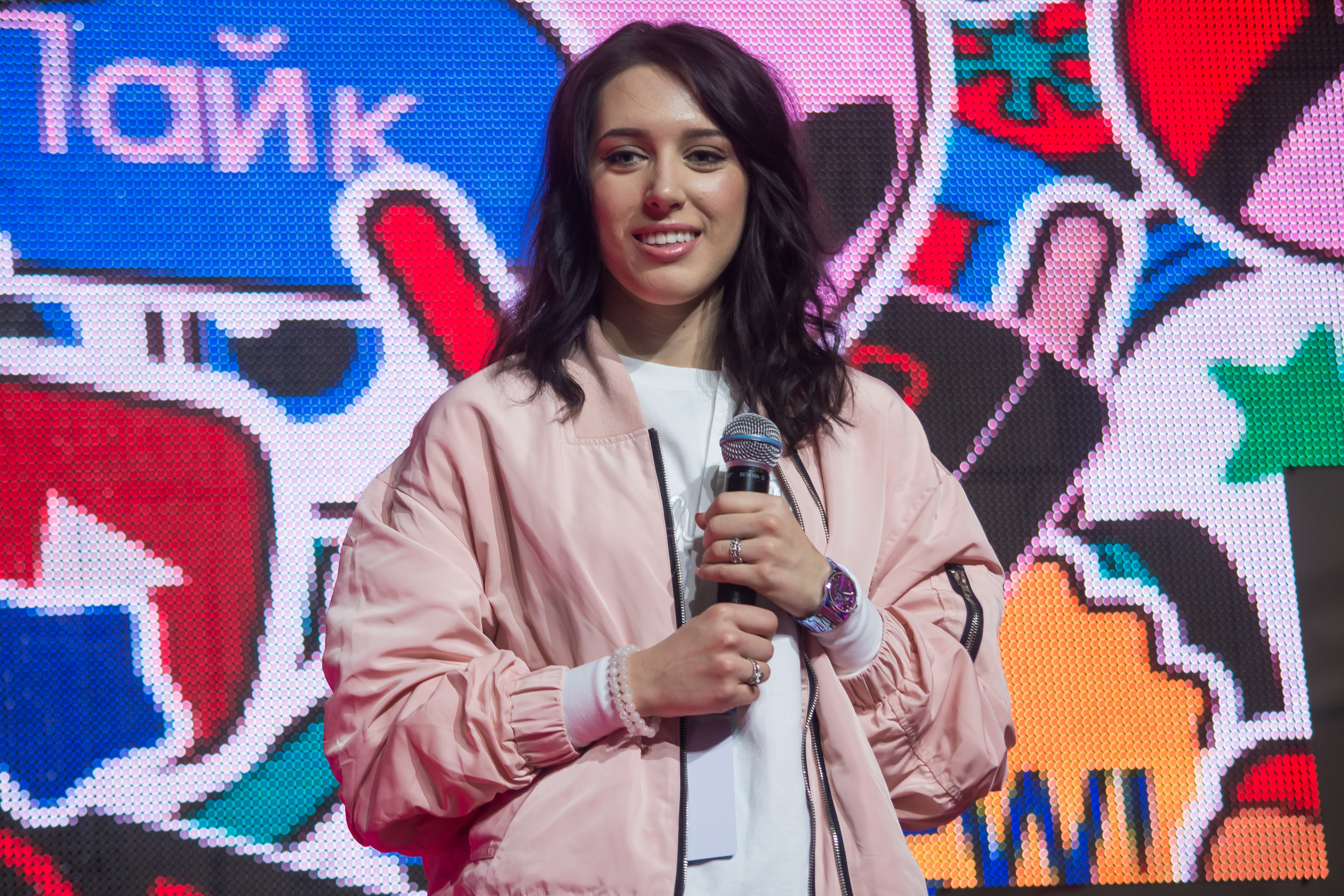
Kate Clapp
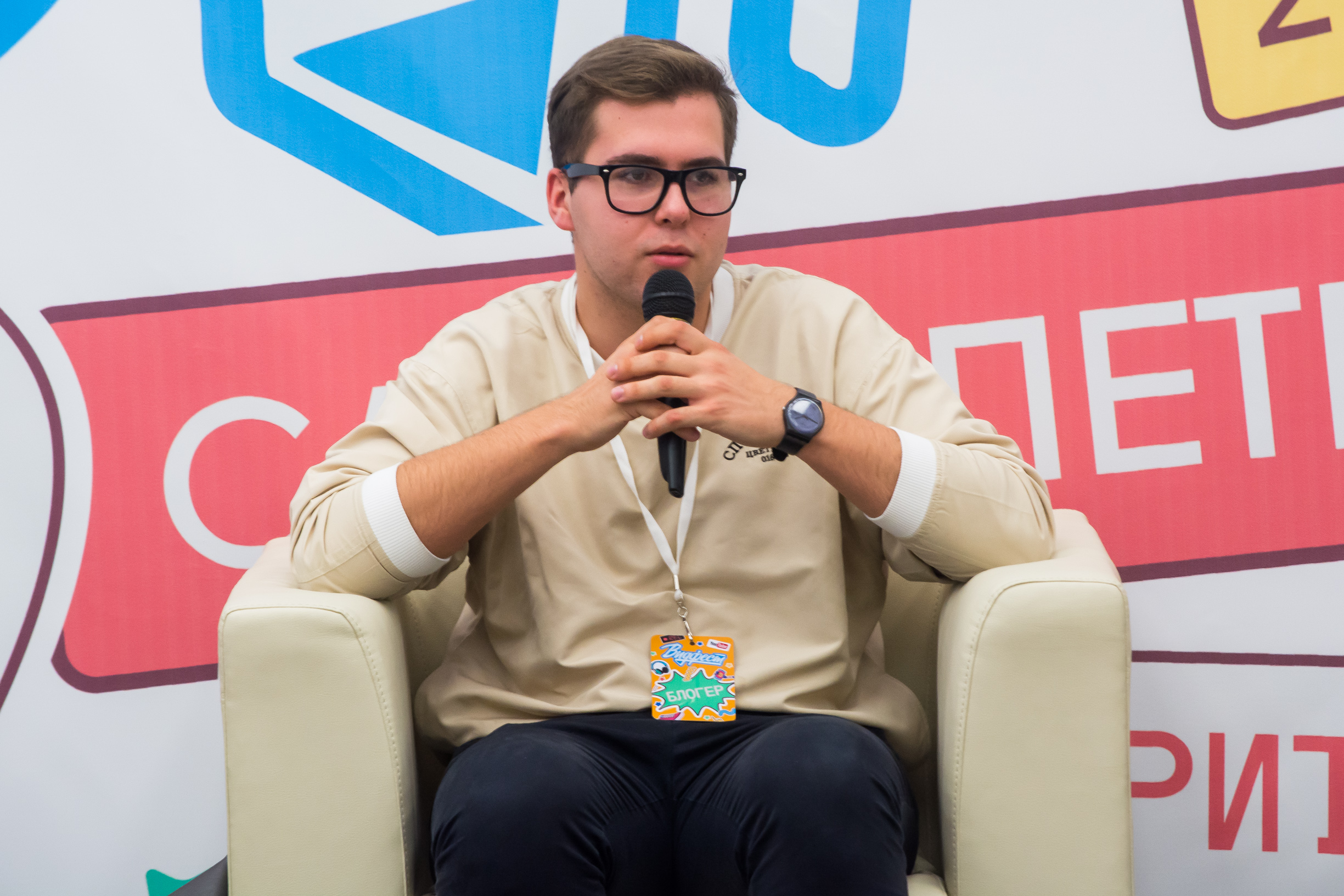
Кирилл Черкасов
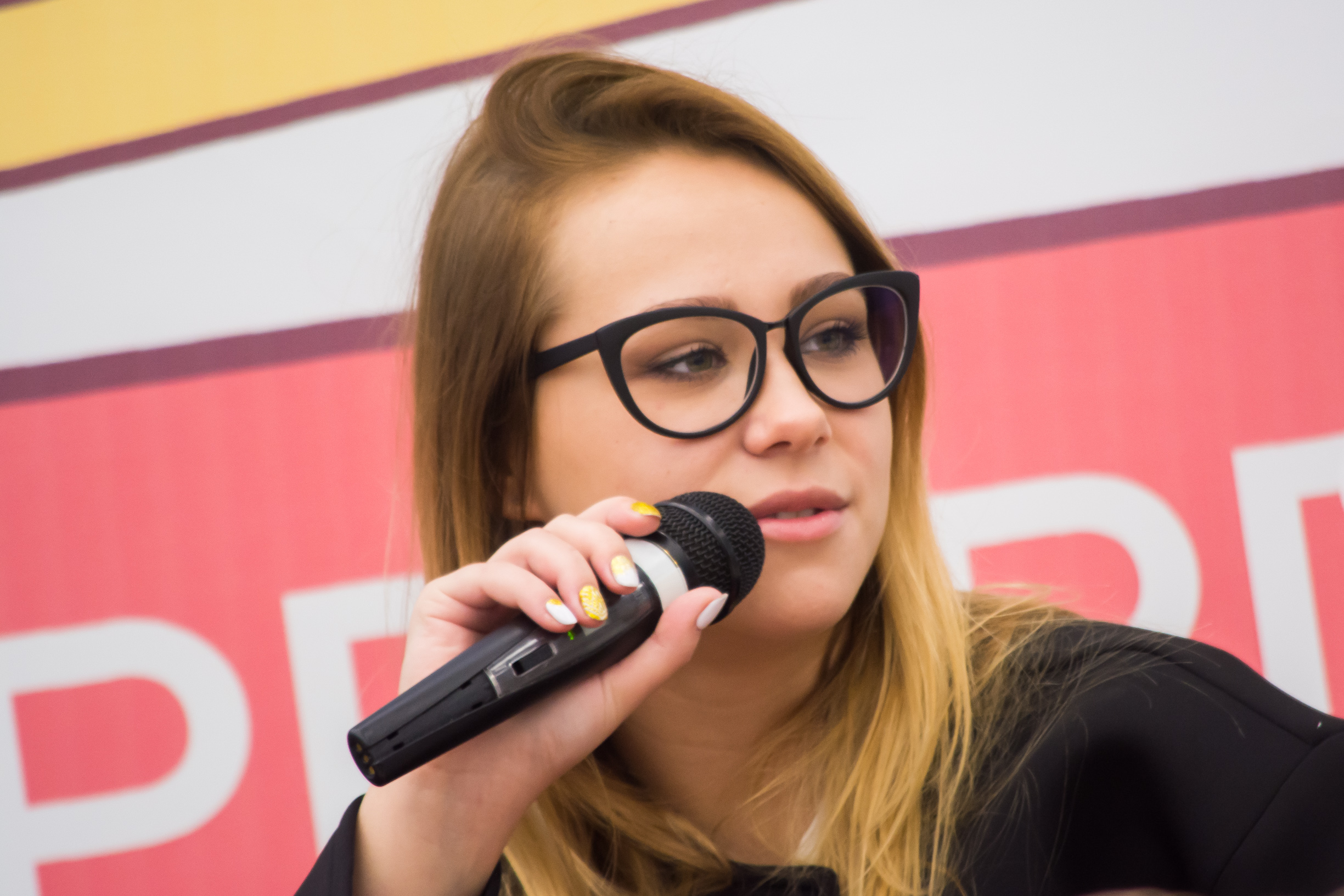
Ксения Хоффман
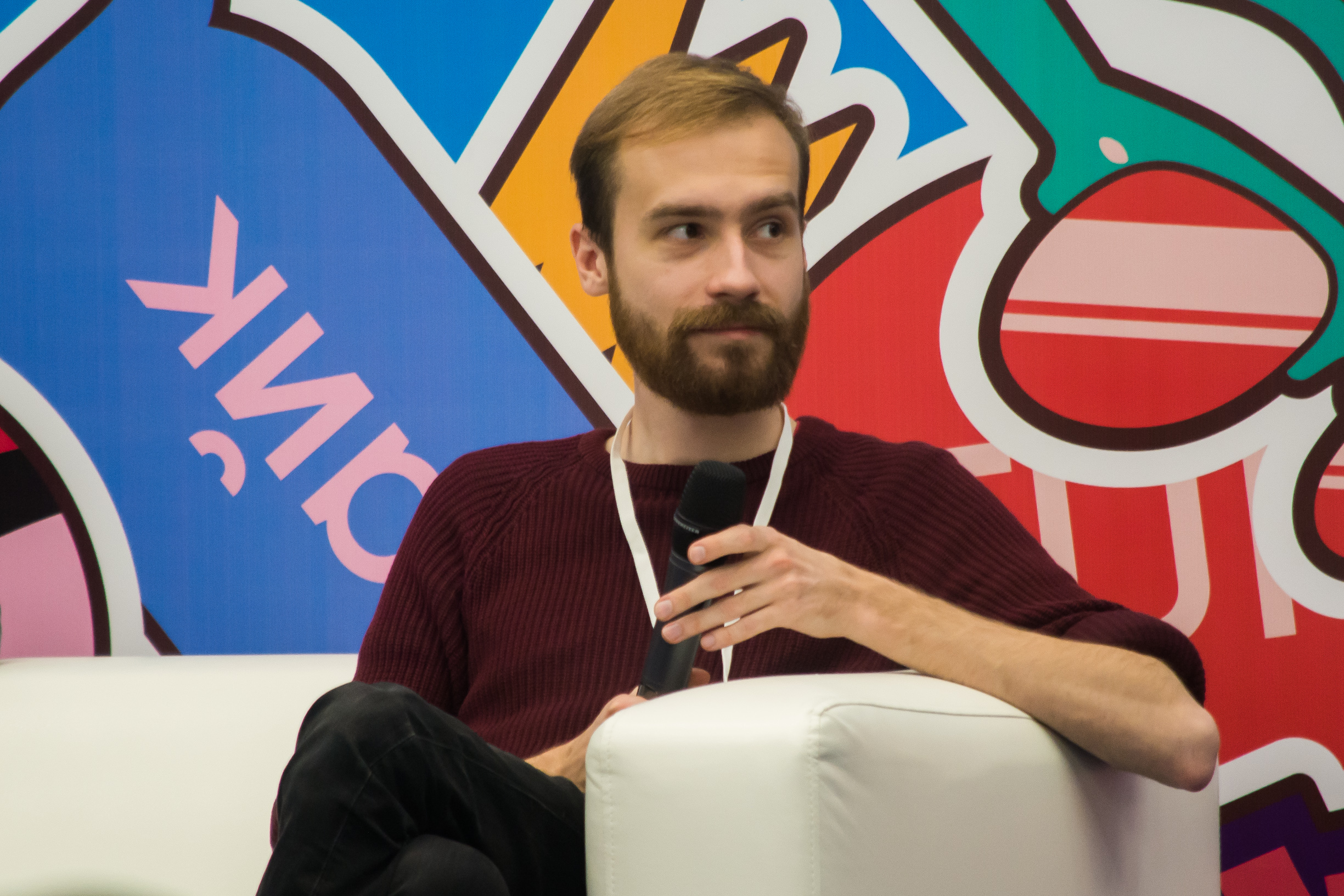
Михаил Кшиштовский
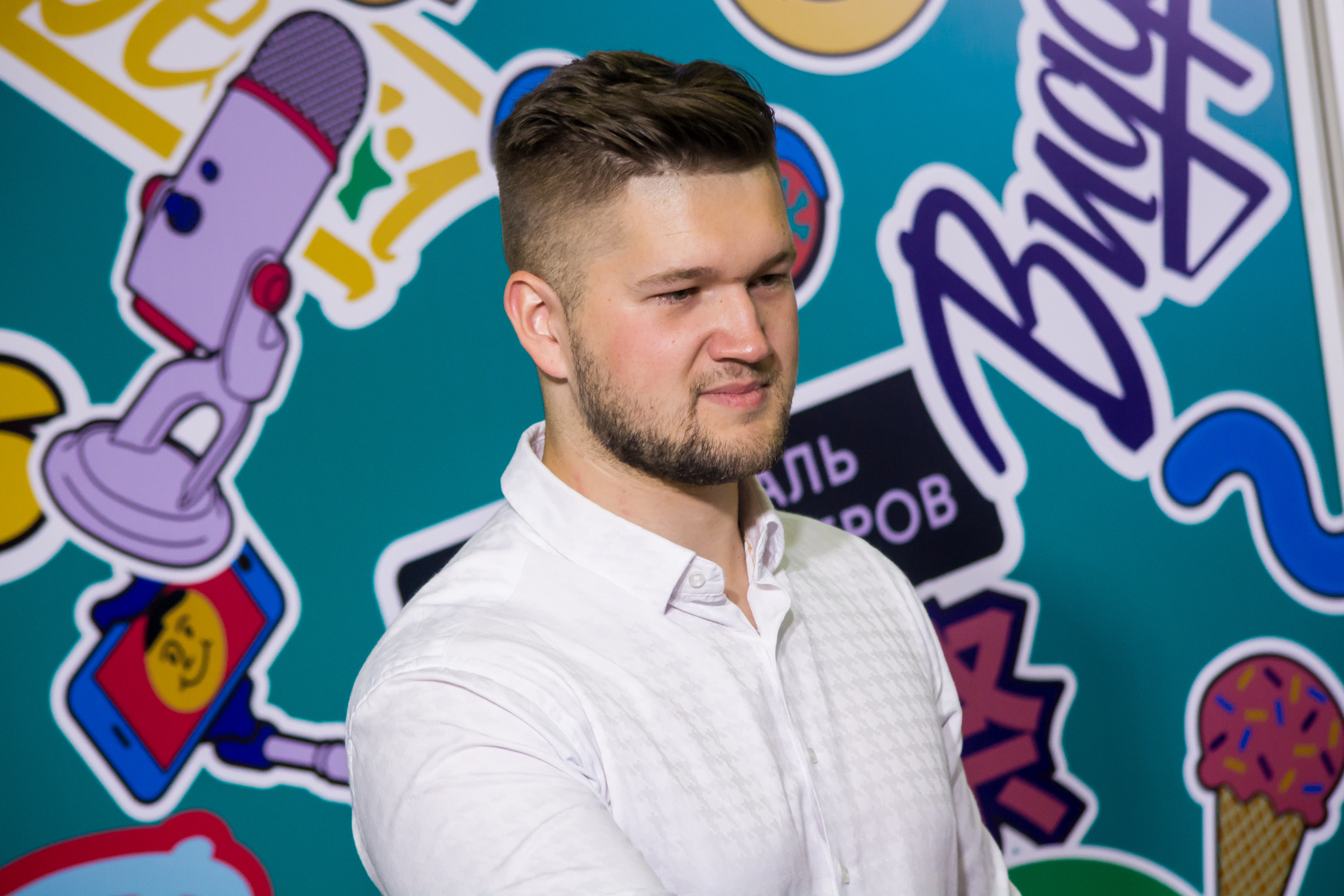
Приятный Ильдар
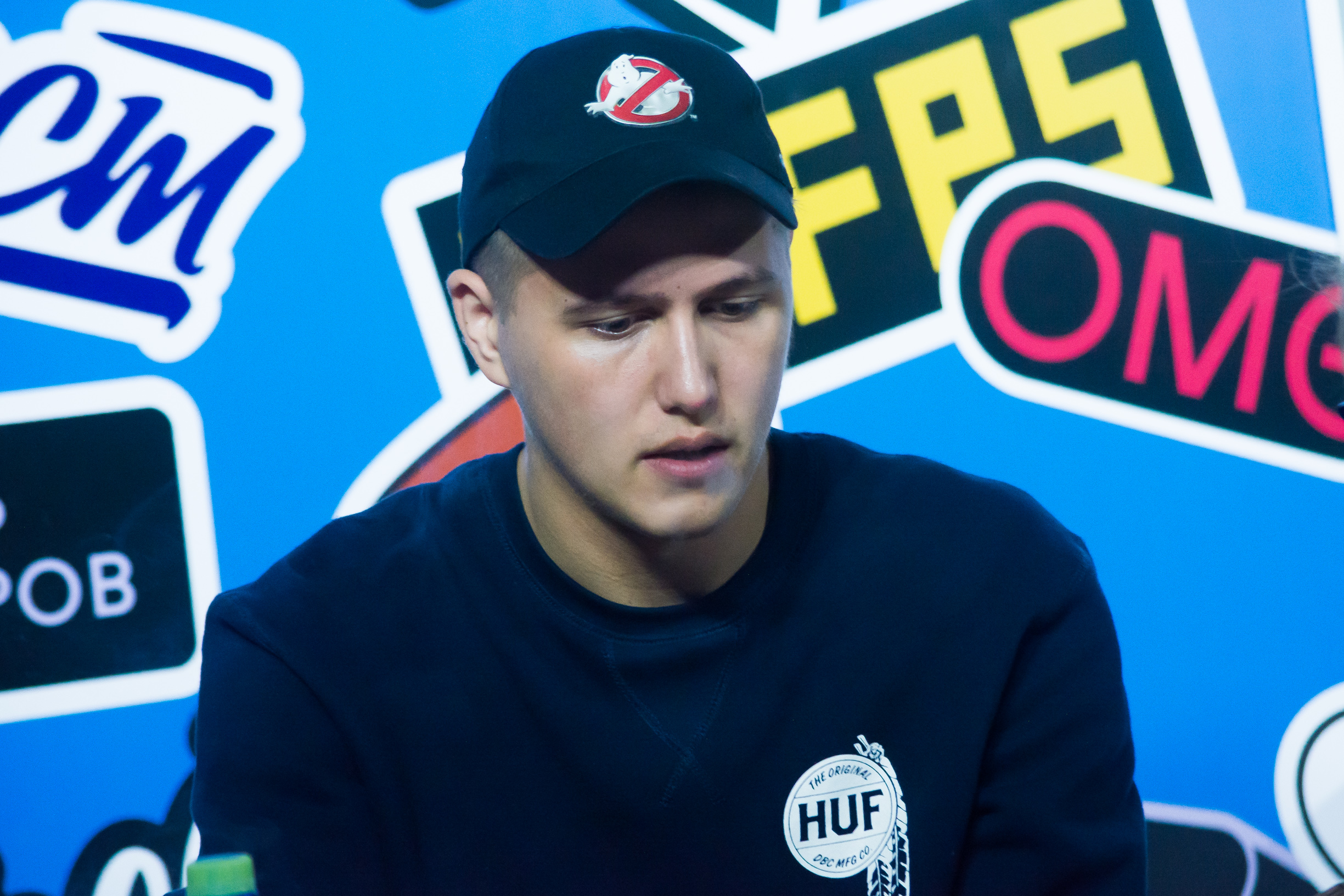
CMH
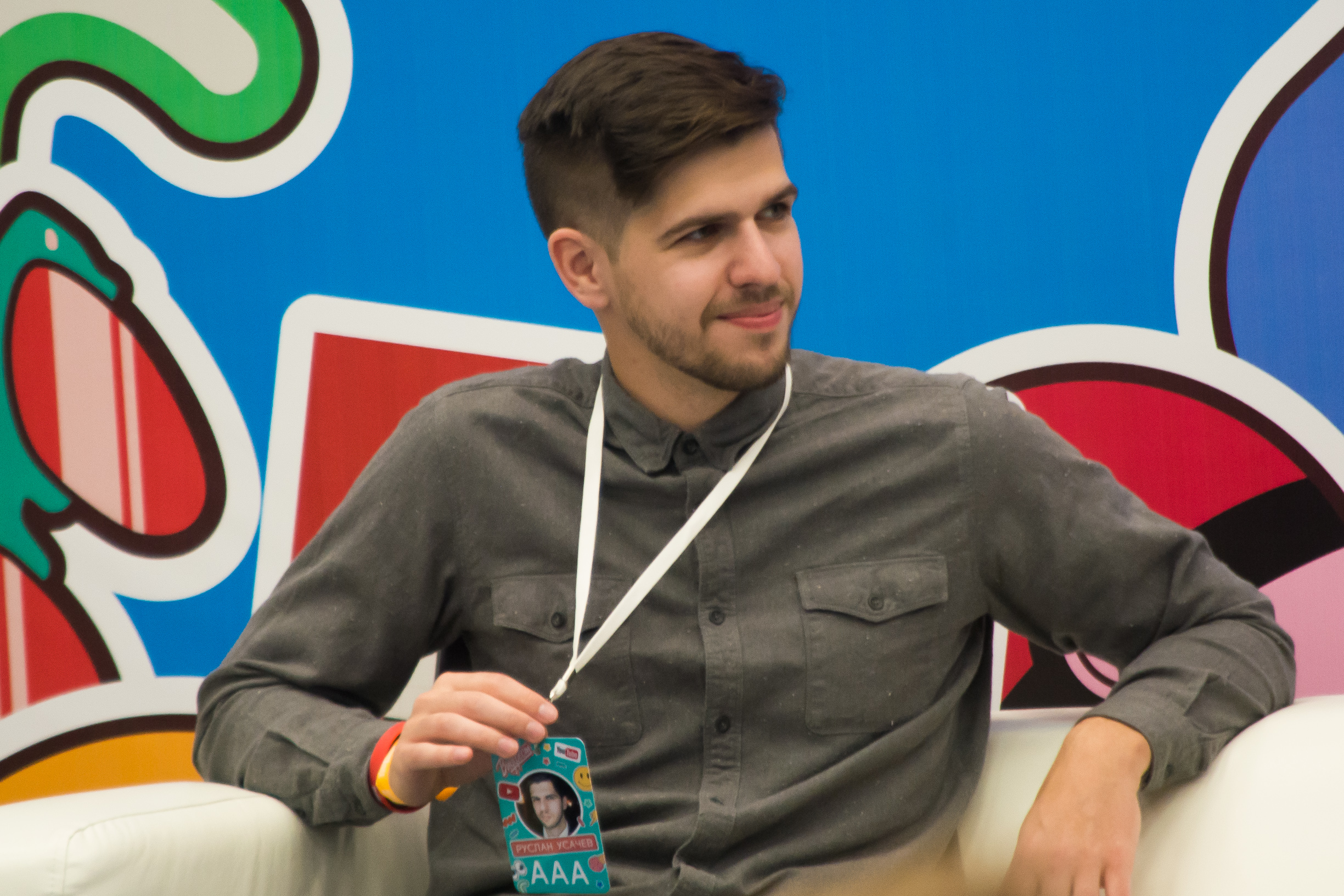
Руслан Усачев
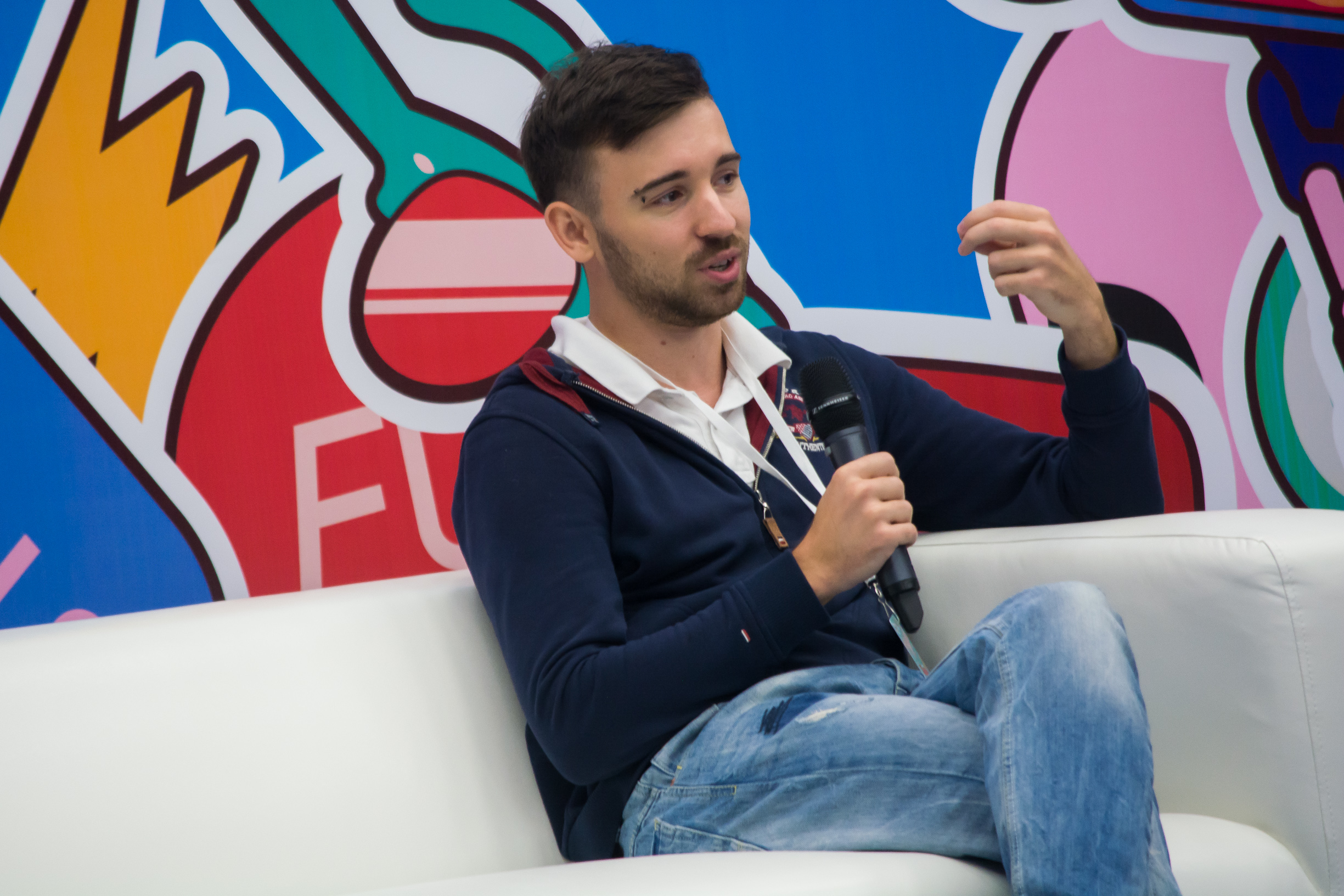
EugeneSagaz
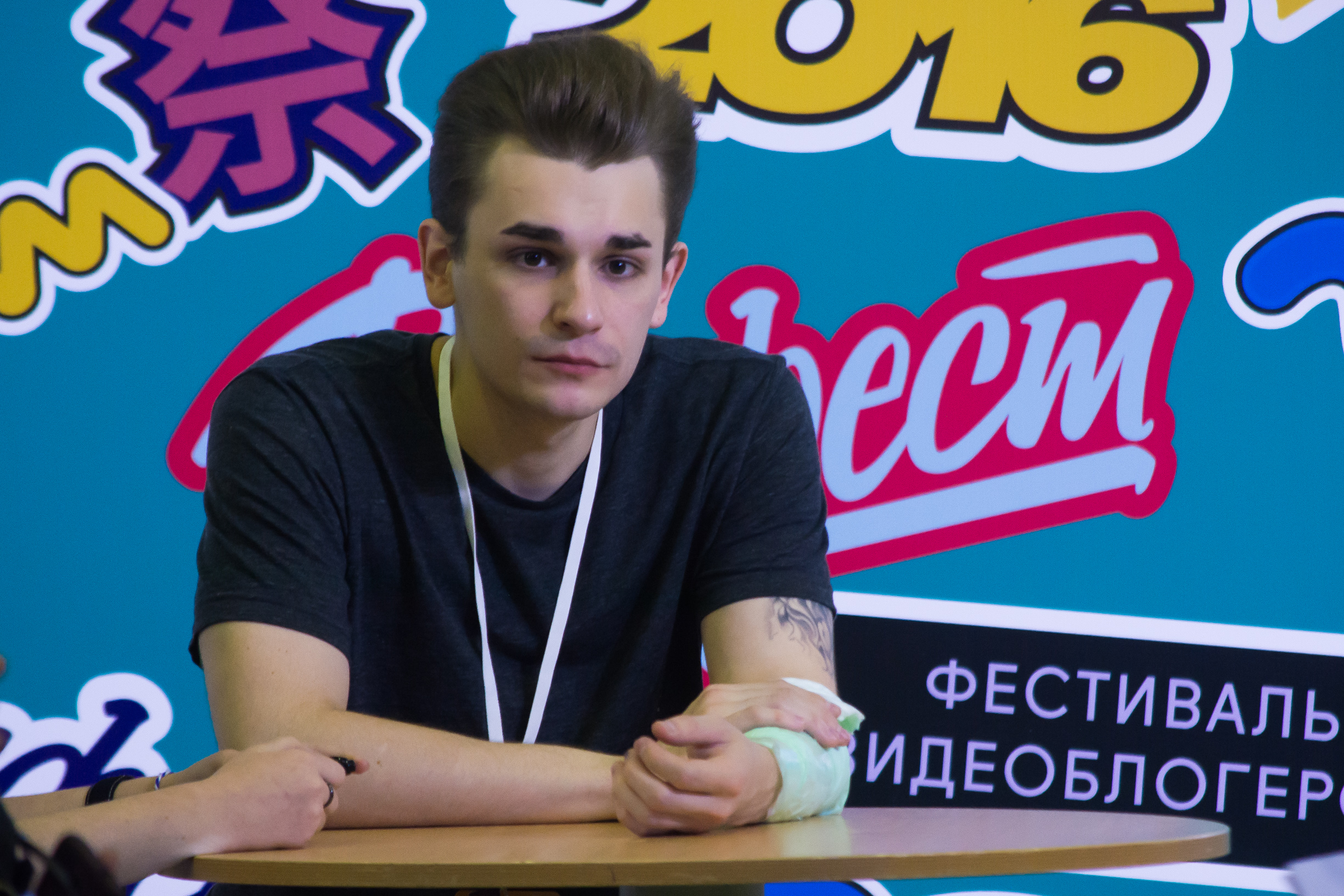
Юлик
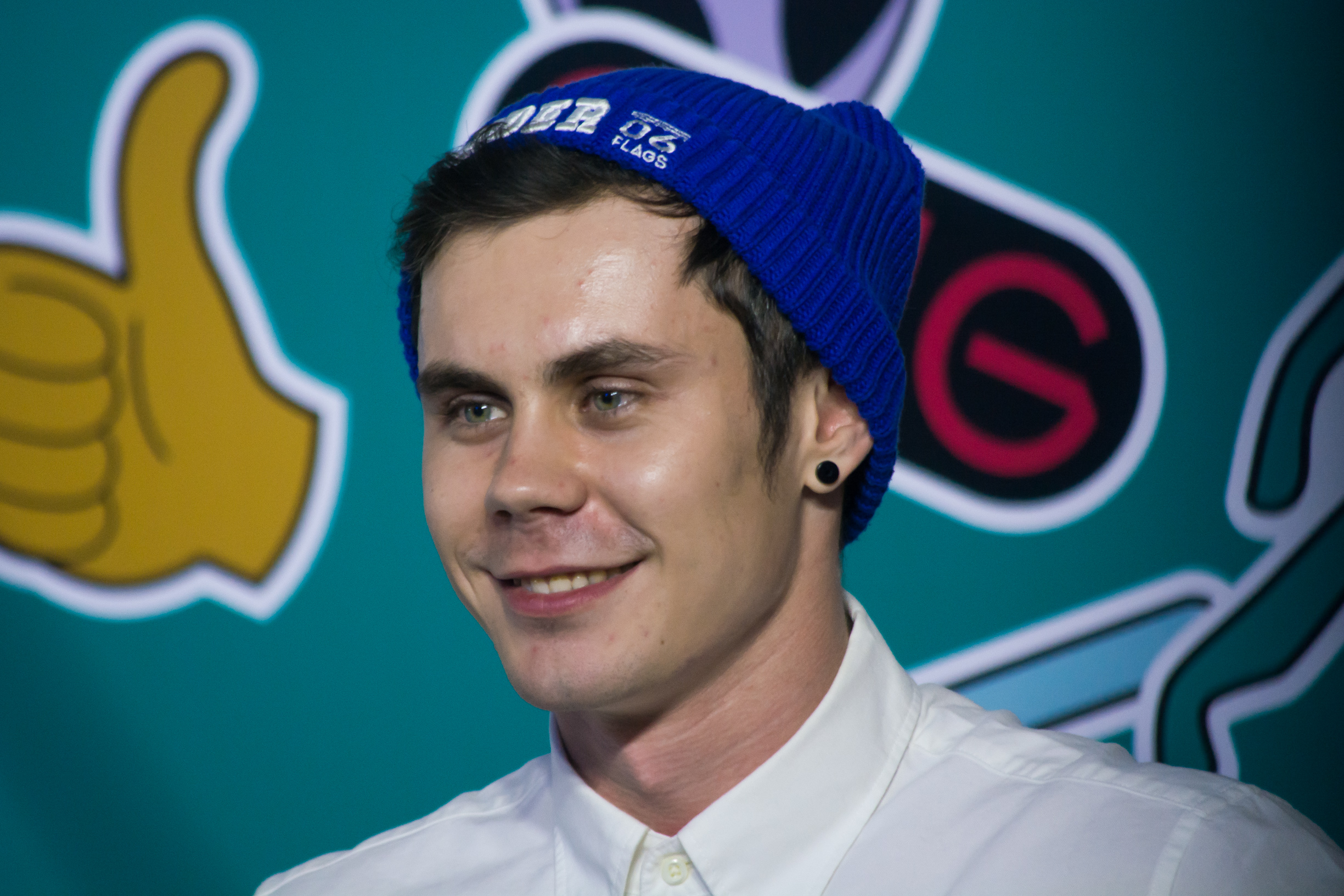
Ян Топлес

### 2018 год

#### Санкт-Петербург

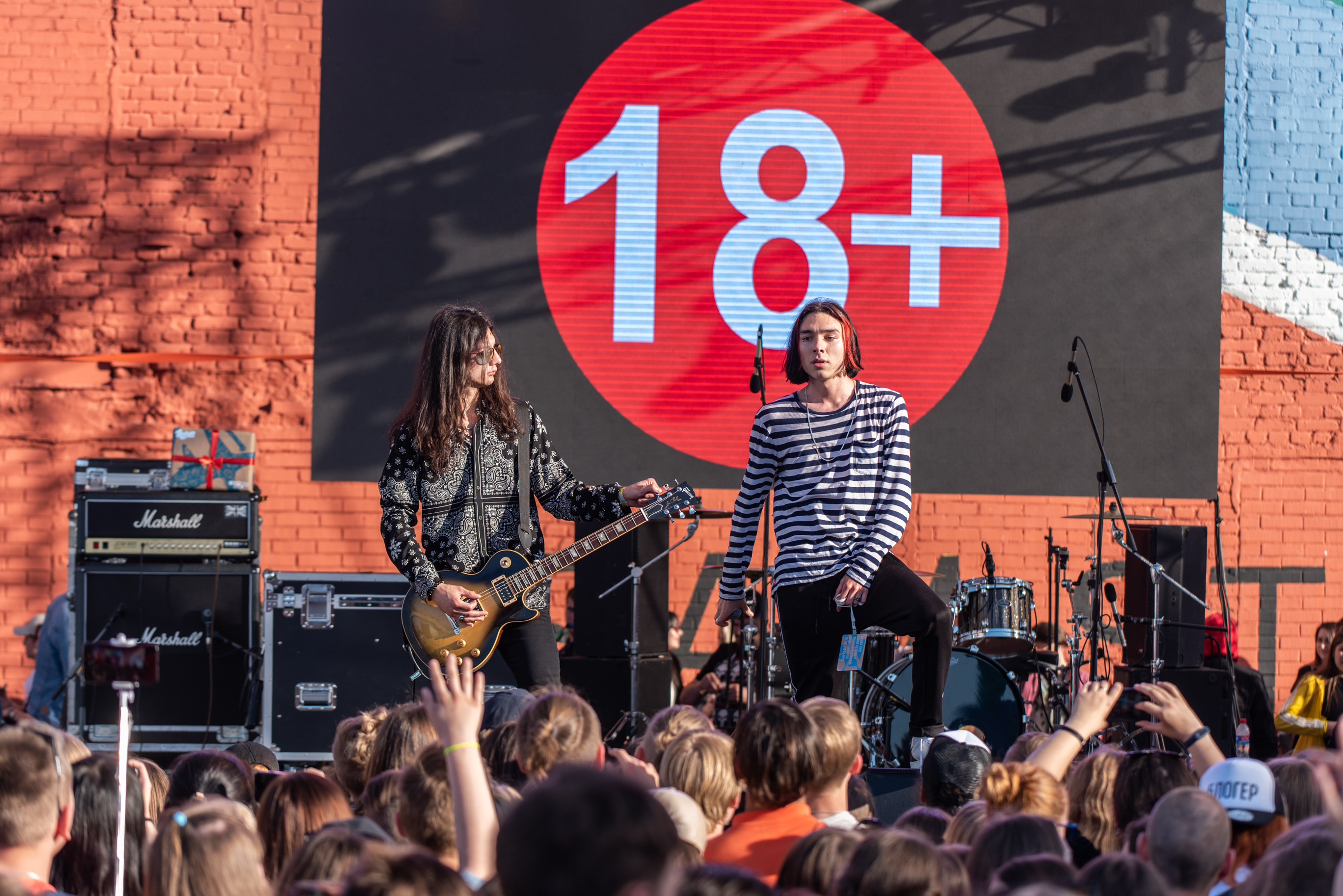
Flesh
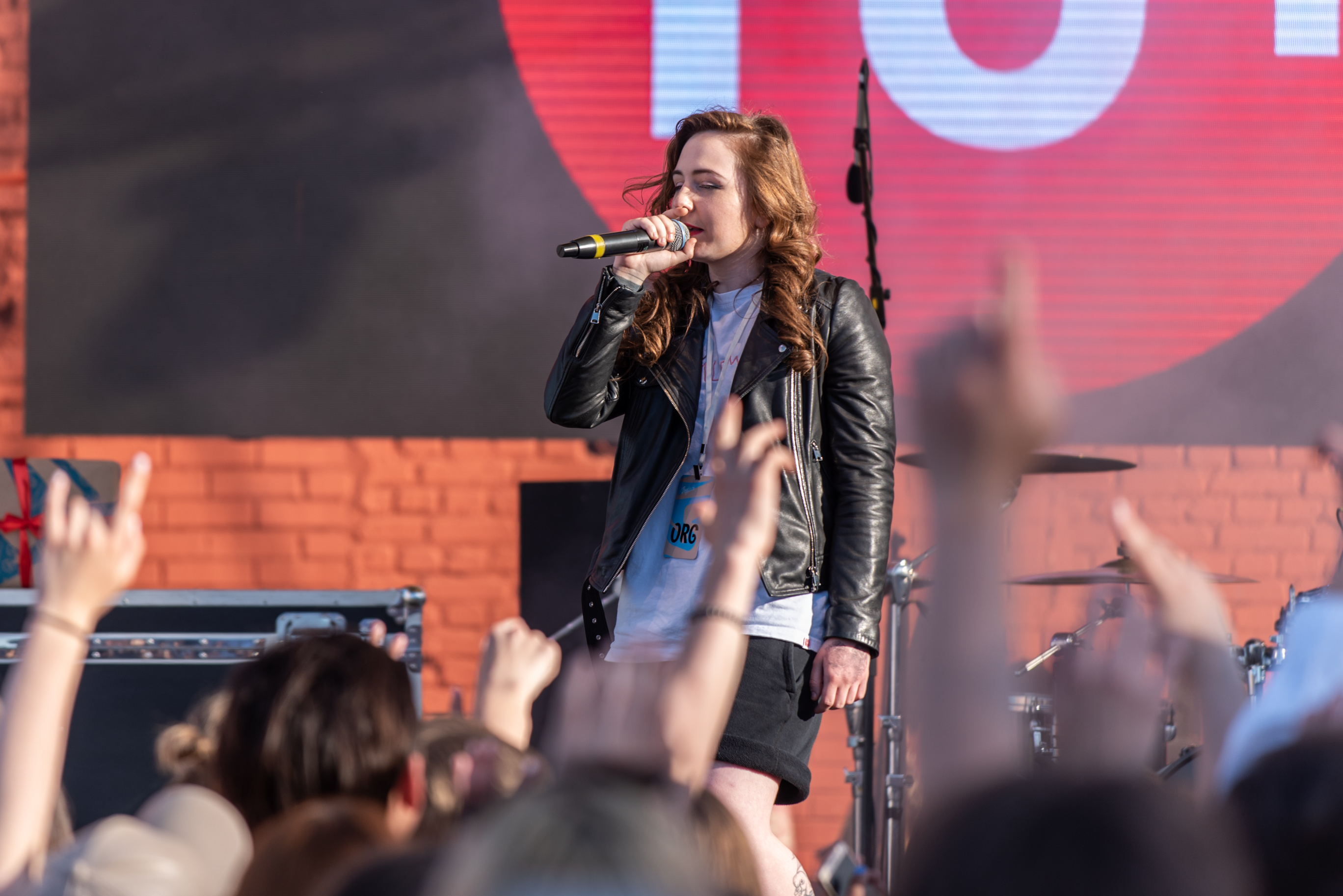
Mozee Montana
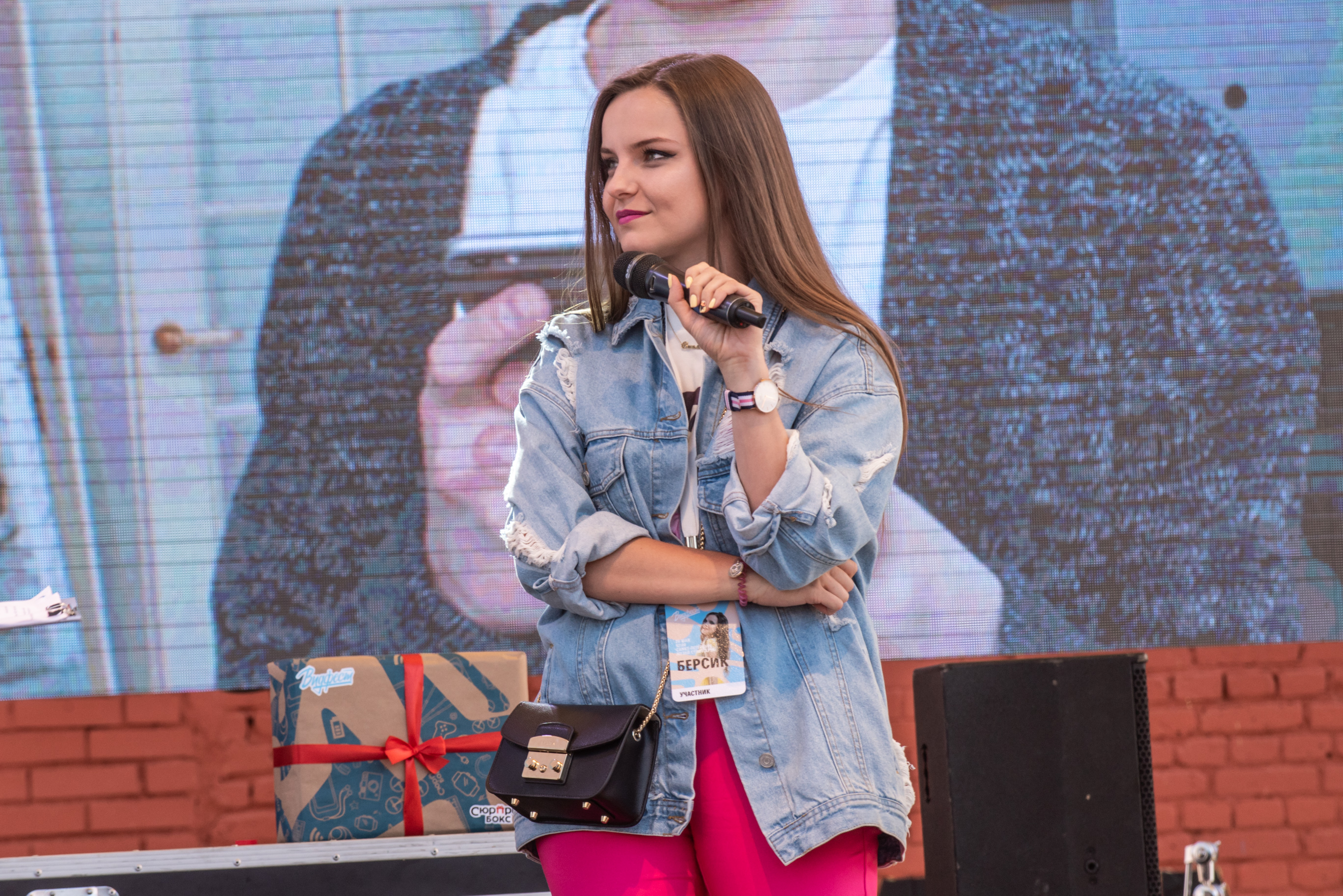
Берсик
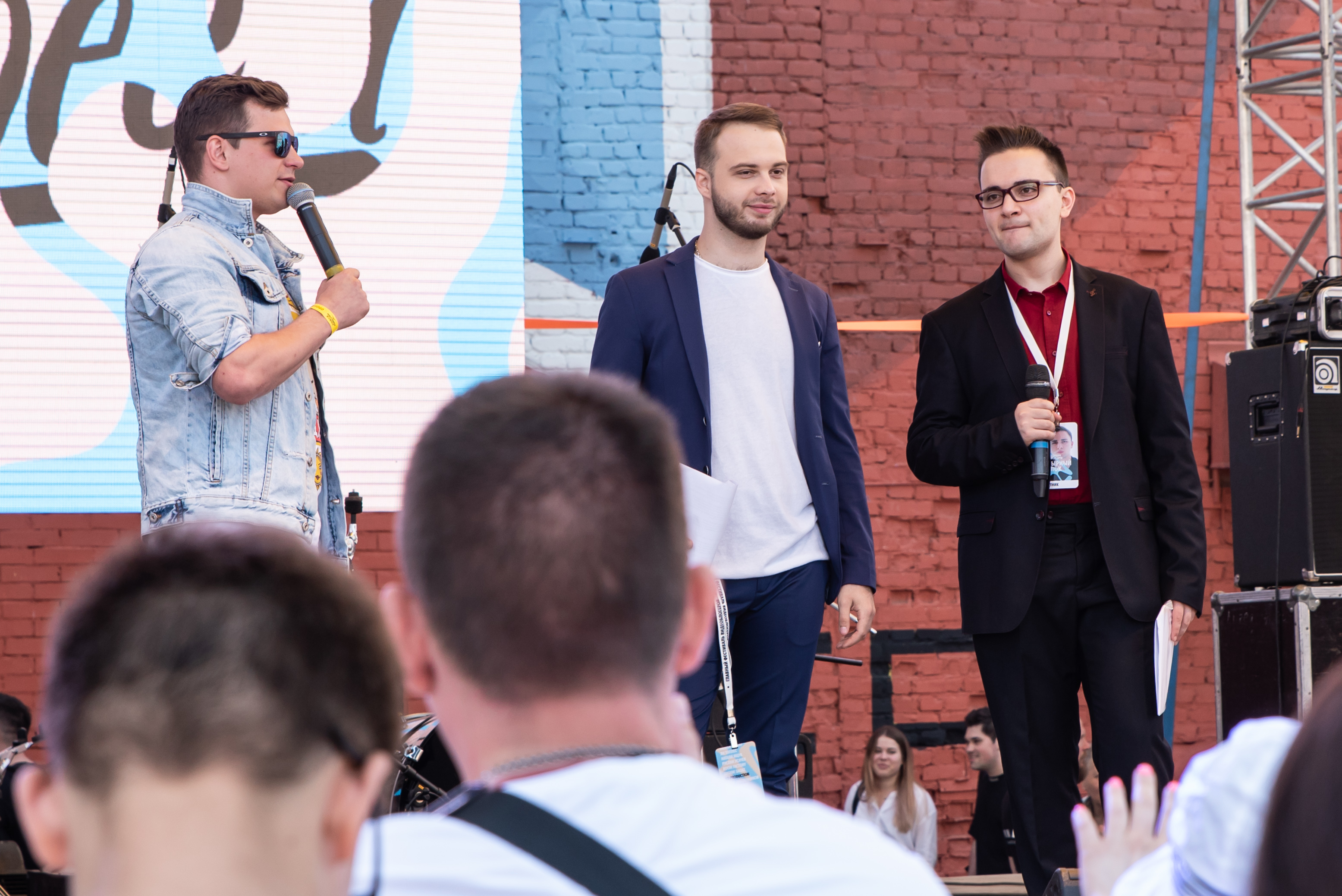
Валентин Фокин и ND Production
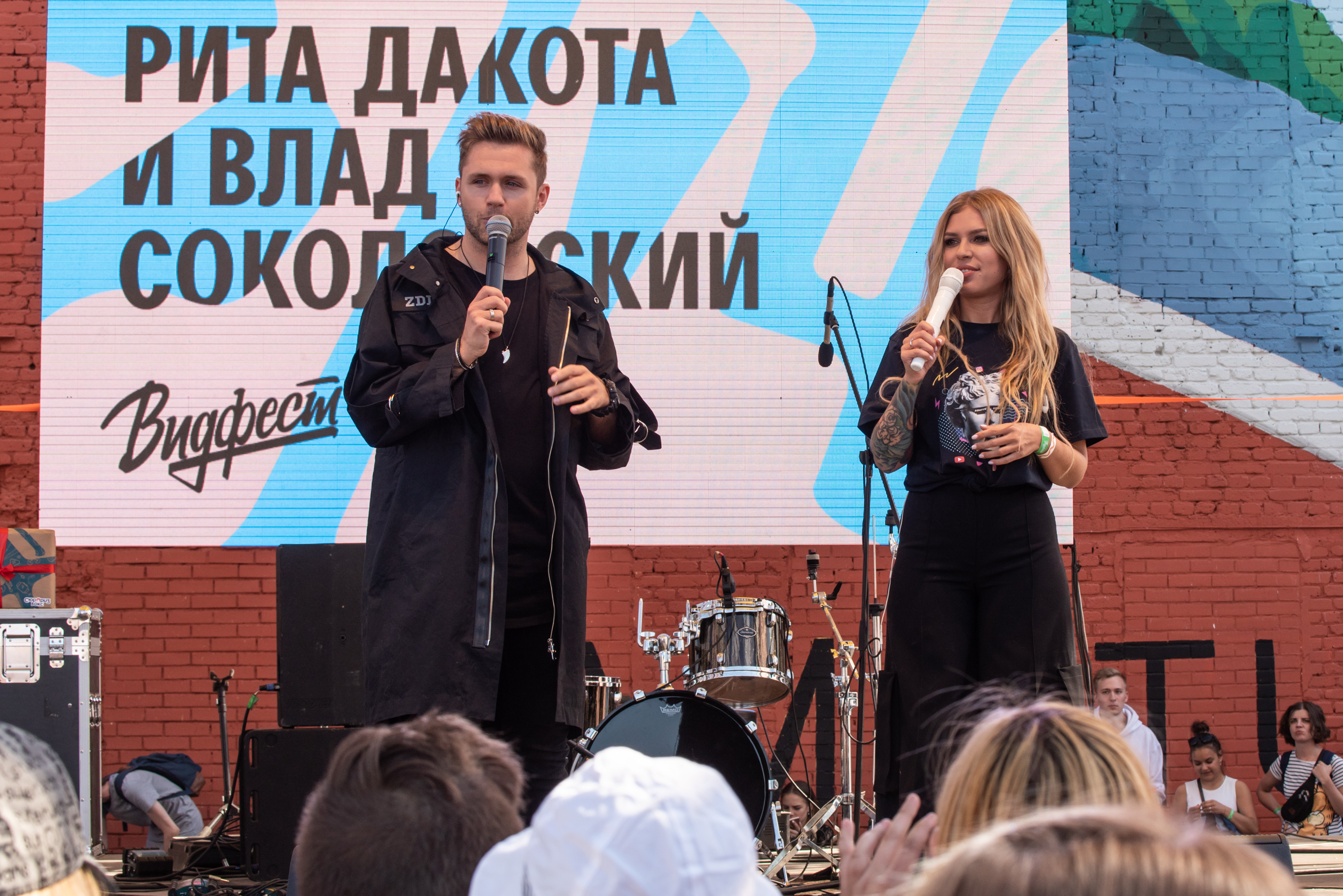
Влад Соколовский и Рита Дакота
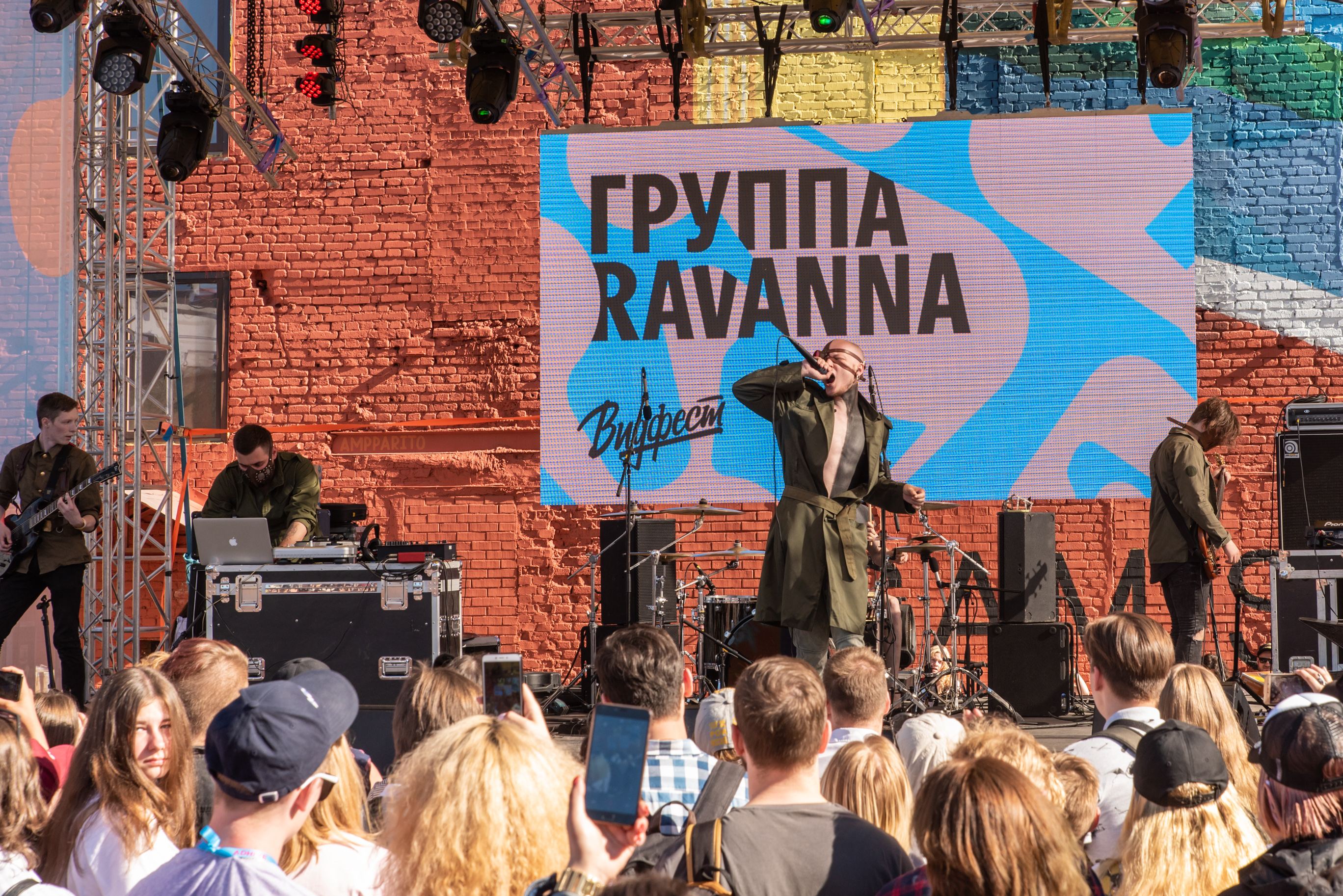
Группа Ravanna
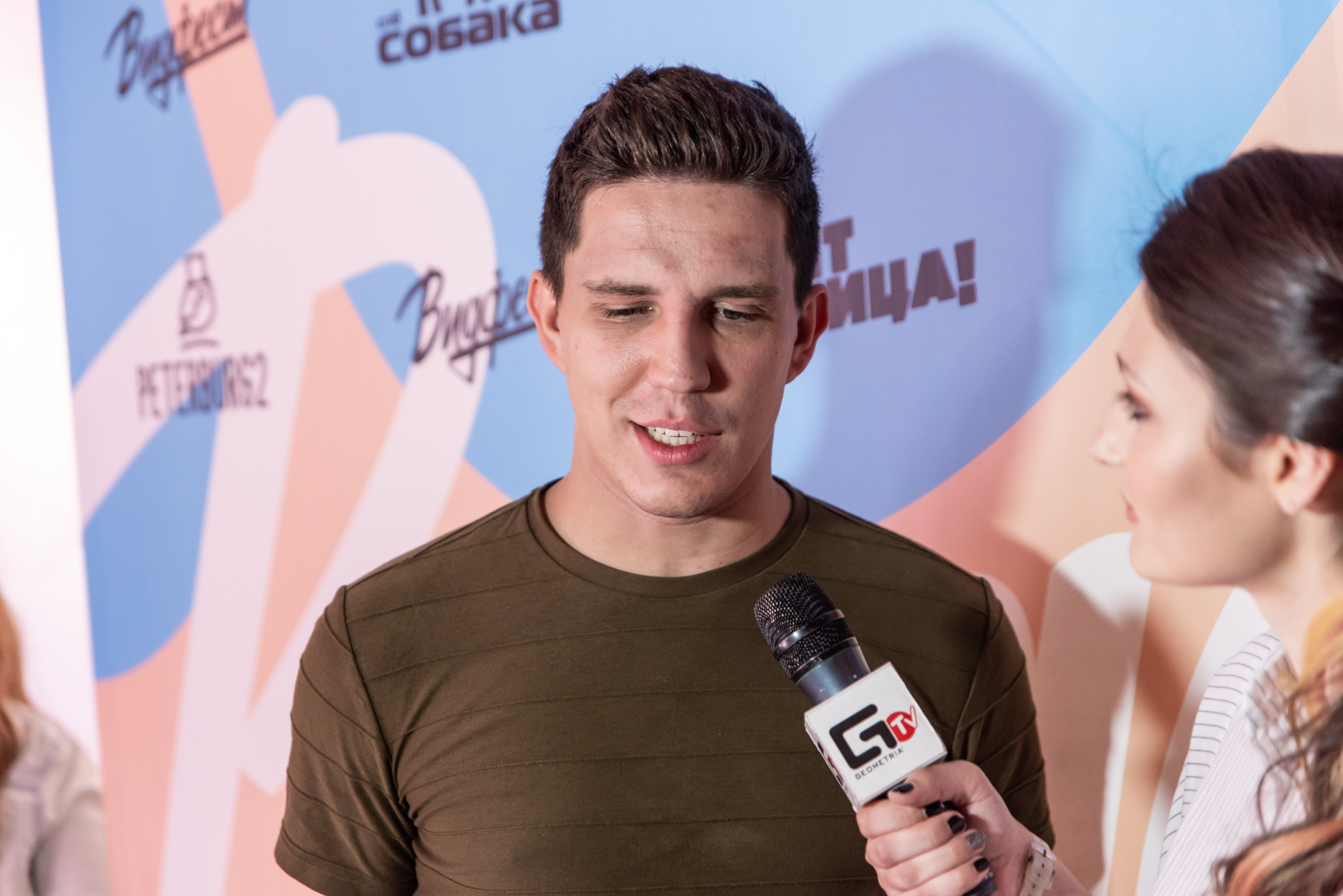
Дима Масленников
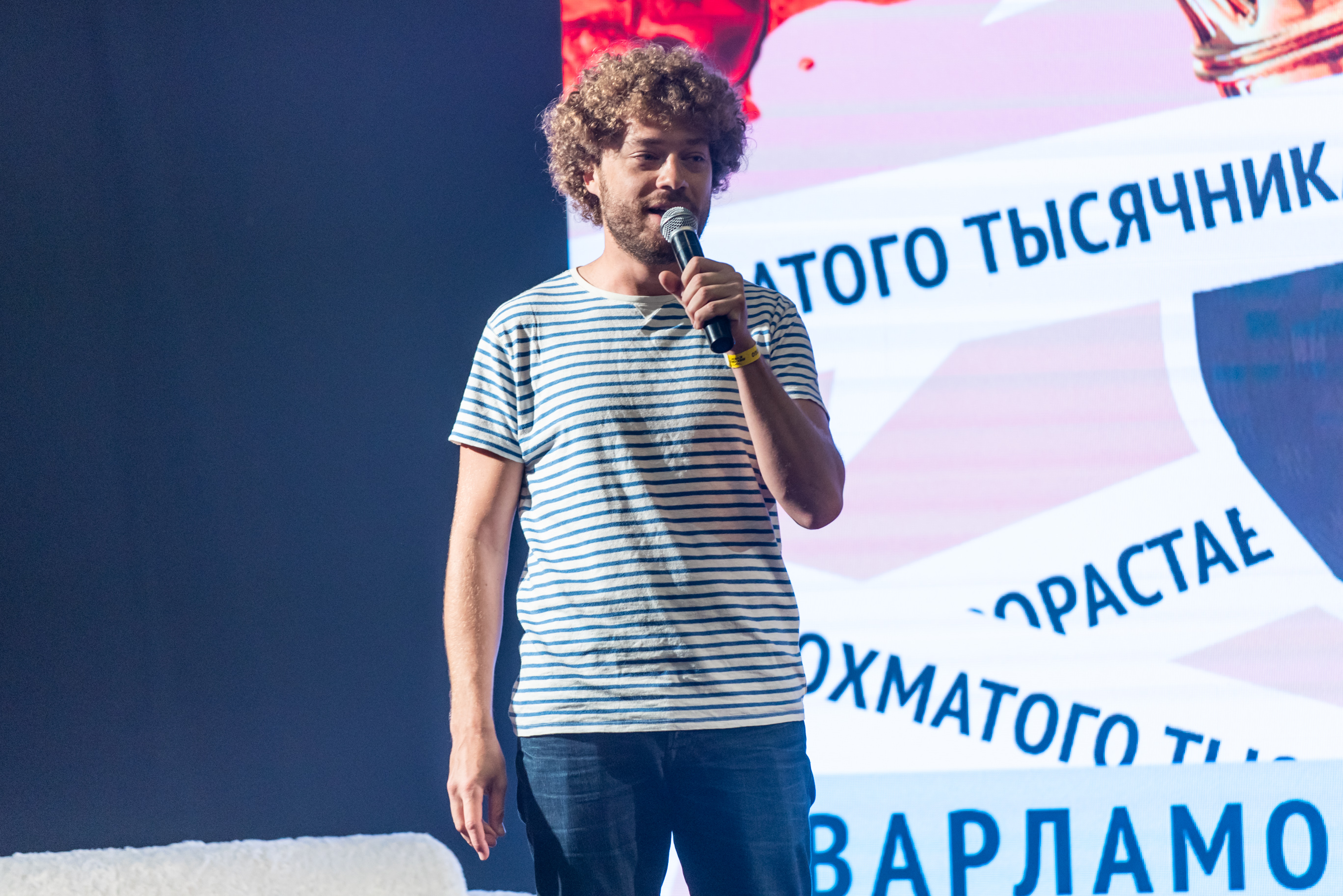
Илья Варламов
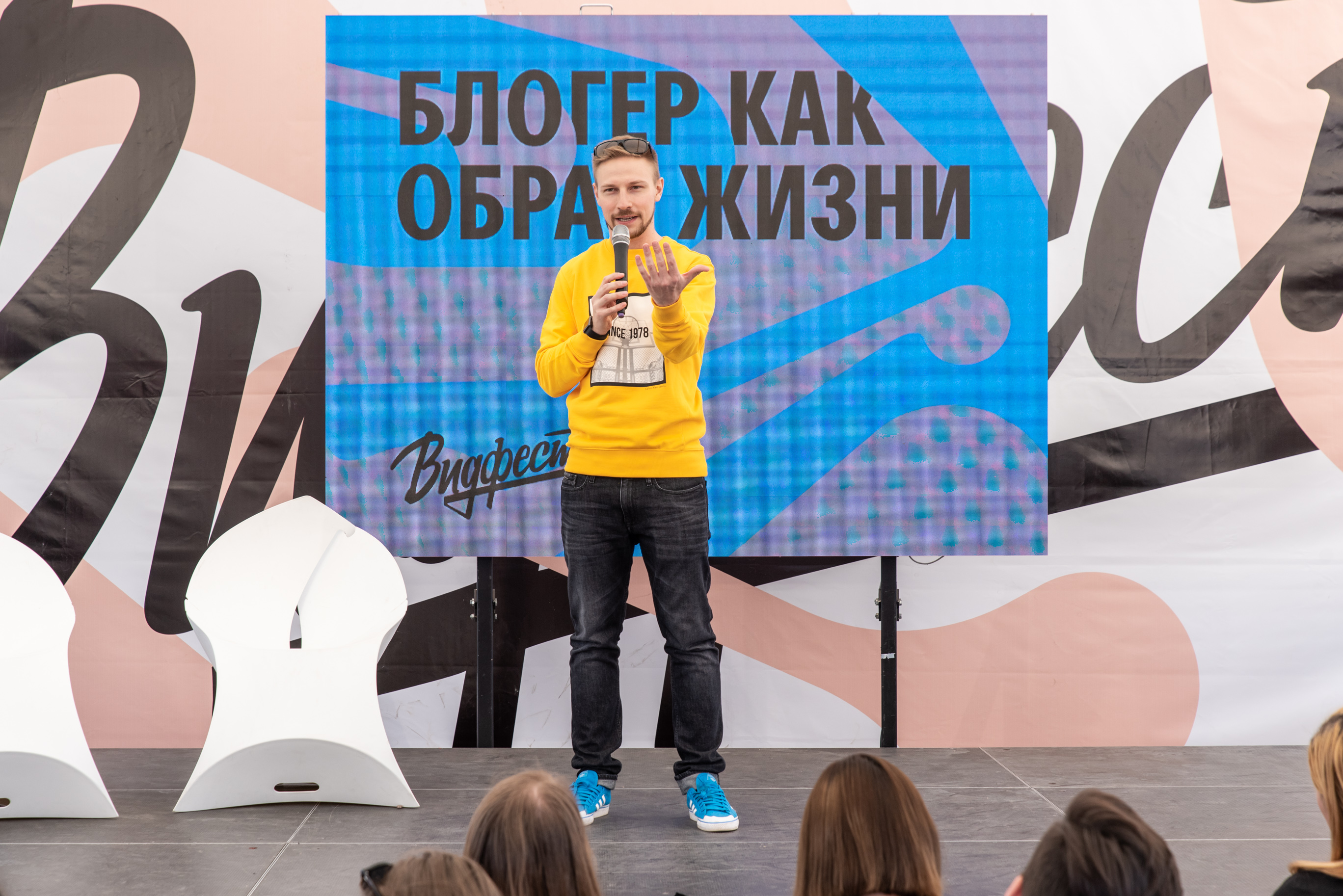
Костя Павлов
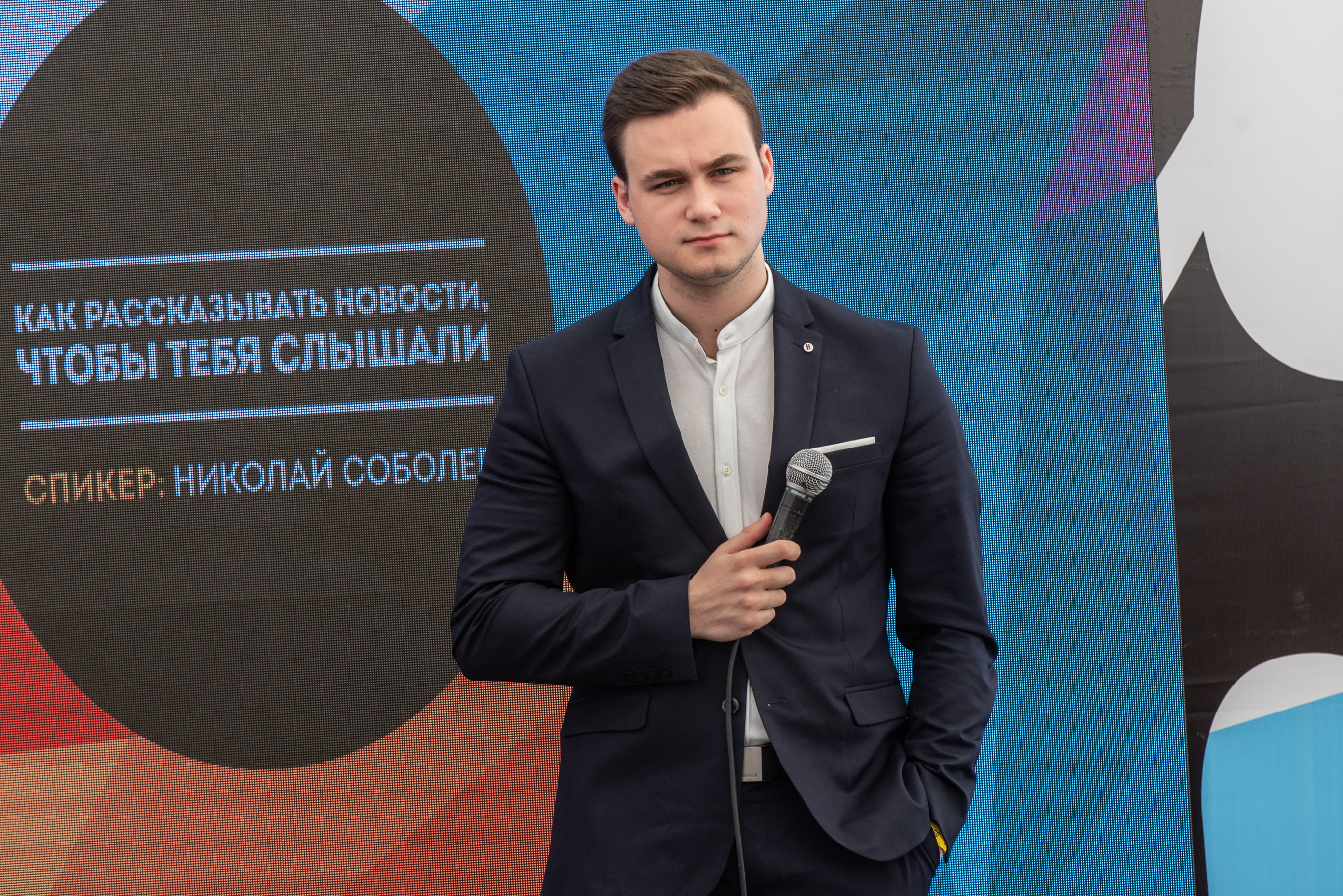
Николай Соболев
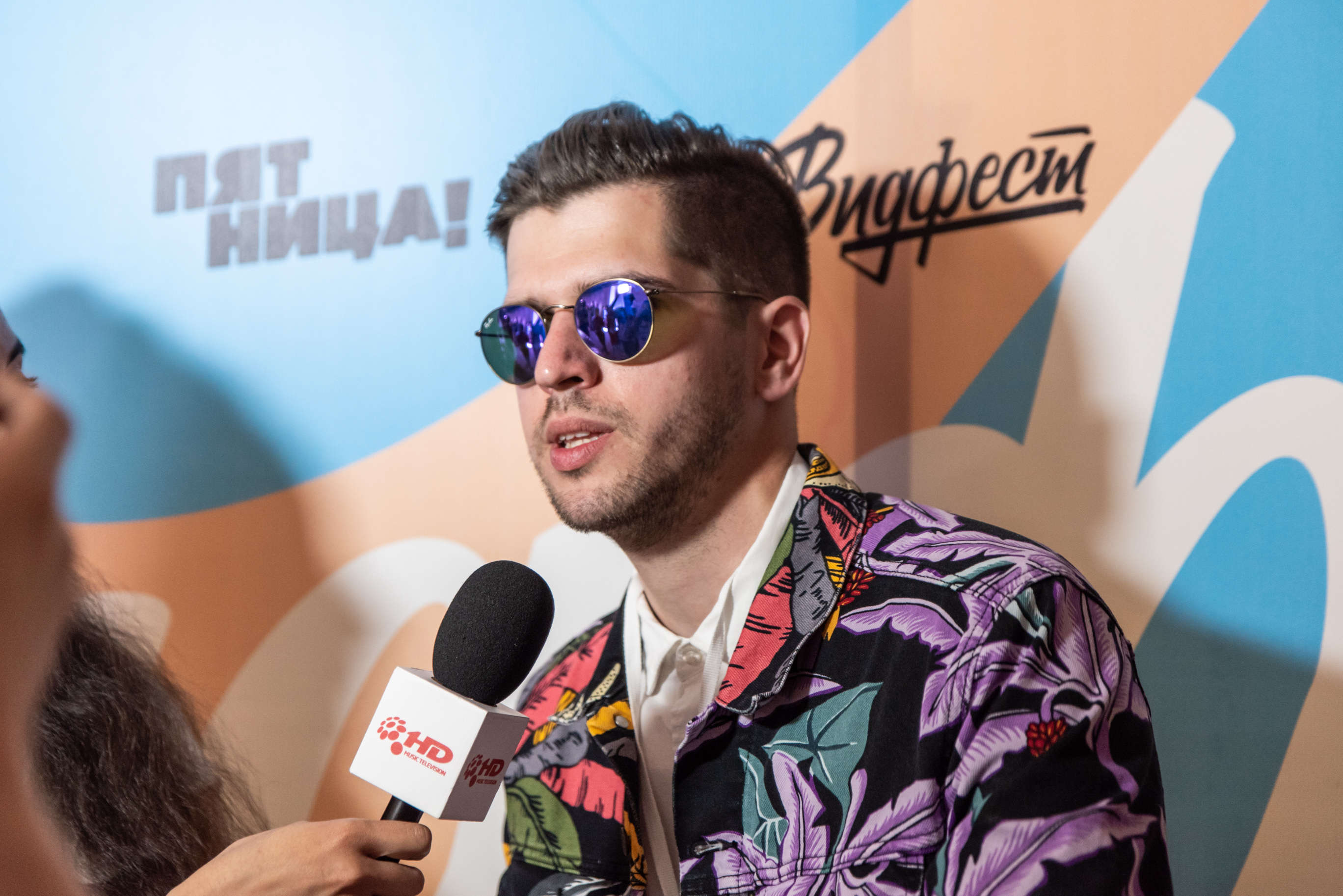
Руслан Усачев
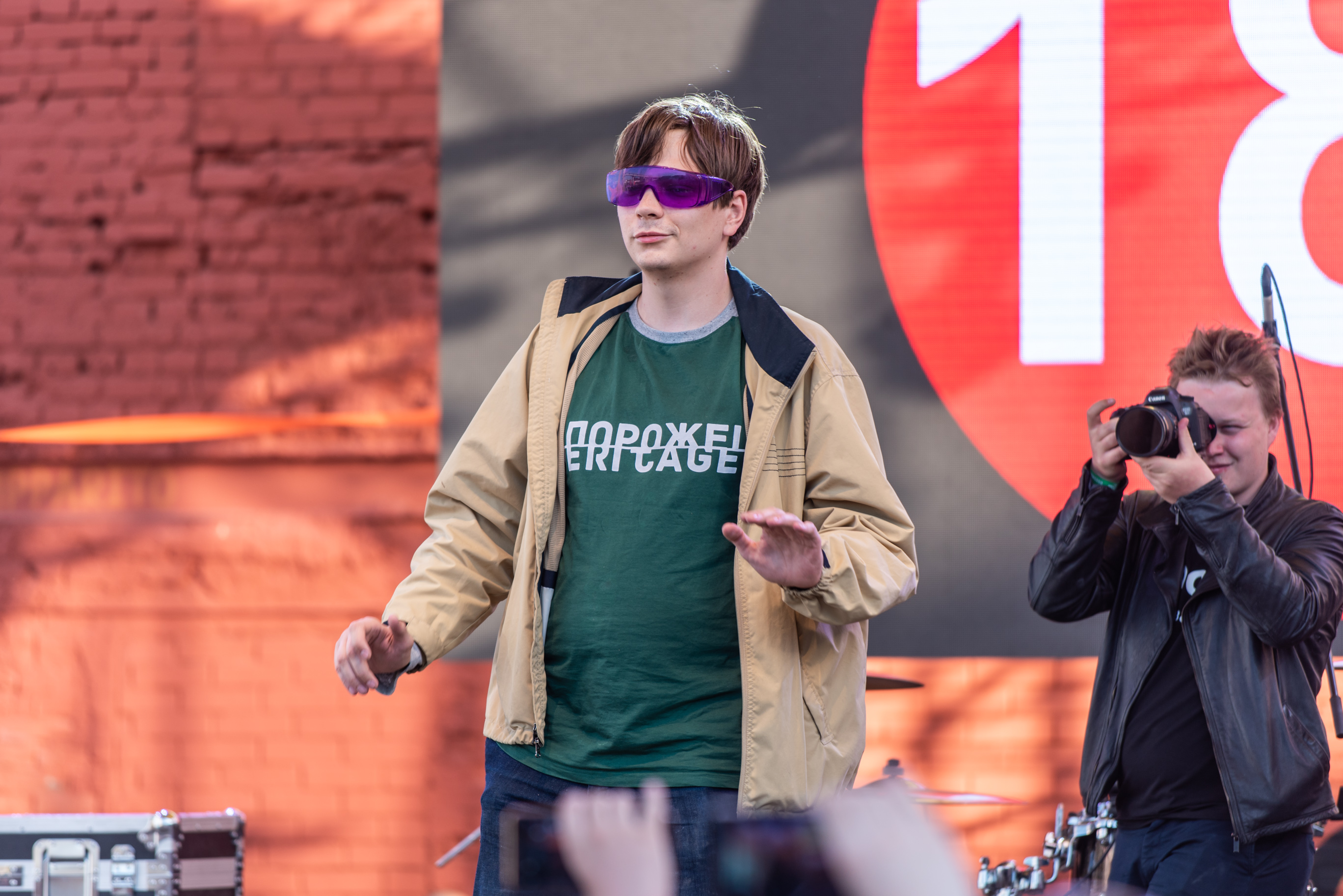
Слава КПСС
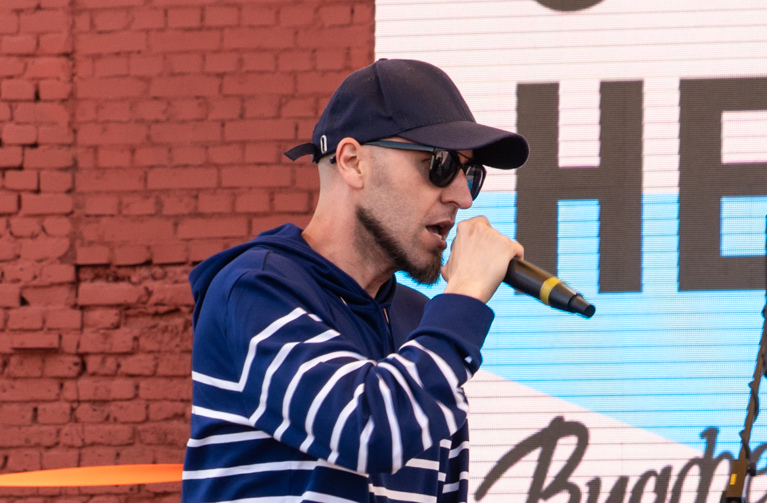
Эрик Нейтрон (Lee Kei)
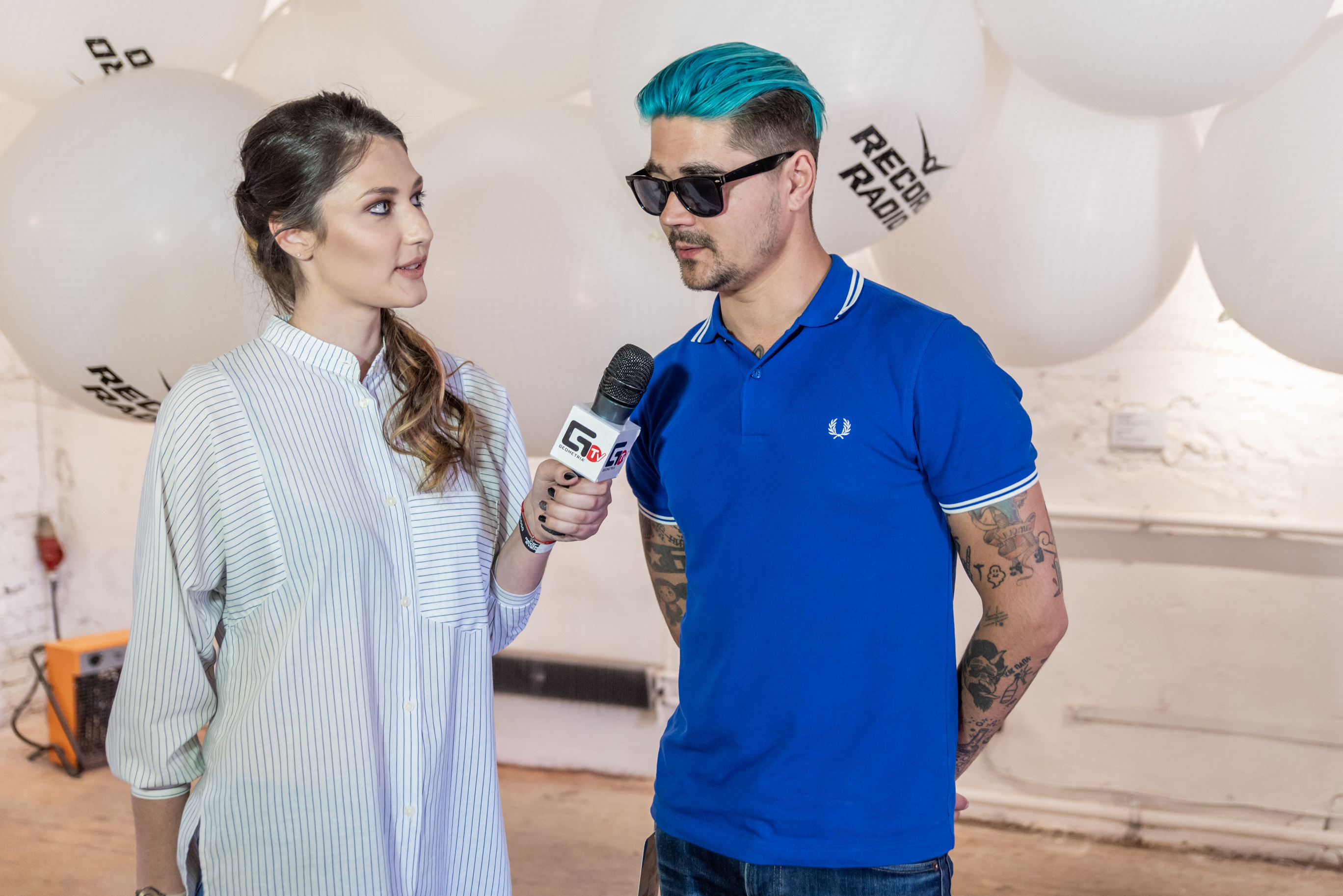
Юрий Музыченко (The Hatters)
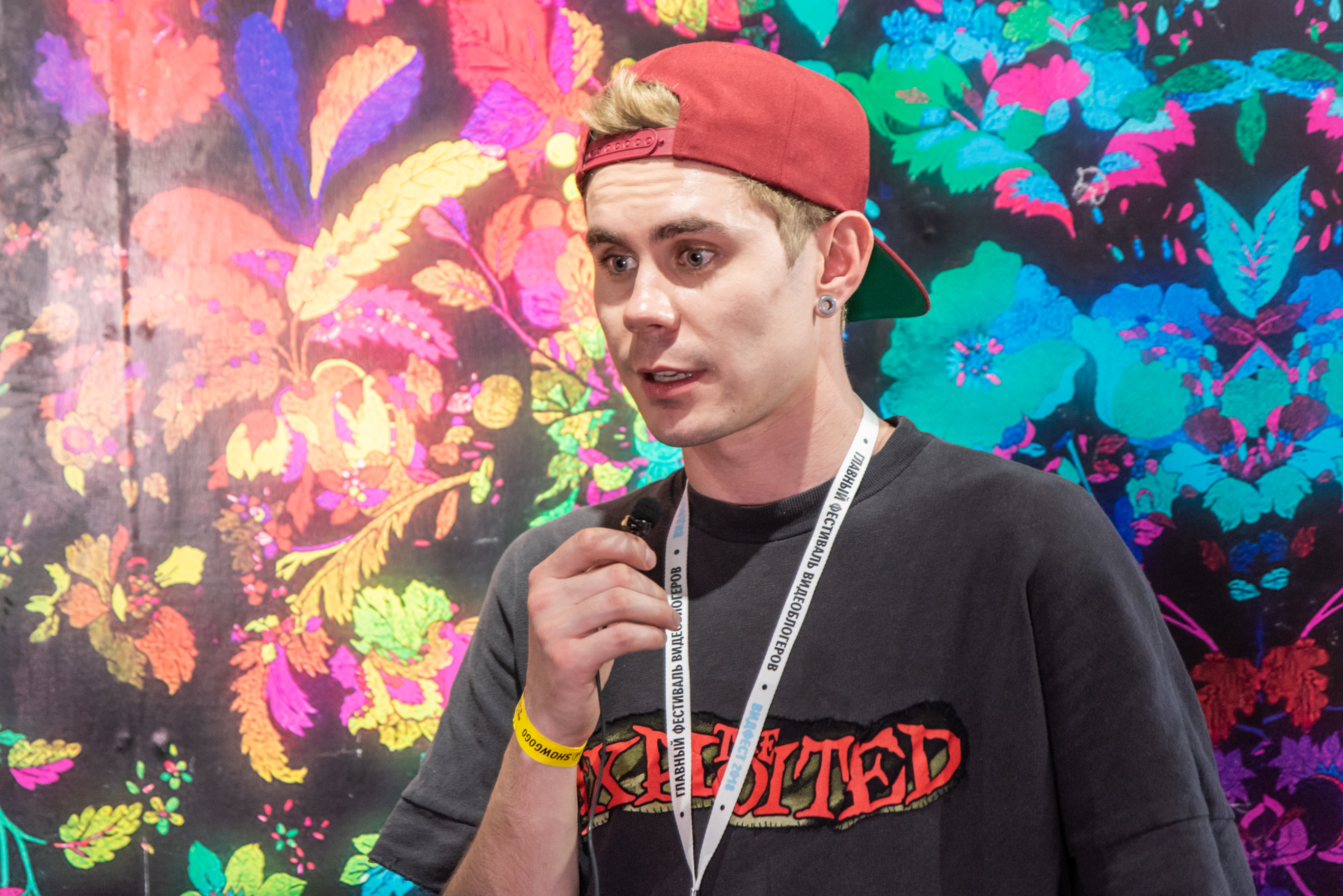
Ян Топлес

#### Москва

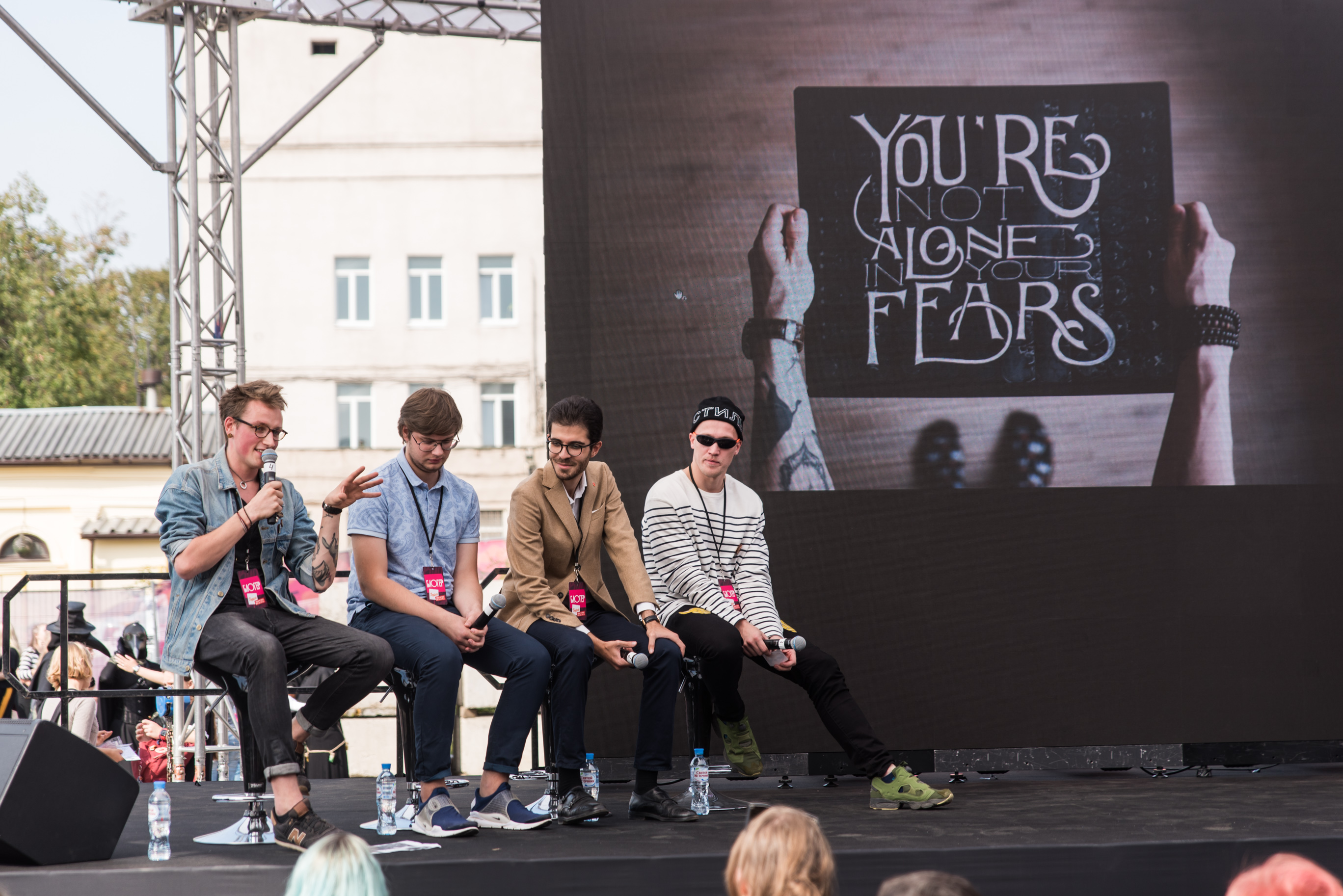
Блогеры в большом зале встреч
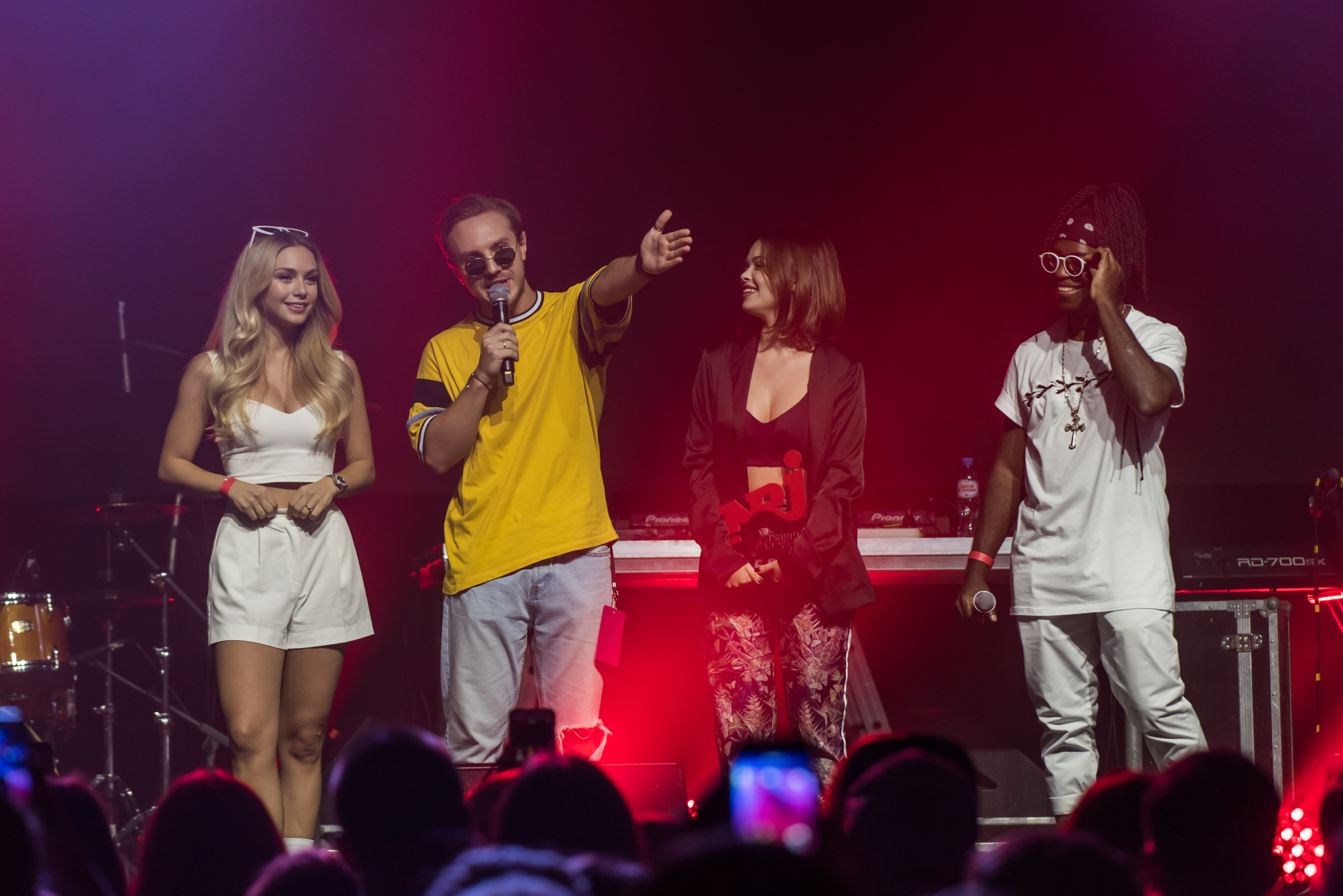
Исполнители на главной сцене
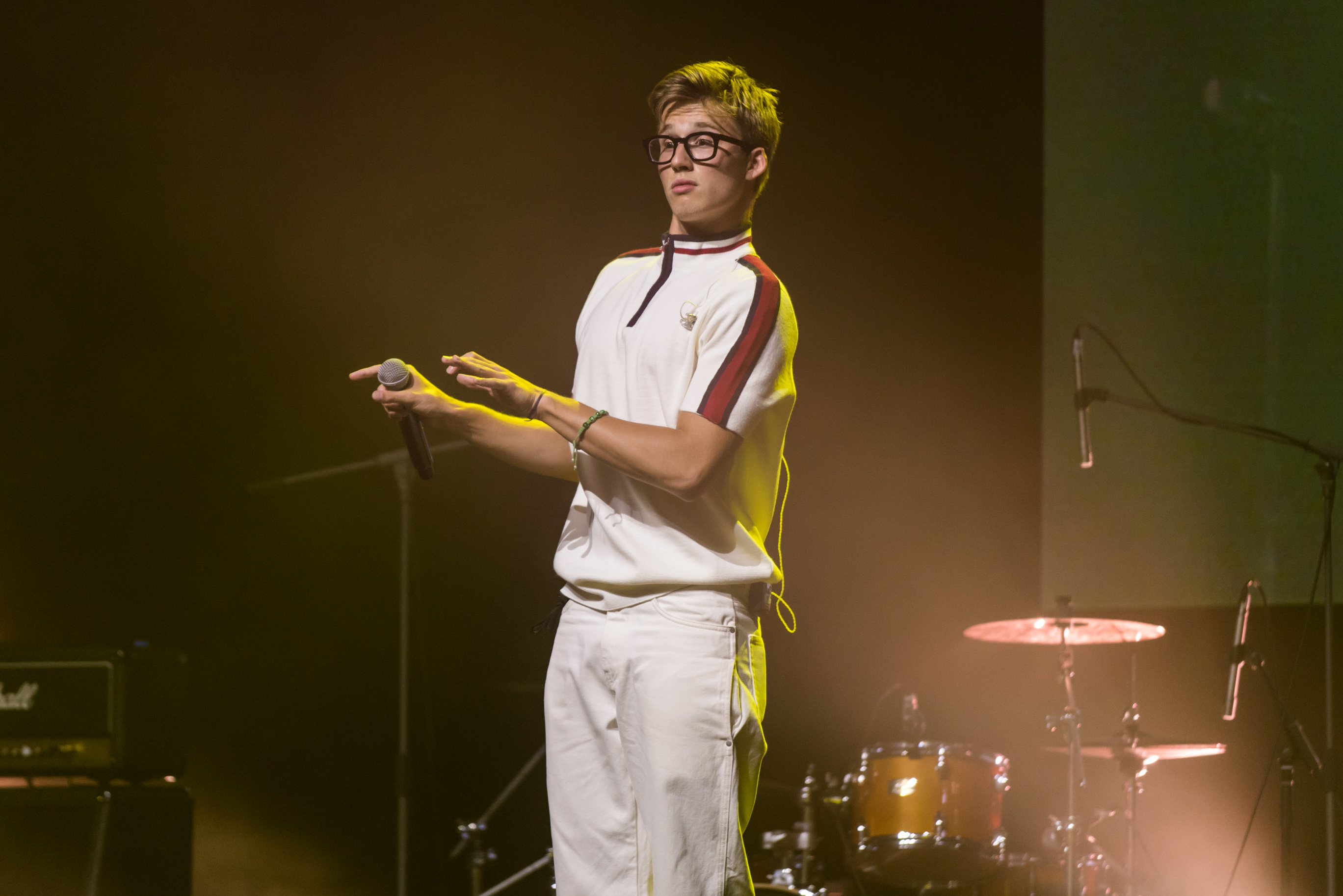
DaniMuse
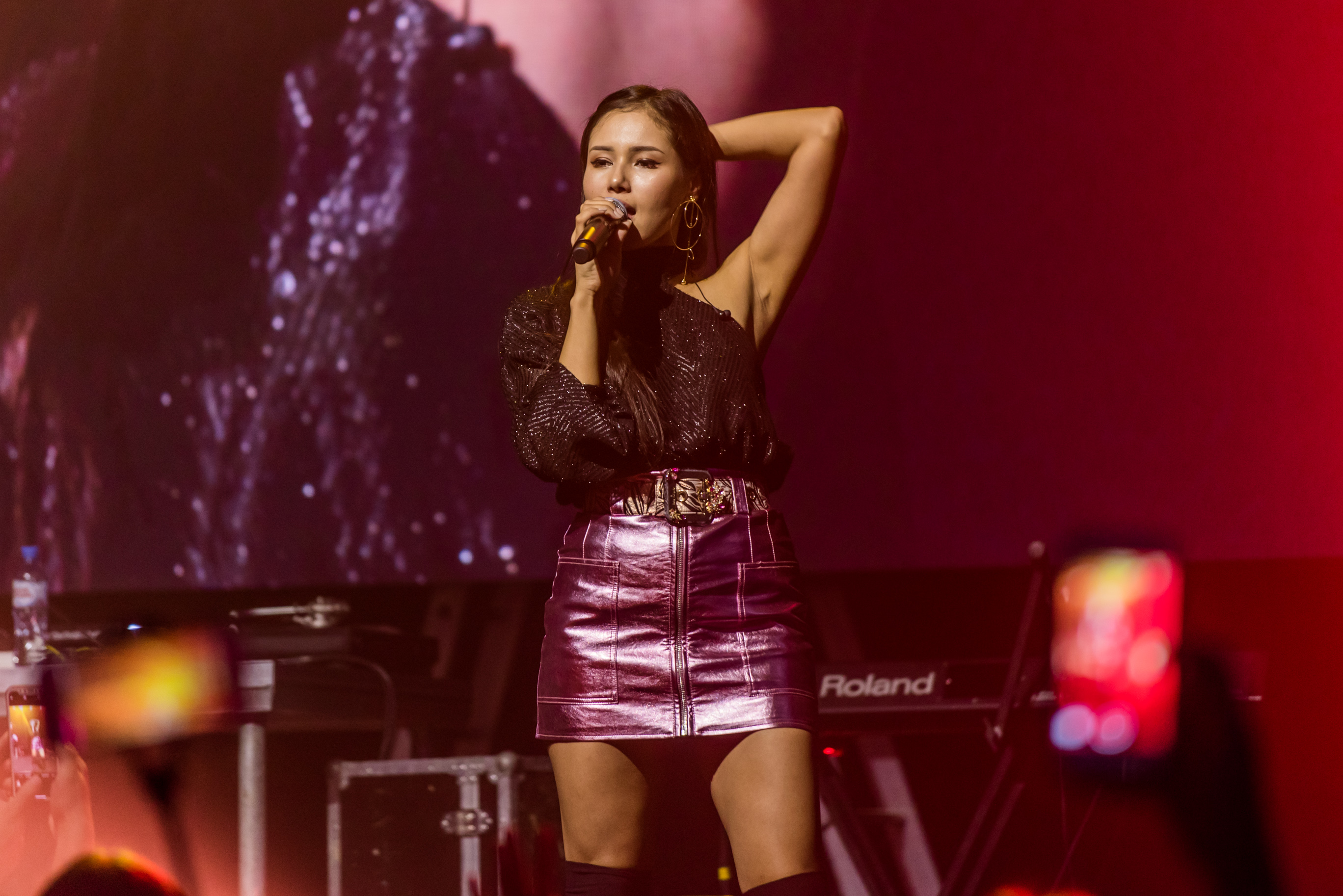
Наzима
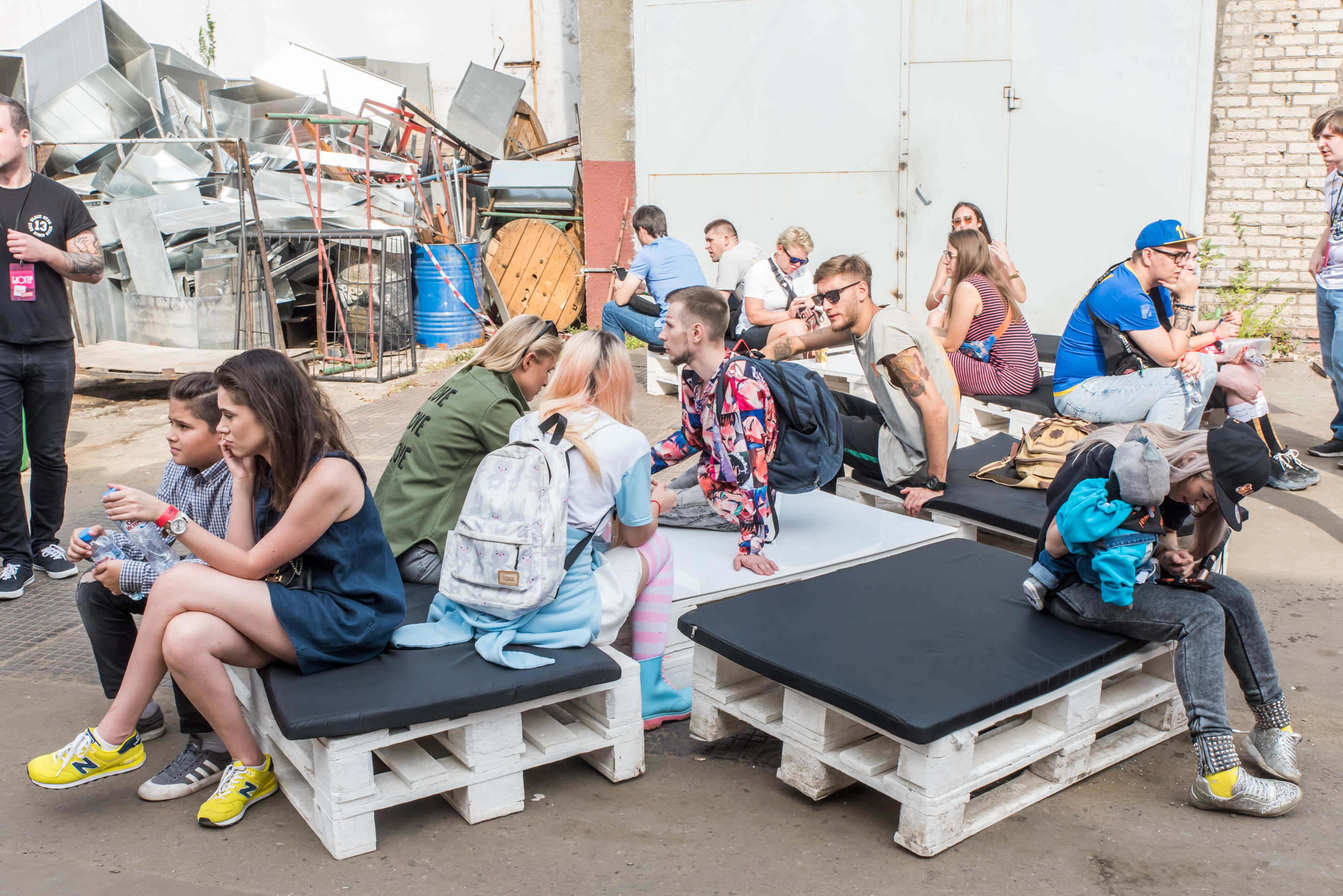
Блогеры в зоне отдыха
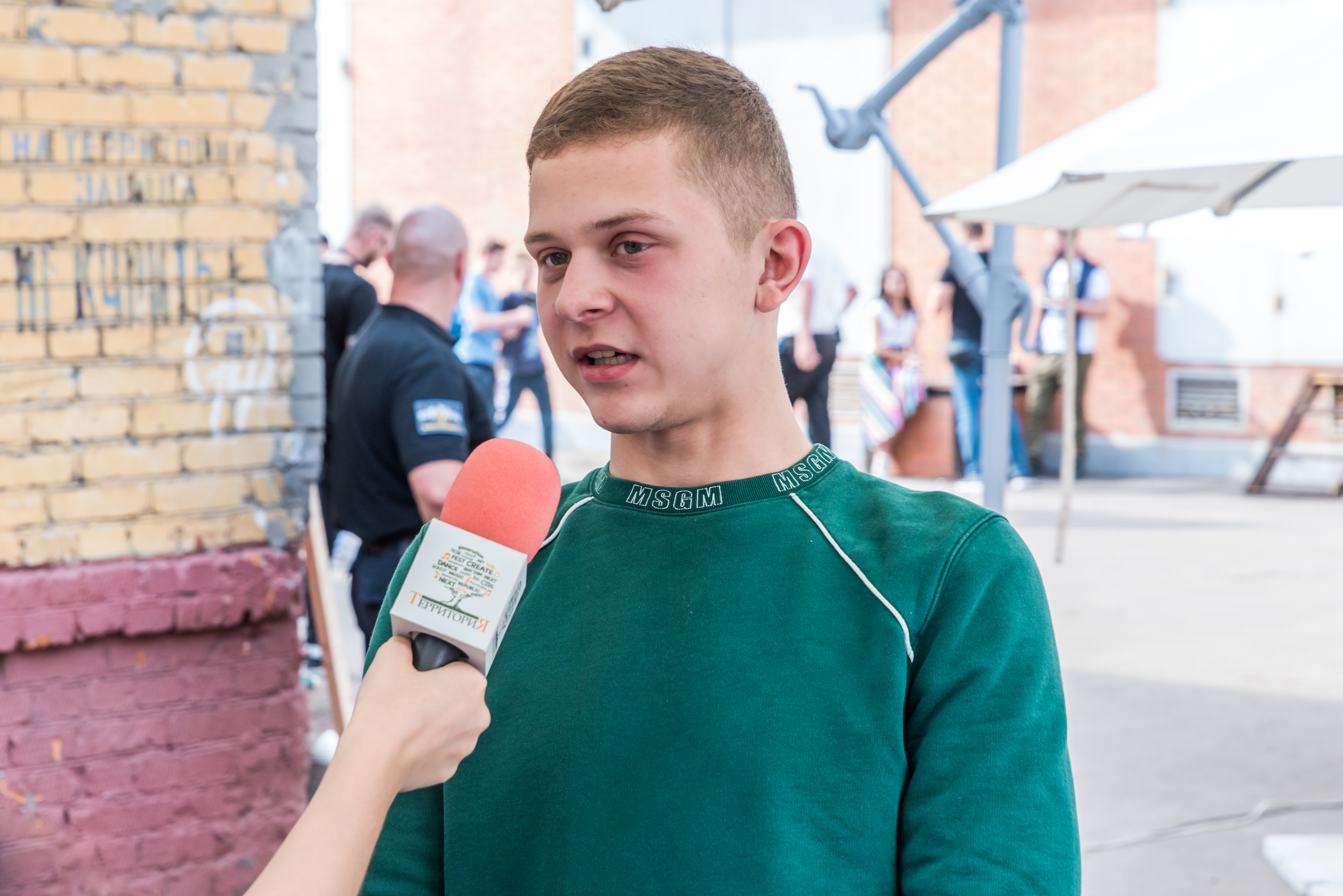
Илья Белов
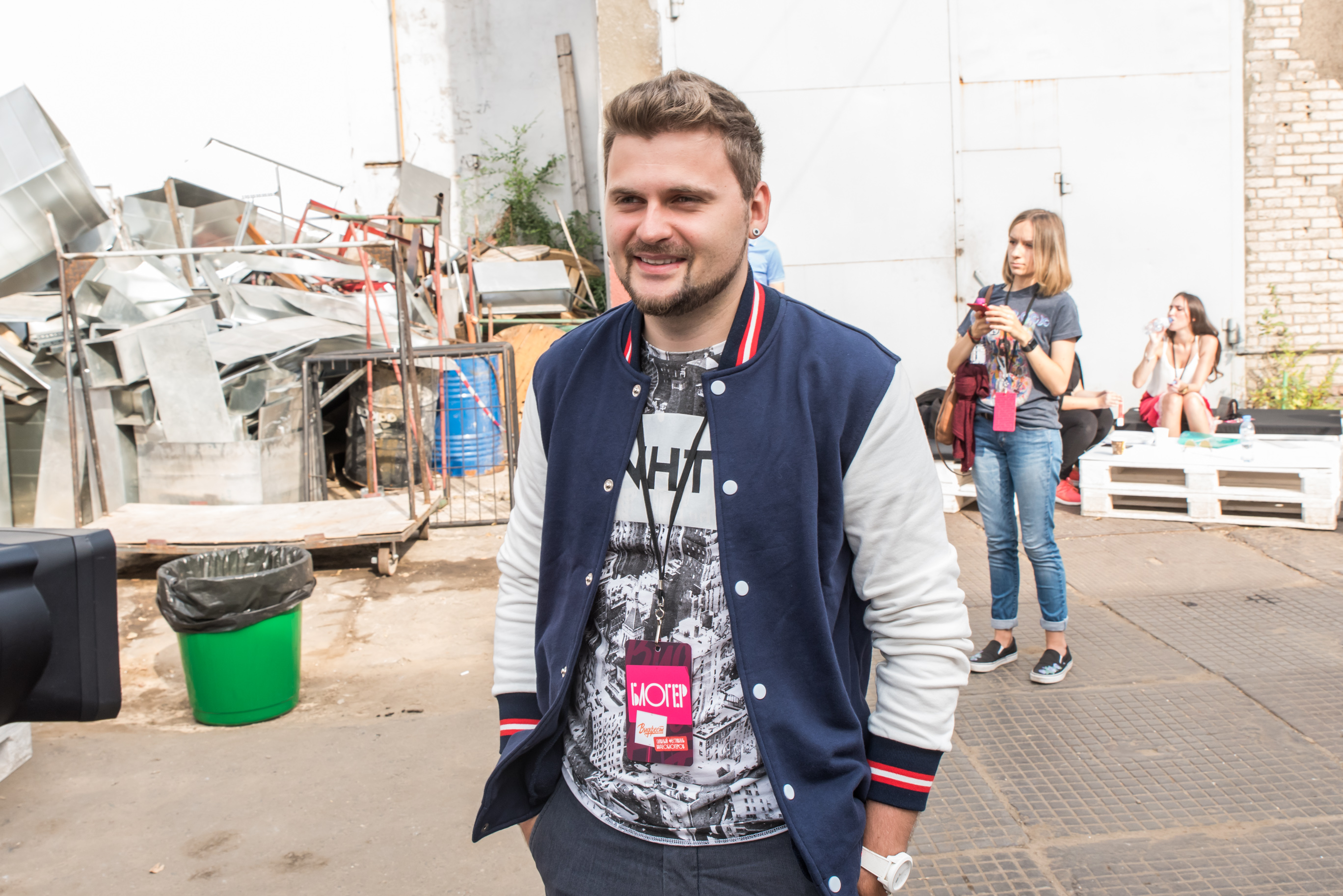
Макс Брандт
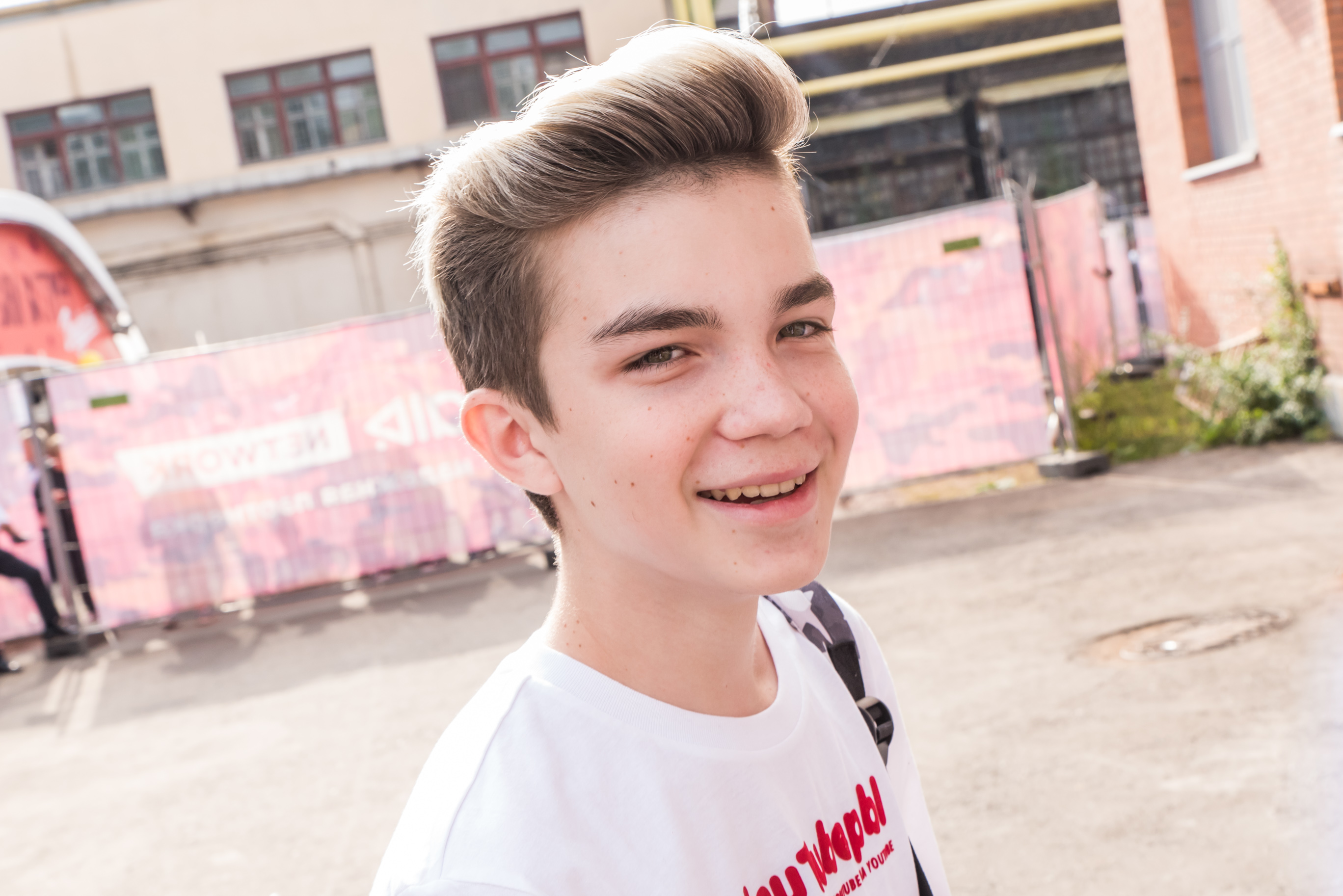
Sepwun
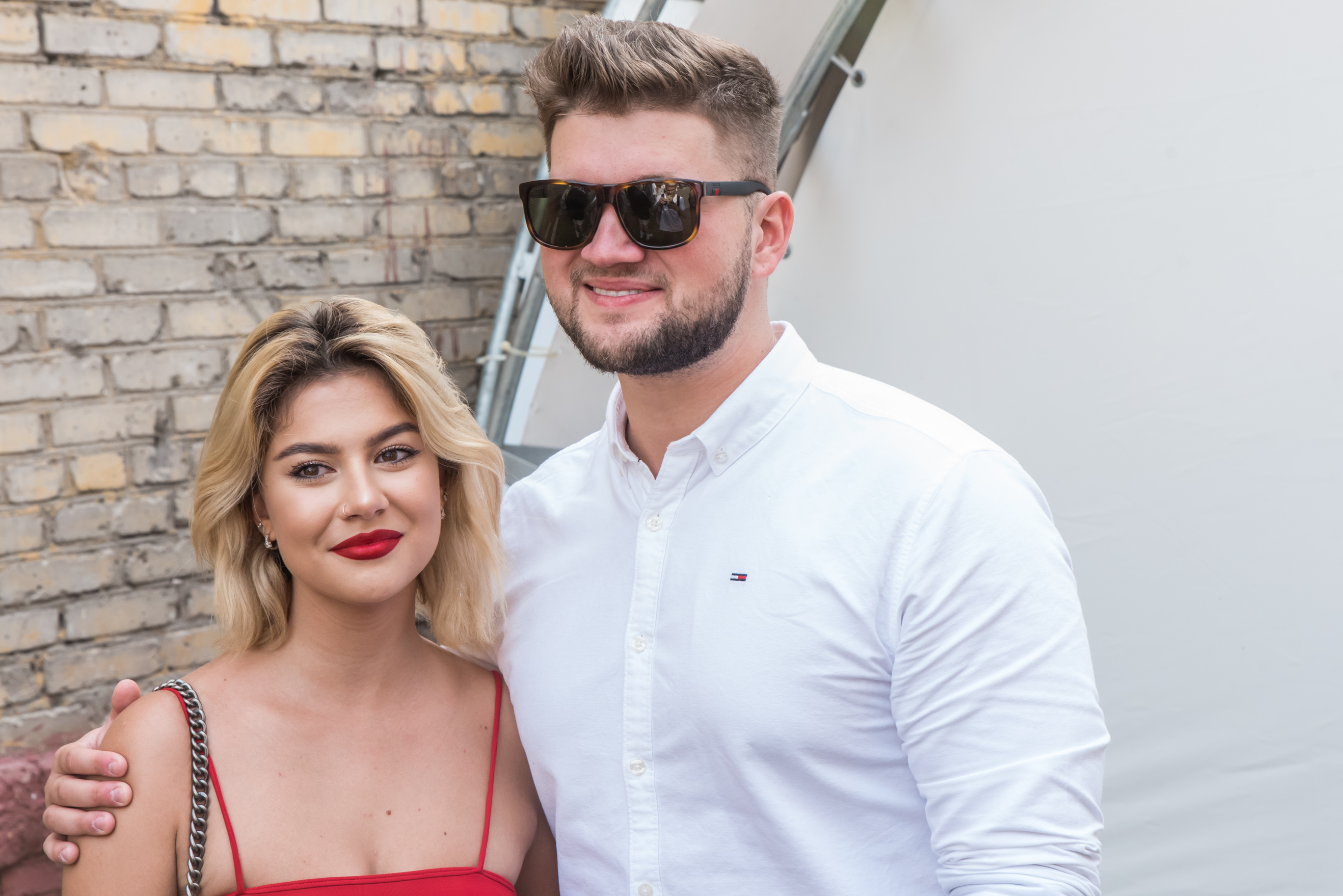
Приятный Ильдар
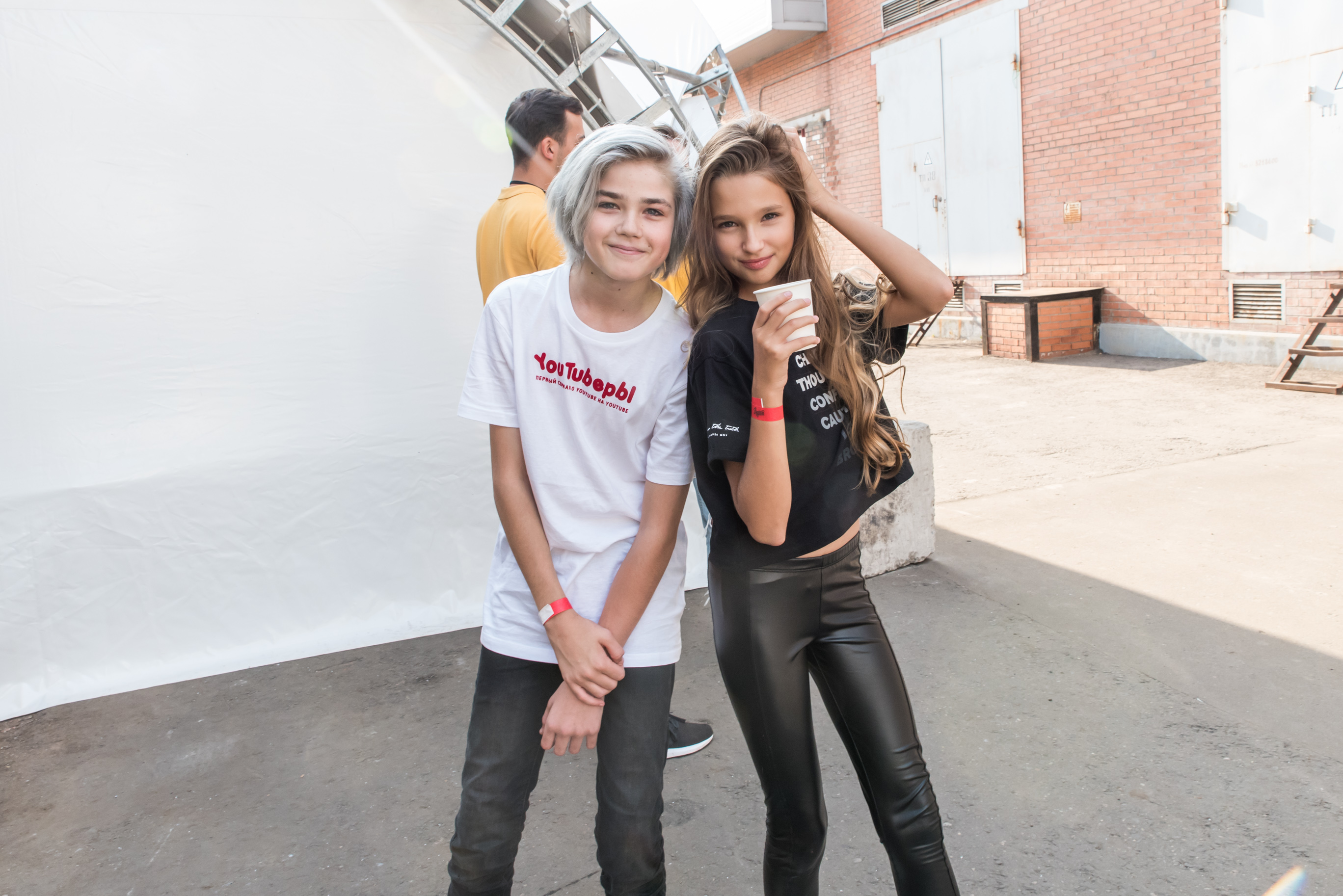
Mimimizhka и Лиза Анохина
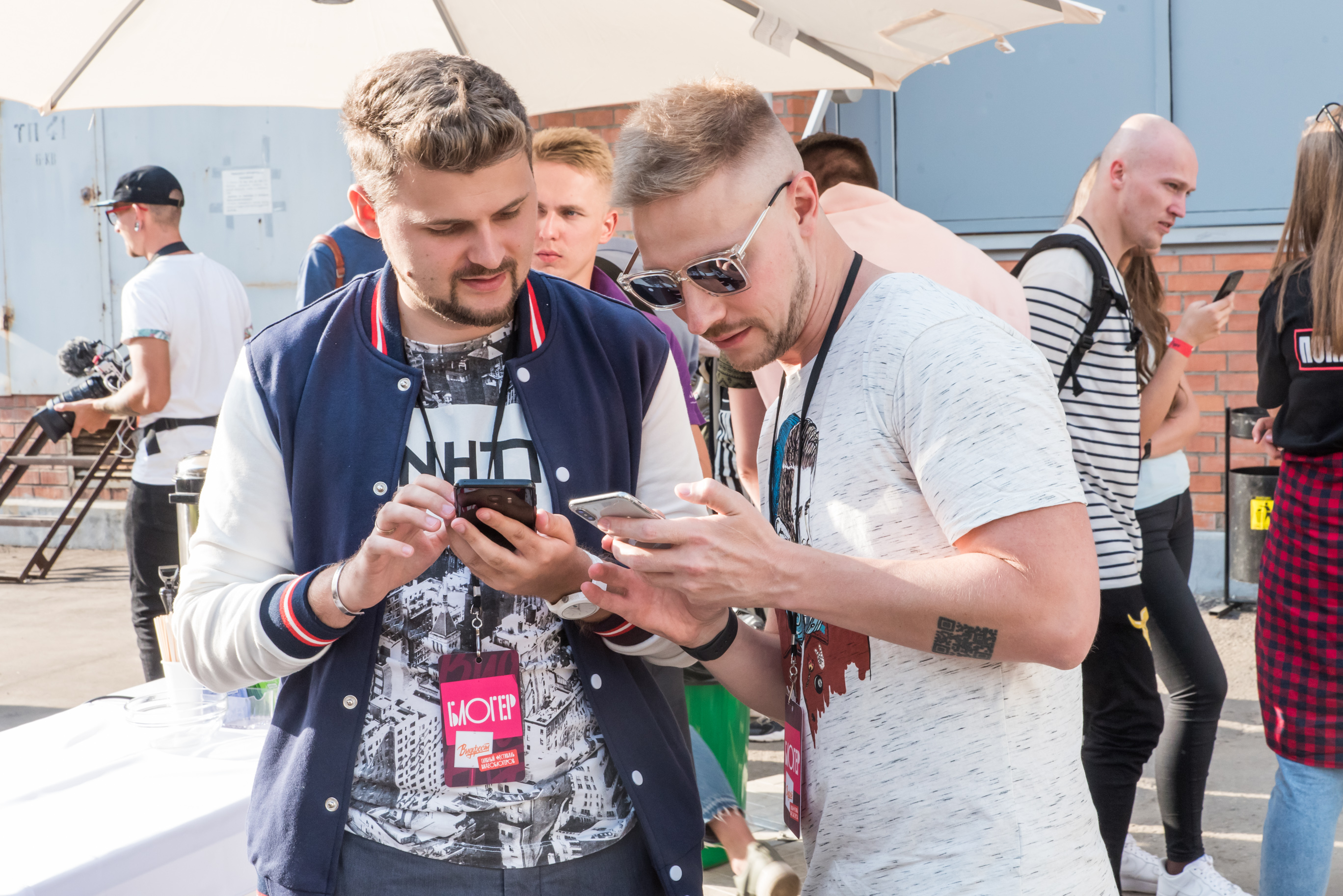
Макс Брандт и Костя Павлов
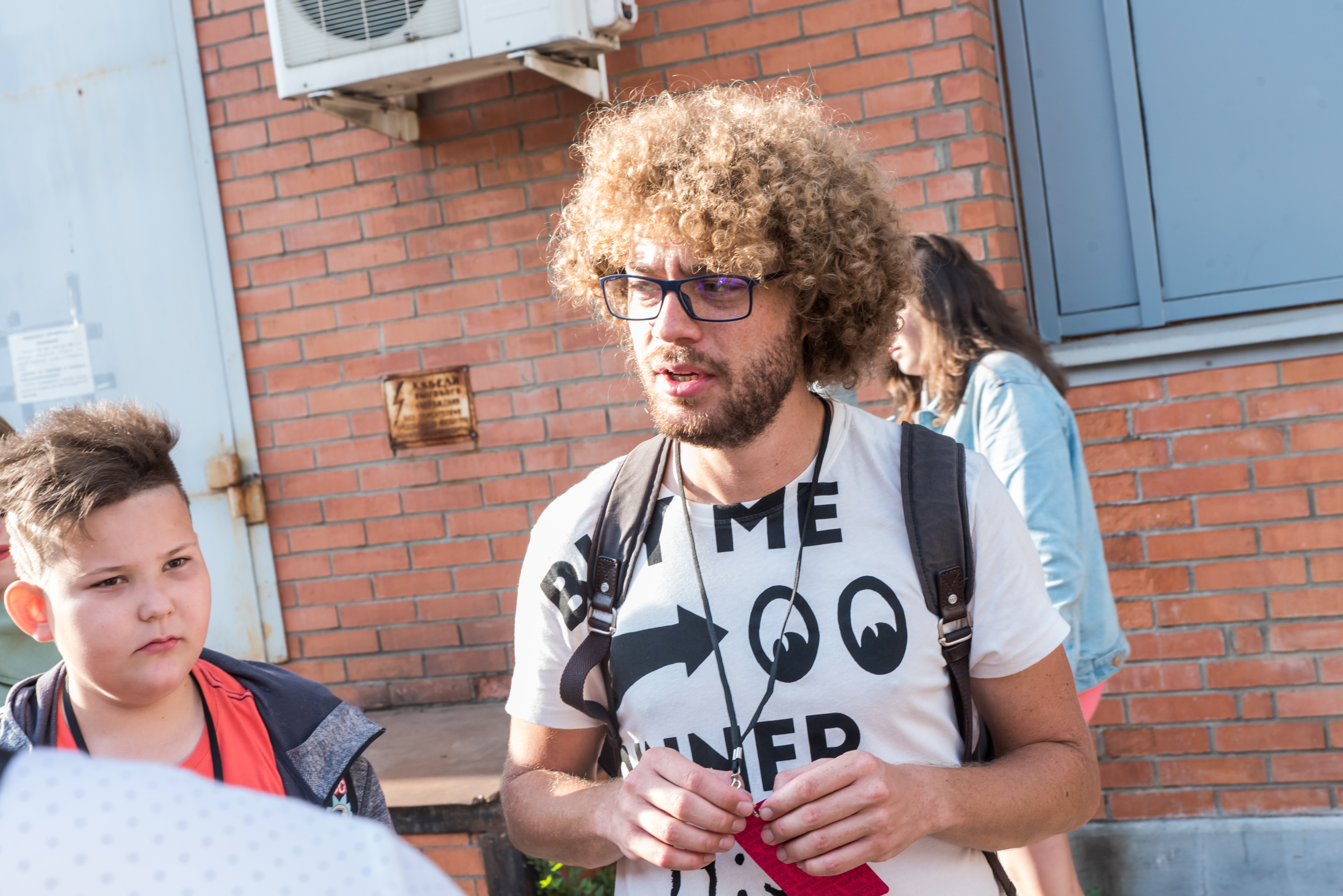
Илья Варламов
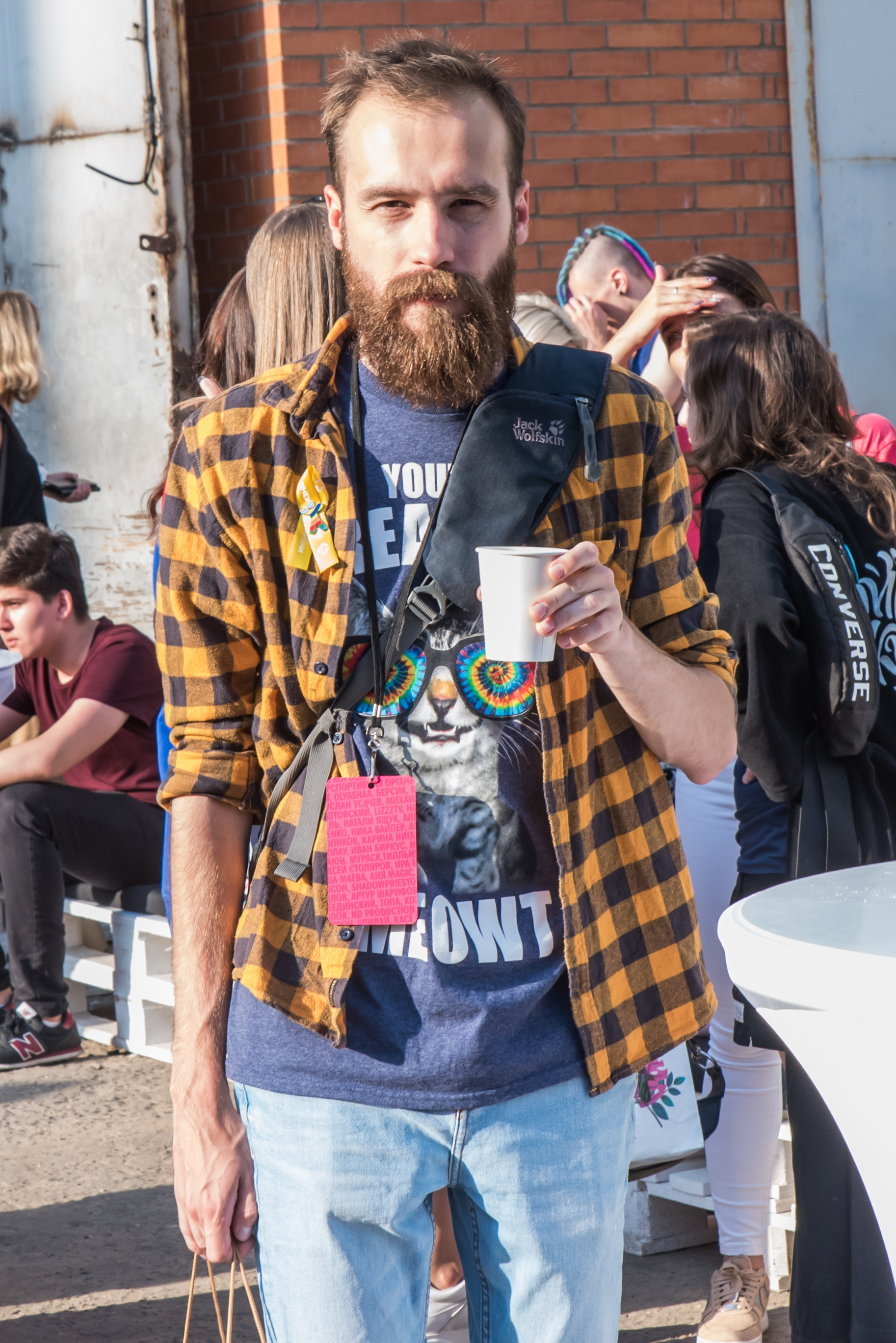
Михаил Кшиштовский
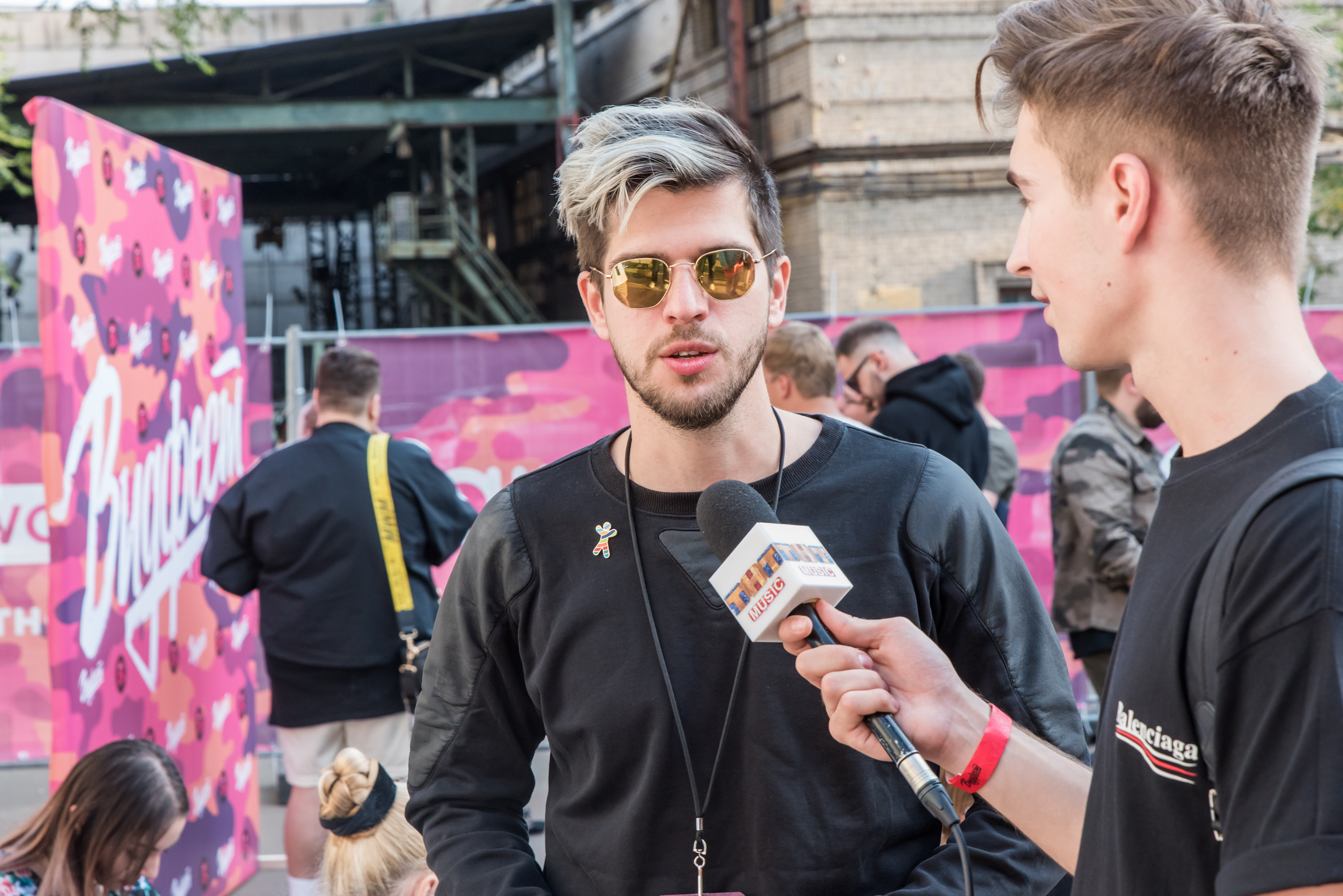
Руслан Усачев
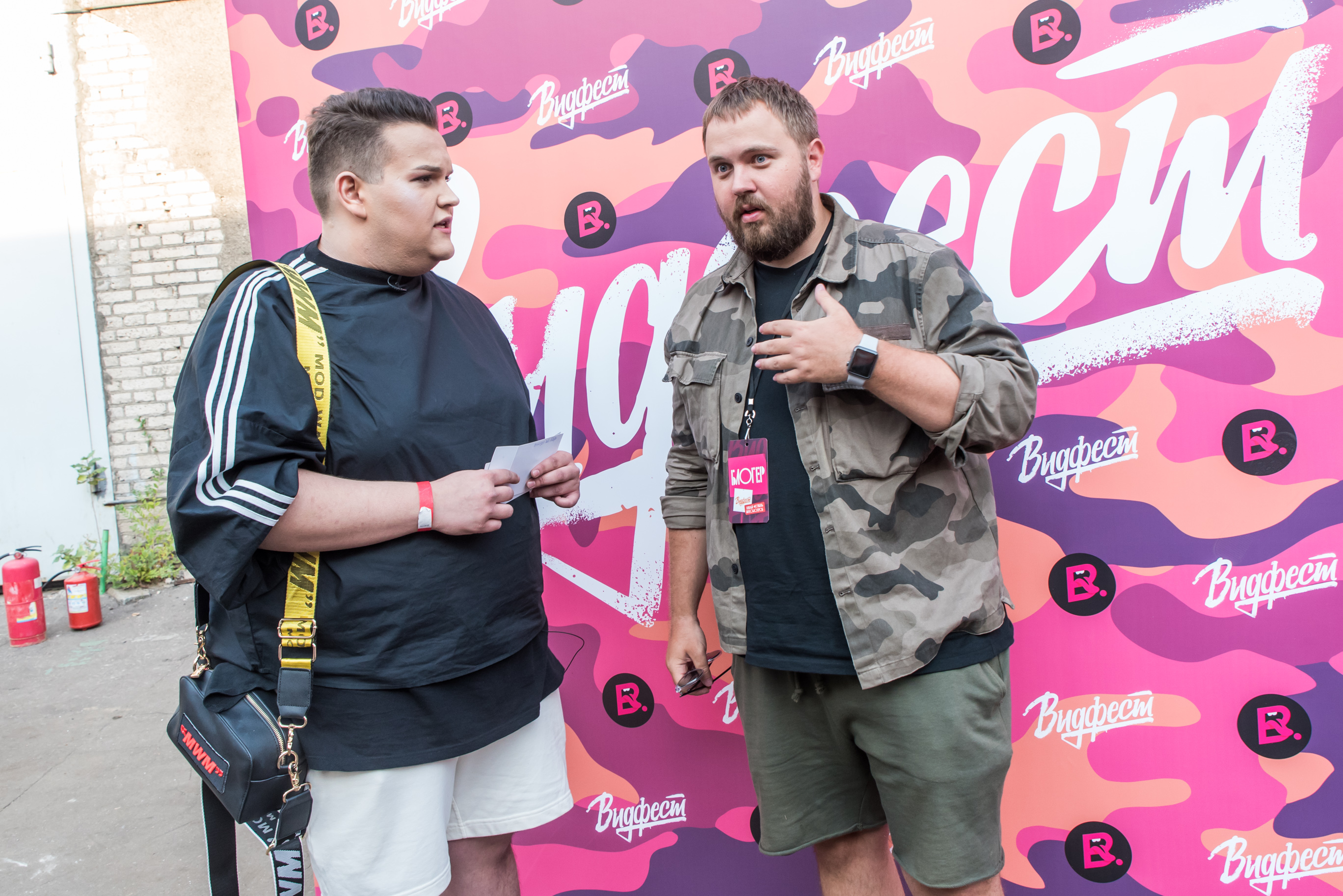
Игорь Синяк и Wylsacom
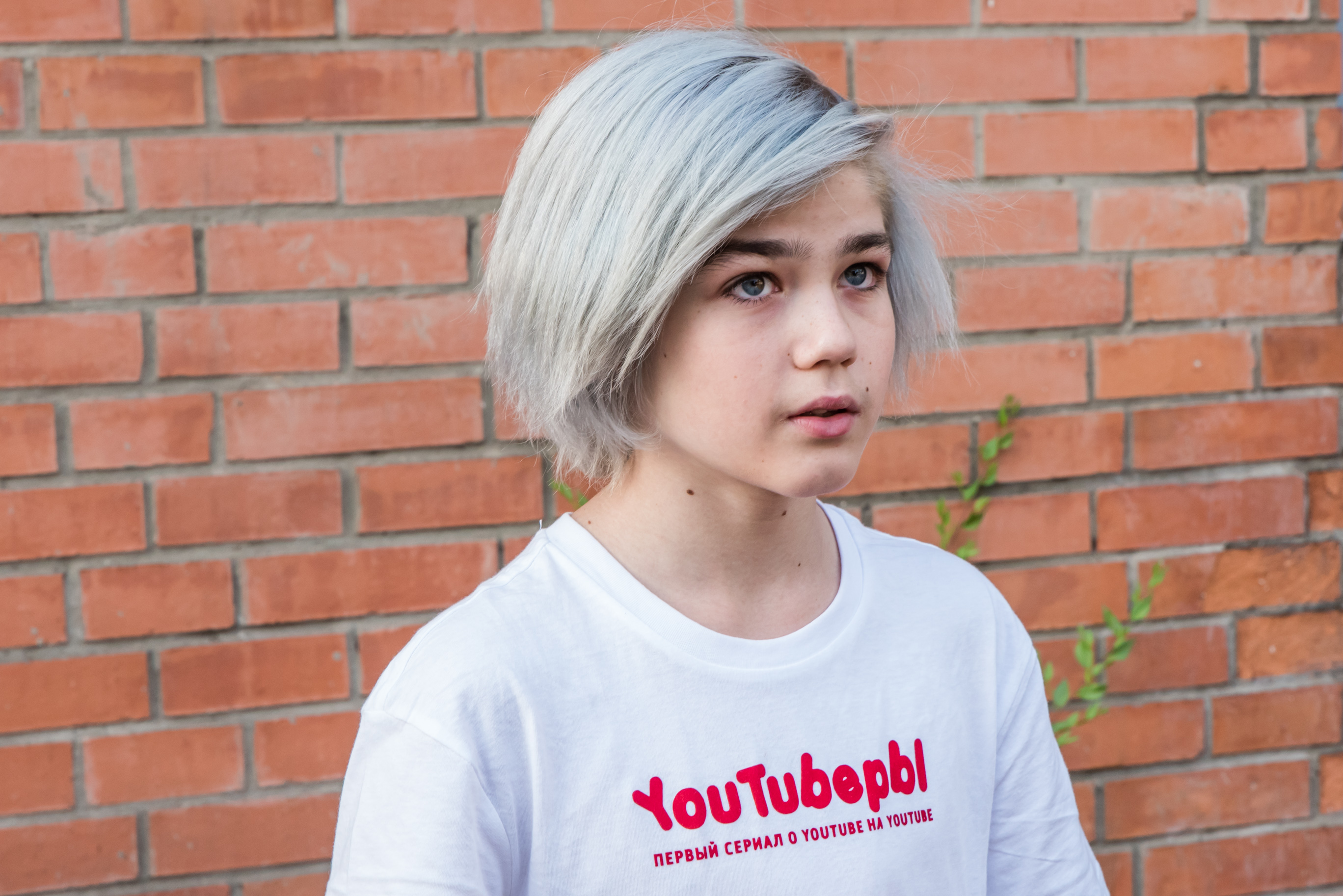
Mimimizhka
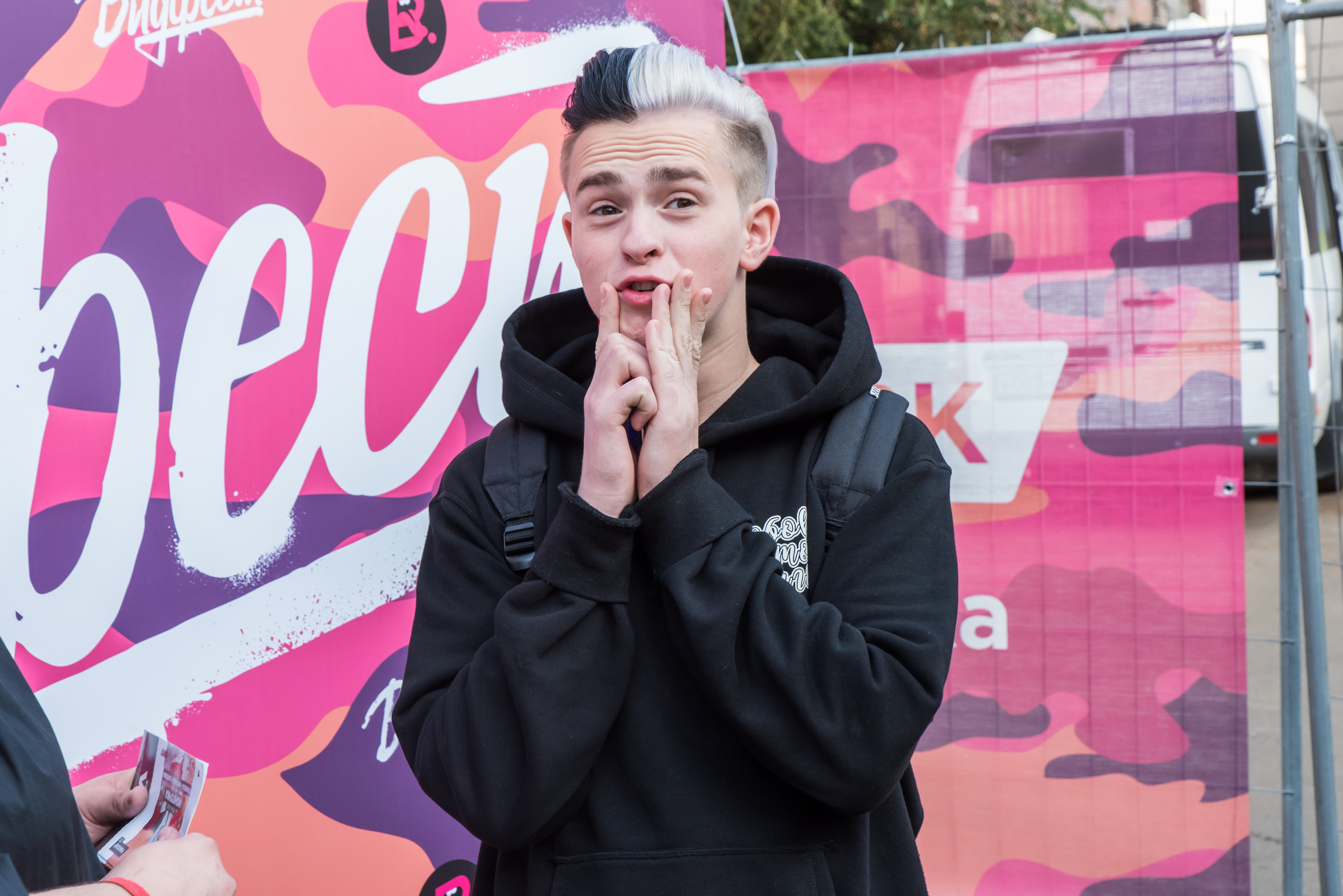
Никита Златоуст
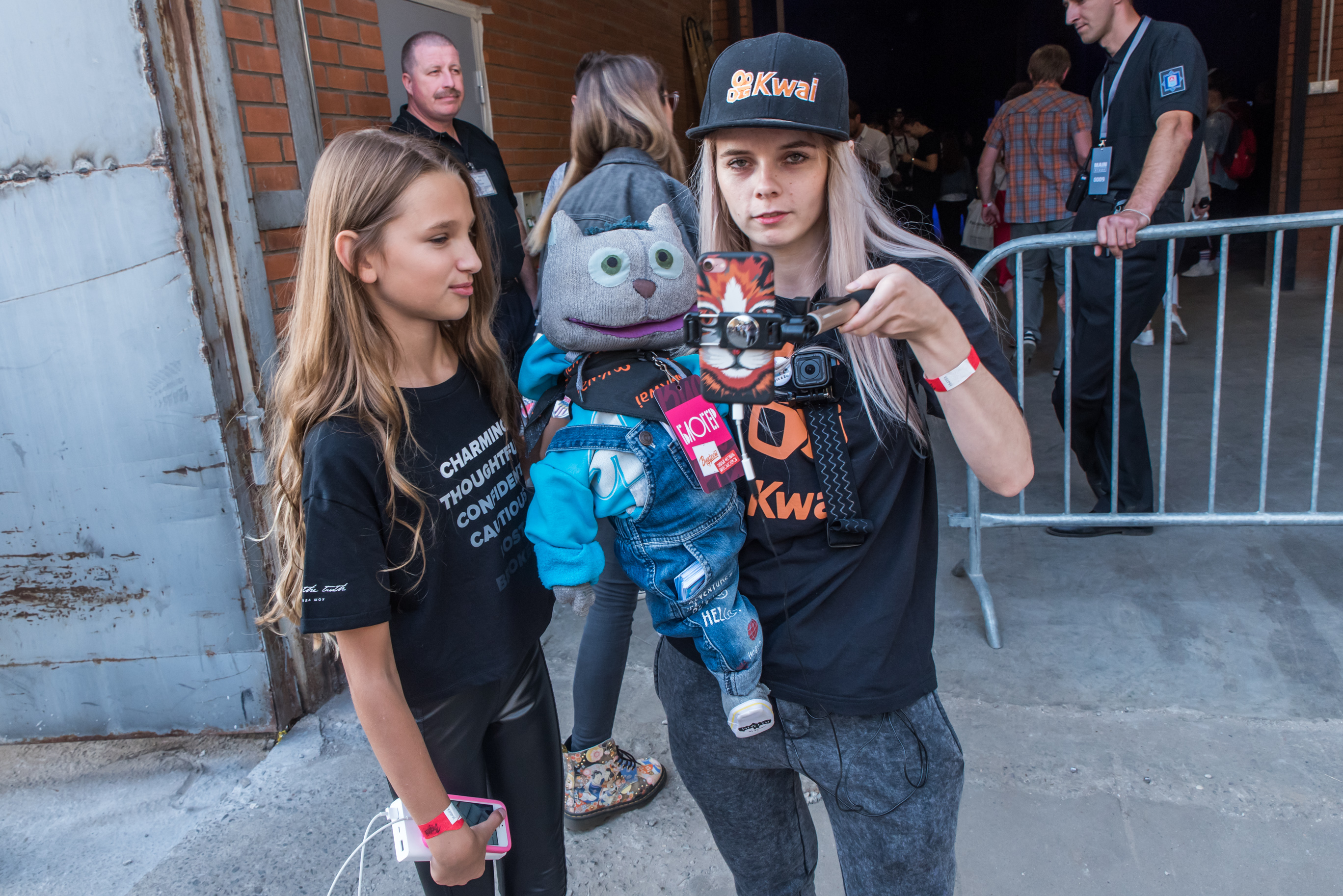
Лиза Анохина и Берта Пяттоева
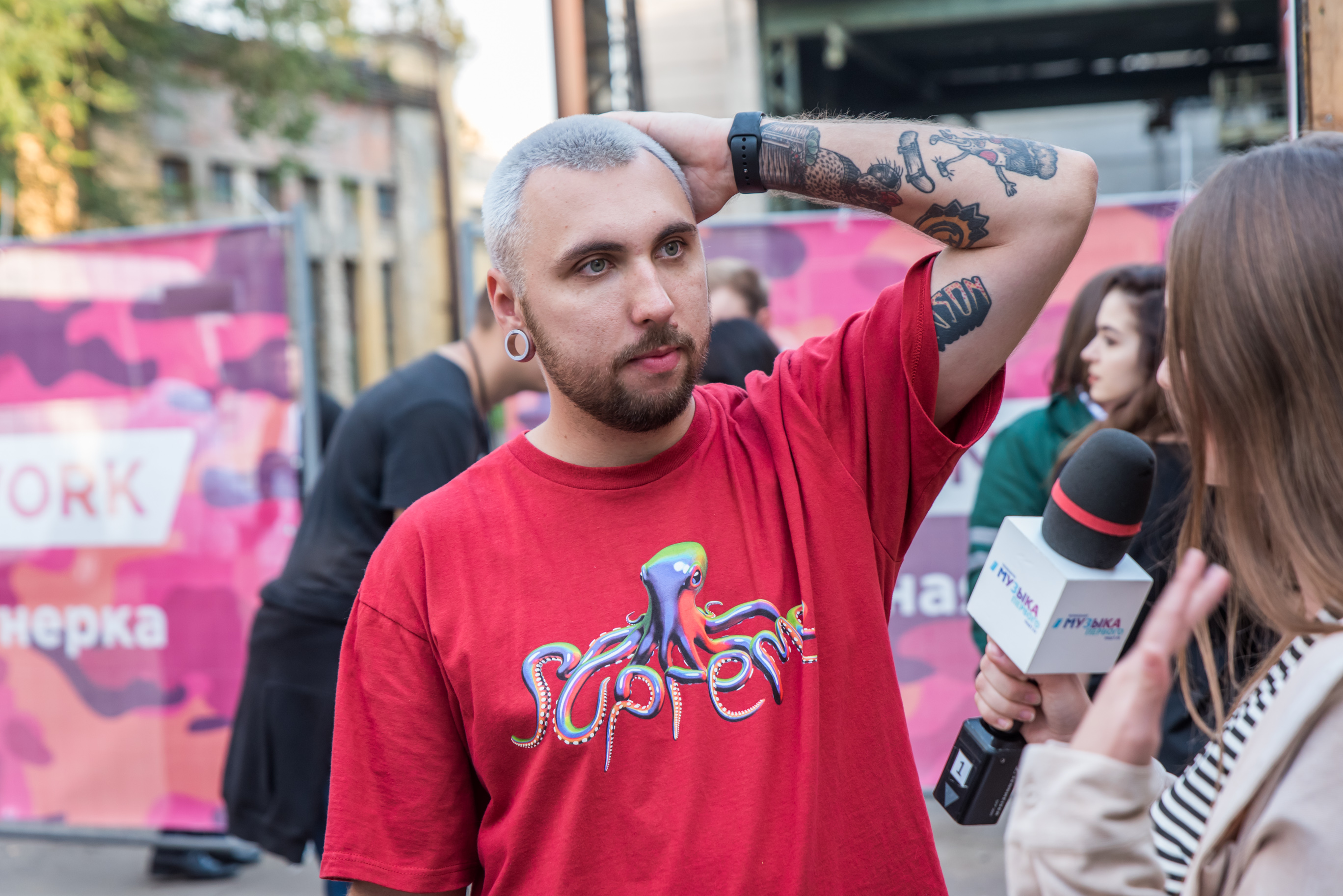
Макс +100500
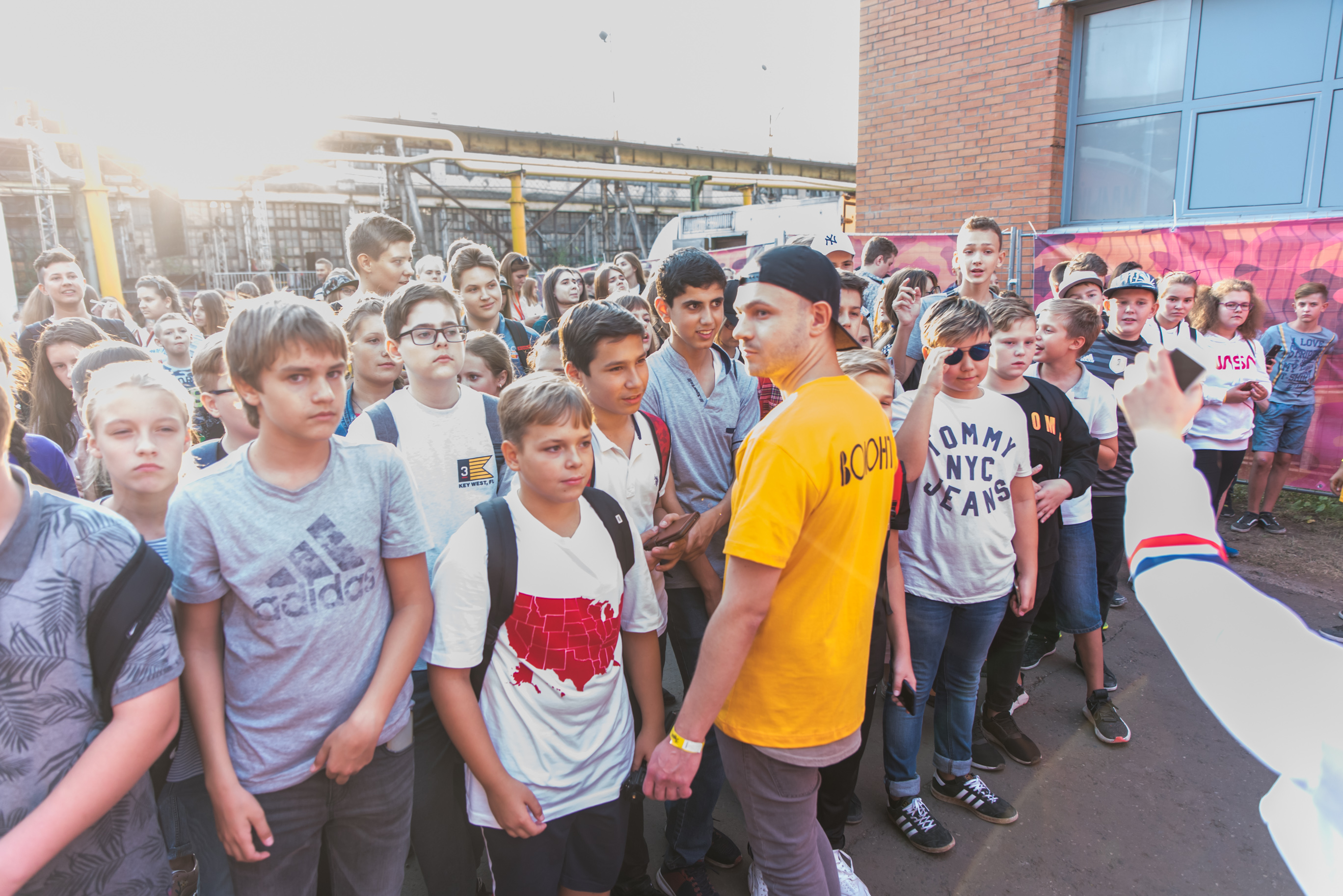
Посетители перед зоной отдыха блогеров
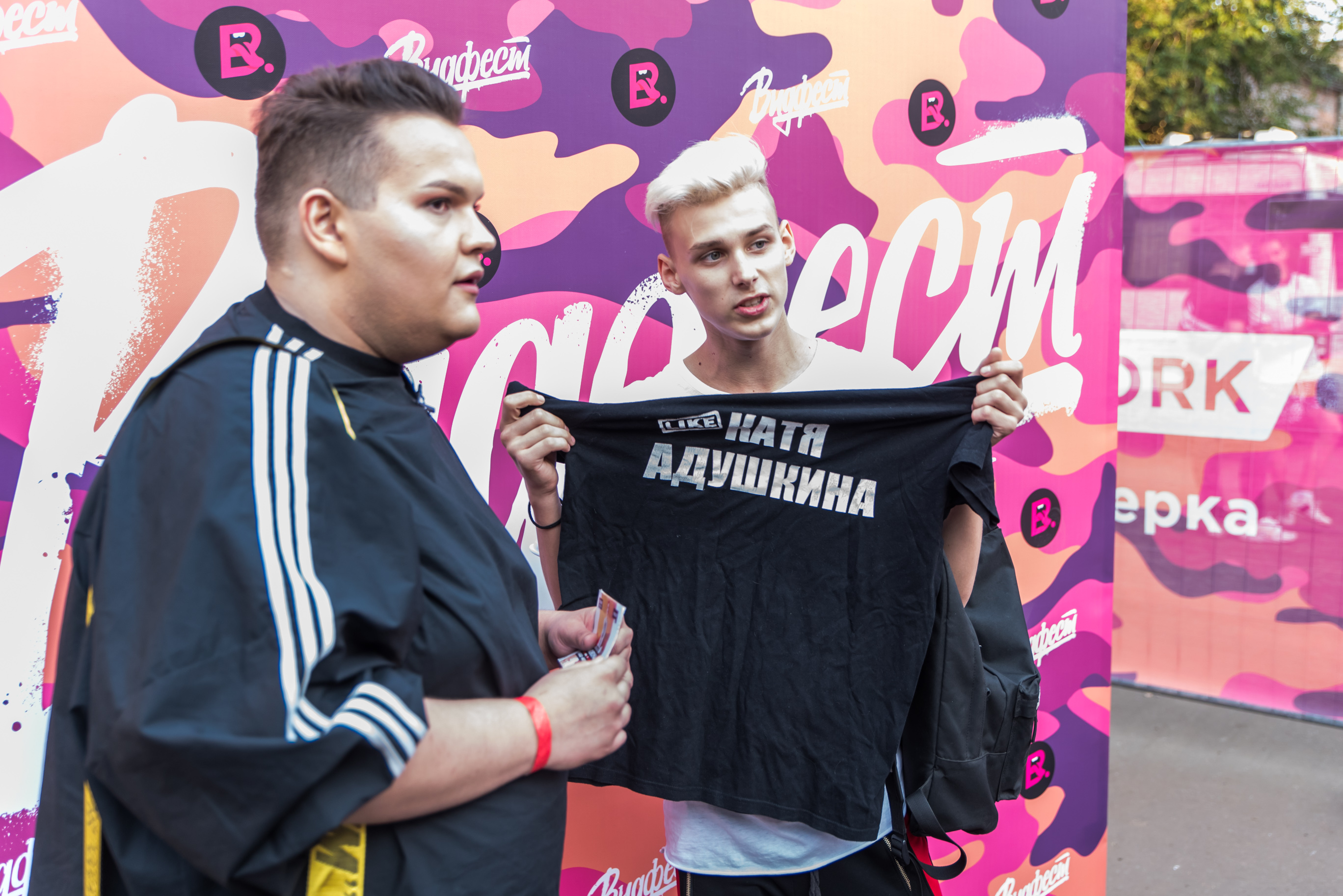
Игорь Синяк и Тимоха Сушин
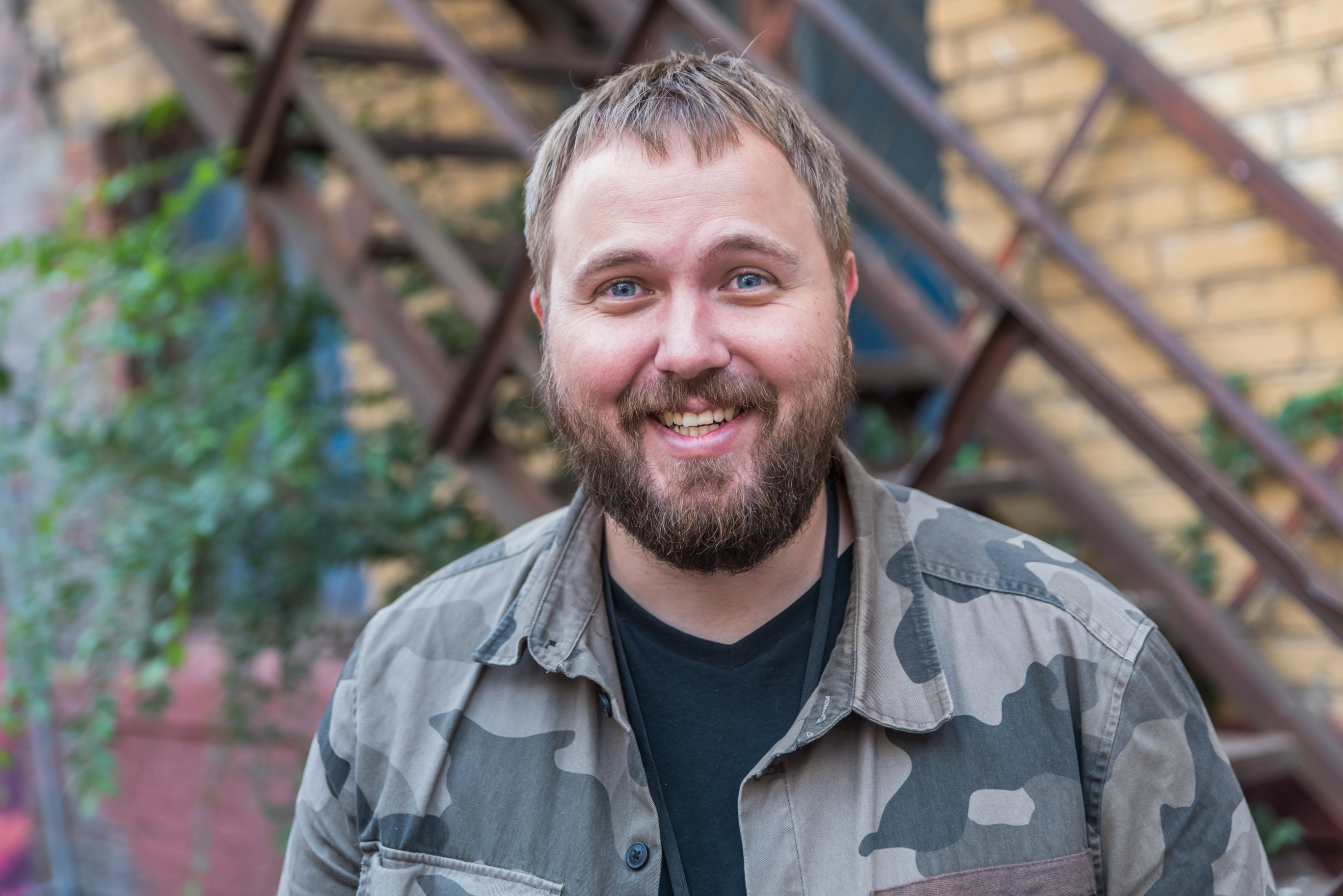
Wylsacom
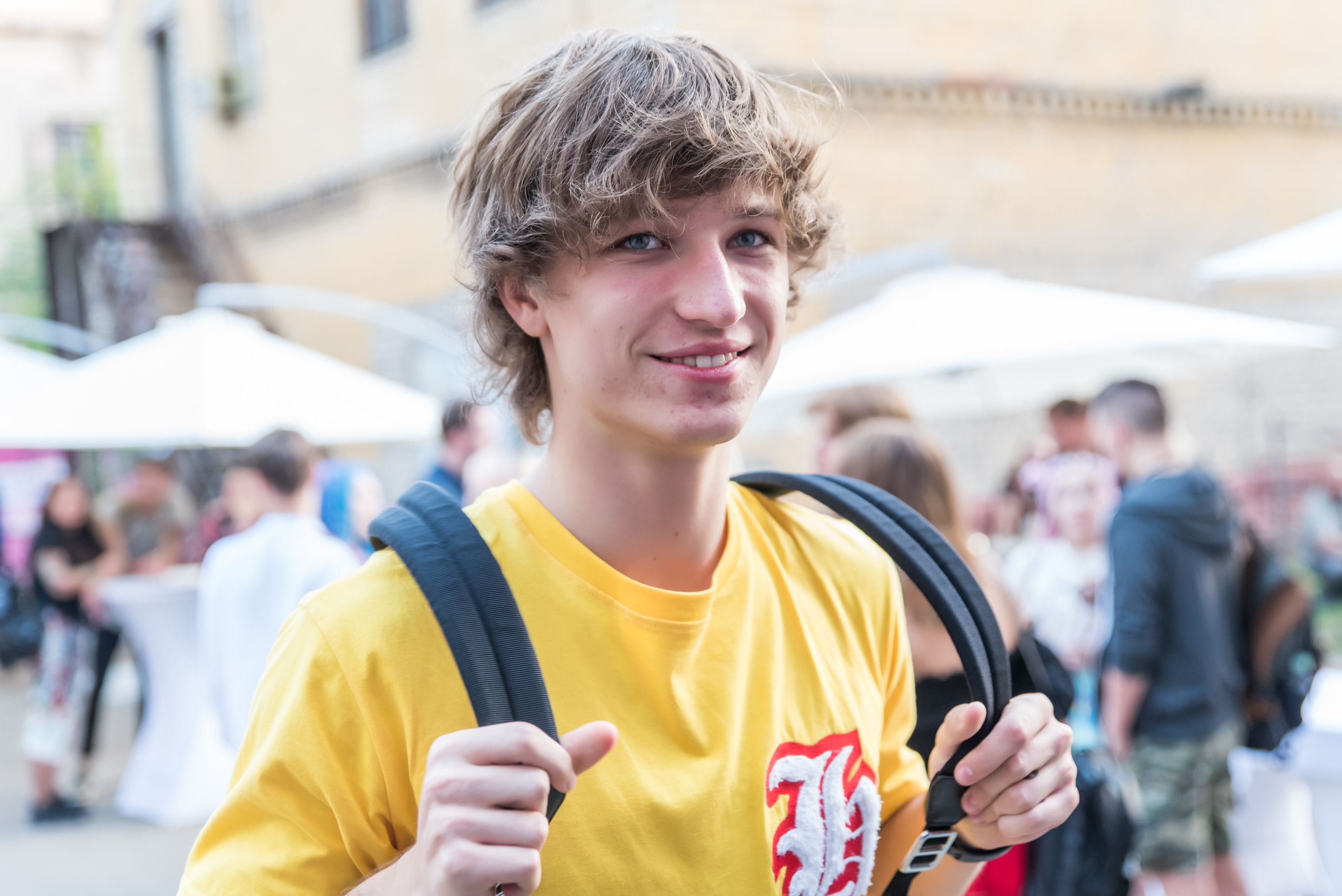
ЯнГо
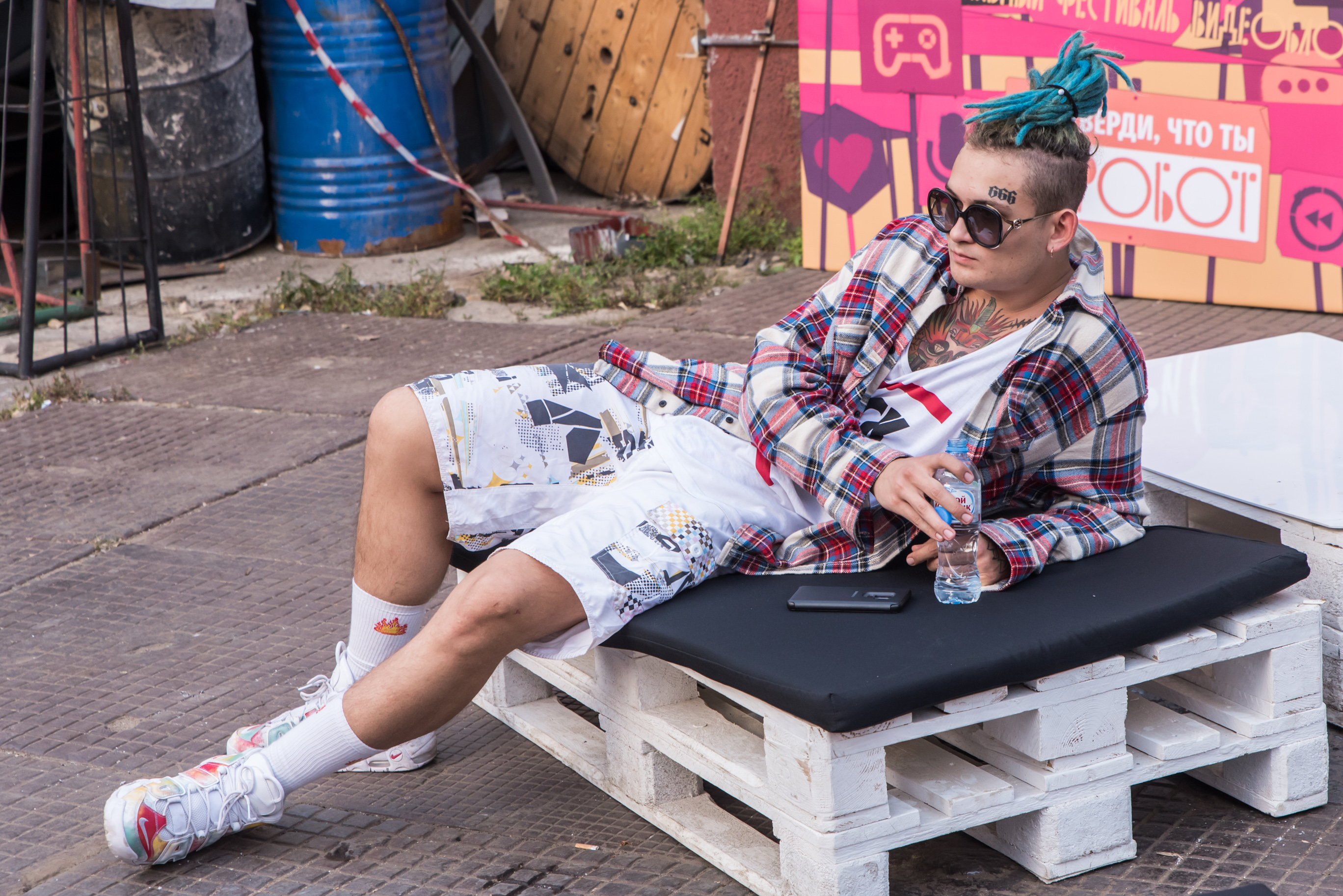
Моргенштерн
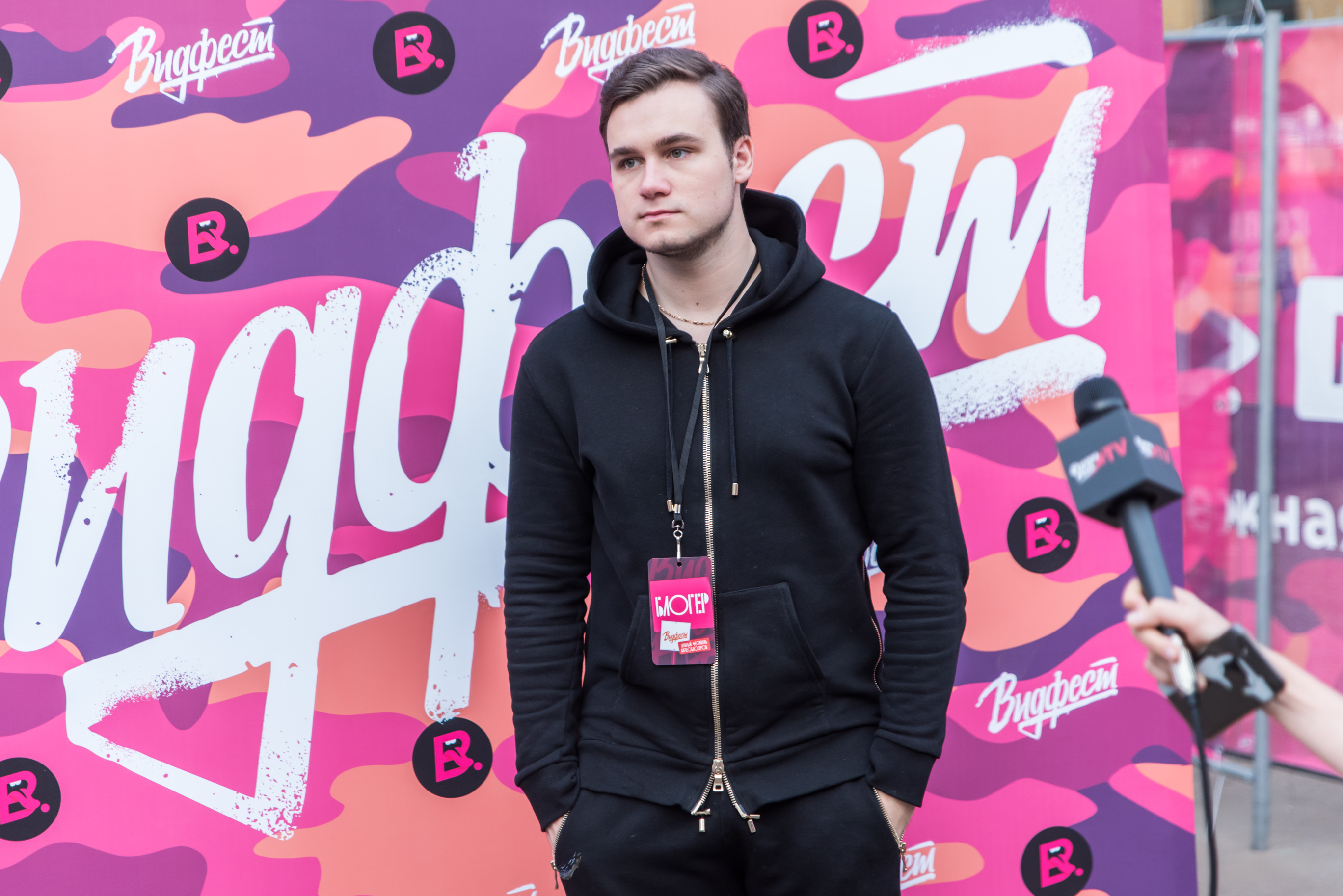
Николай Соболев
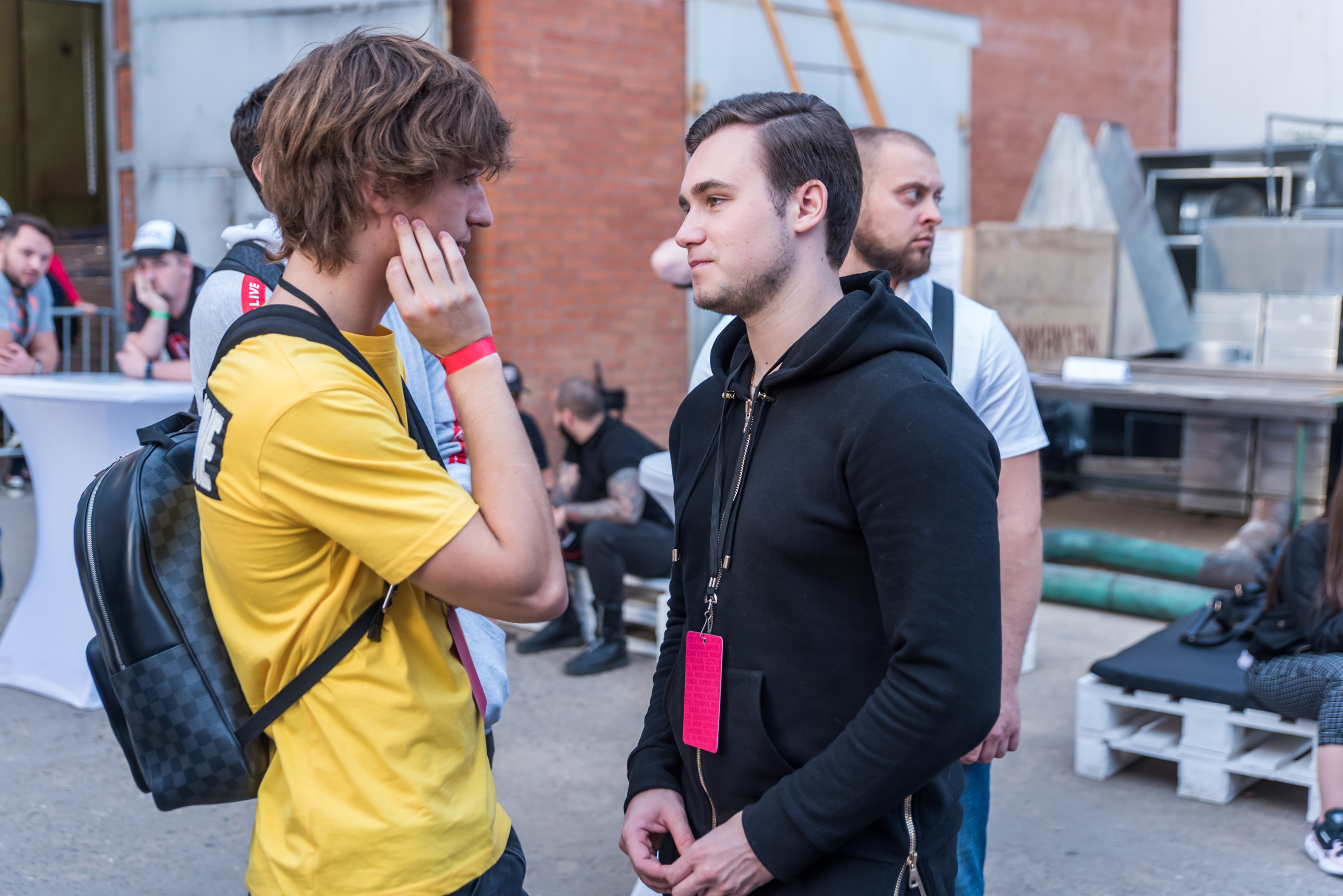
ЯнГо и Николай Соболев
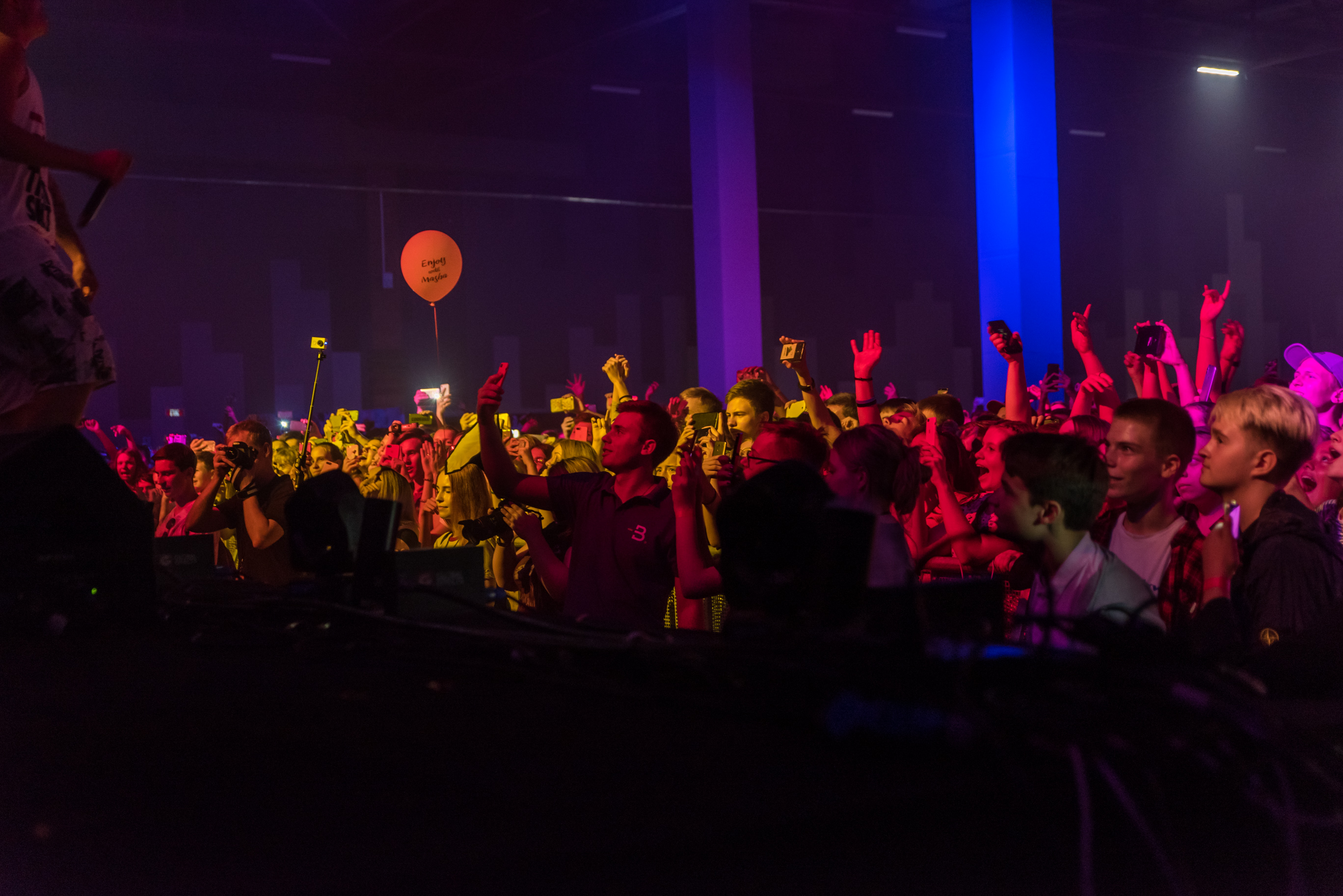
Зрители у главной сцены
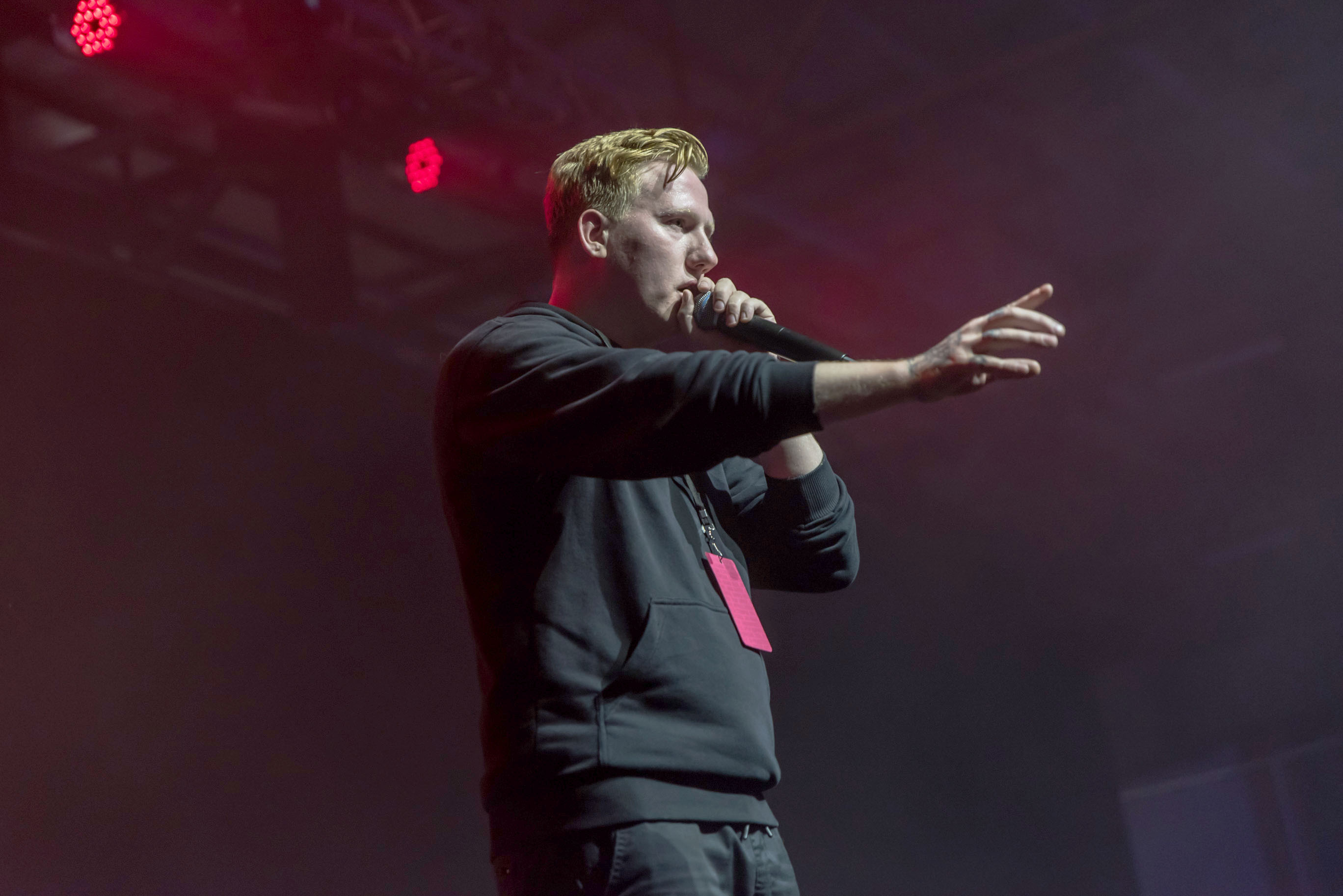
DK (Даниил Кашин)
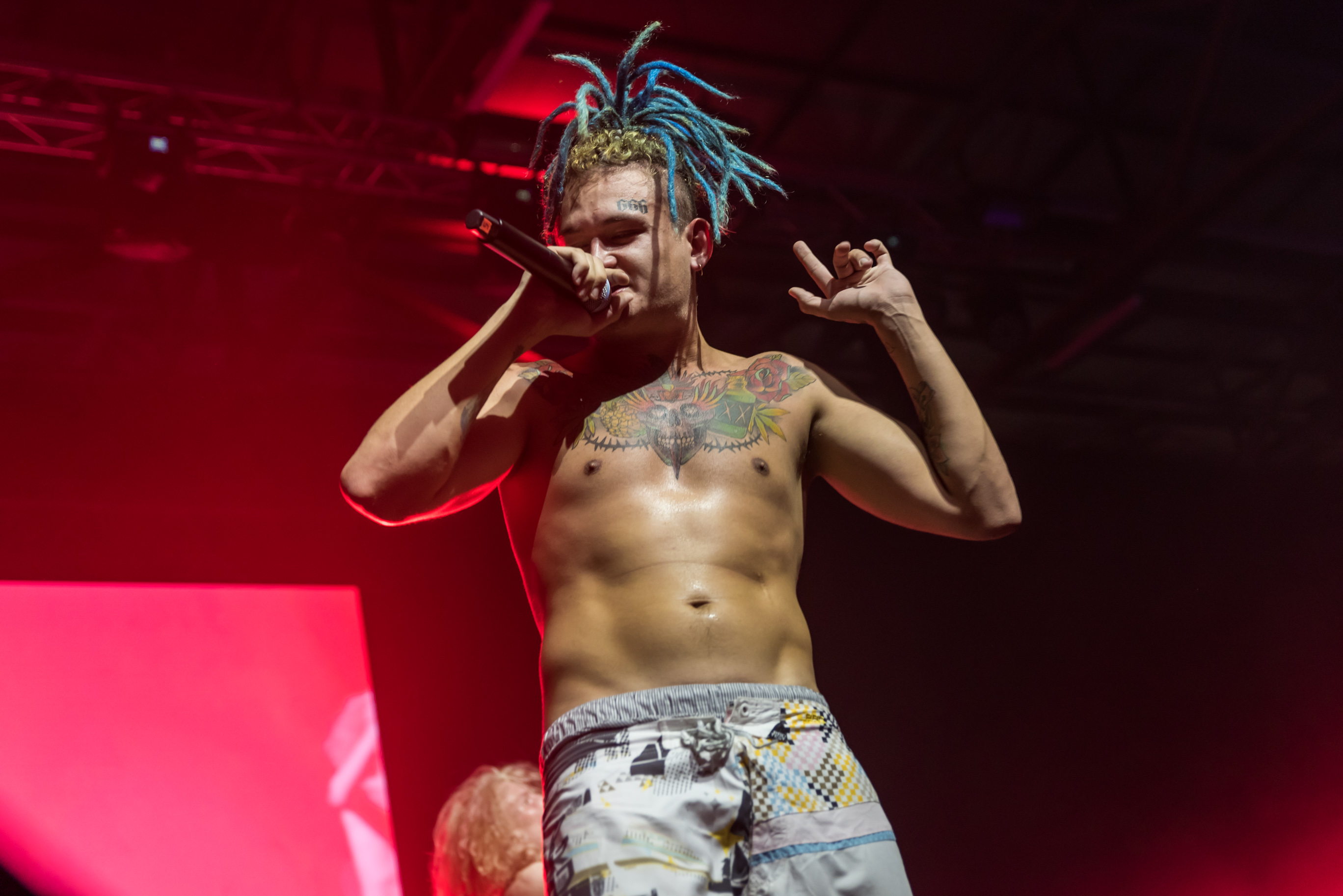
Моргенштерн